# Легг, Джеймс
Джеймс Легг (англ. James Legge, кит. упр. 理雅各, пиньинь Lĭ Yăgè, палл. Ли Ягэ; 20 декабря 1815, Хантли, Абердиншир — 29 ноября 1897, Оксфорд) — британский синолог шотландского происхождения, миссионер. Принадлежал к конгрегационистской церкви Шотландии, находился на службе межденоминационного Лондонского миссионерского общества (1840—1873), работодатель Ван Тао и Хун Жэньганя. Несколько лет преподавал и руководил миссионерской школой для мальчиков в Гонконге. В 1860—1873 годы занимался переводом «Китайских классиков» на английский язык. Первый профессор китайского языка Оксфордского университета (колледж Корпус-Кристи, 1876—1897). Легг стал первым профессором, который не являлся выпускником Оксфорда, не был его стипендиатом, не был членом официальной церкви; колледж Корпус-Кристи срочно присвоил ему по совокупности трудов степень магистра гуманитарных наук. Сотрудничал с Максом Мюллером при издании 50-томной серии «Священные книги Востока».
Джеймс Легг был одним из первых протестантских миссионеров, осознавших необходимость научной работы над памятниками традиционной китайской религии и философии. По мнению Л. Фистер (Гонконгский баптистский университет), Легг в своих научных трудах, опубликованных, когда он являлся профессором Оксфордского университета, демонстрировал миссионерскую стратегию приспособления к классической китайской культуре.

## Ранние годы, определение призвания (1815—1839)

### Происхождение. Становление

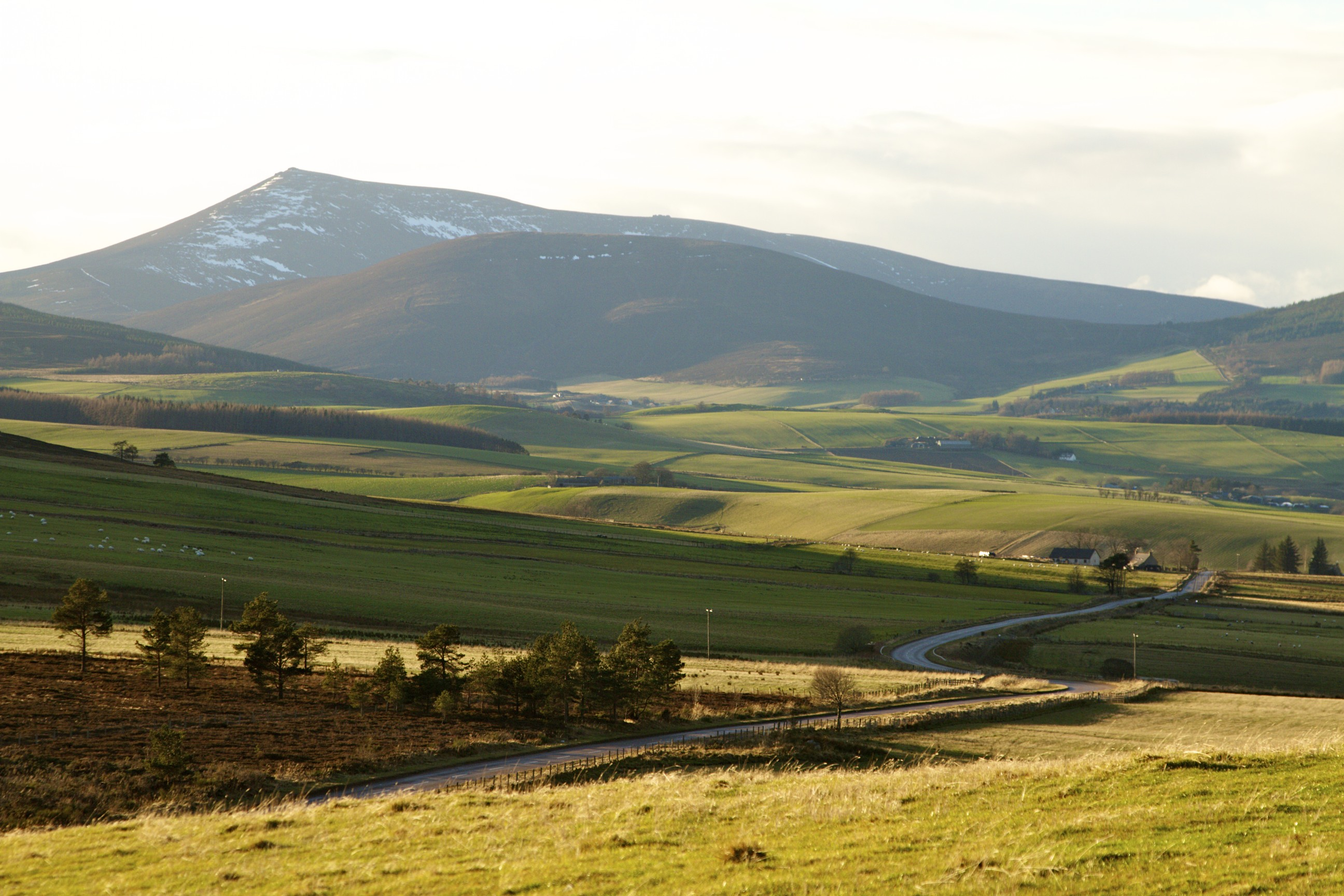
Окрестности Хантли. Фото января 2012 года

Джеймс Легг родился 20 декабря 1815 года в Хантли и стал четвёртым и самым младшим сыном 43-летнего торговца Эбенезера Легга. Мать — урождённая Элизабет Крукшанк — скончалась, когда Джеймсу исполнилось два года, и его вместе с тремя старшими братьями (Джорджем, Джоном и Уильямом) воспитывала мачеха Барбра, урождённая Спенс. На становление личности Джеймса сильнейшее влияние оказал брат Джордж, старше его на 13 лет, который стал священником конгрегационистской церкви и преподавал в диссентерской школе. На интеллектуальное развитие в семье оказал влияние также дядя — Александр Аллен, который владел как библейскими, так и современными европейскими языками. Первоначальное обучение Джеймса было религиозным под руководством отца и священника по фамилии Кирк. Посещение церкви по воскресеньям было обязательным, причём в приходской церкви не соблюдались классовые различия. До 14 лет Джеймс обучался в приходской школе, но мало прогрессировал, предпочитая физическую активность (включая рыбалку и наблюдения за птицами в естественной среде обитания) и чтение интересной ему литературы; соседка, знавшая множество шотландских баллад, также способствовала его развитию. Палочная дисциплина в школе не устраивала его, и в мемуарах, написанных в 80-летнем возрасте, он заявил, что «Христова любовь предпочтительнее Закона Моисеева». Воспитание привело к раннему формированию у Легга религиозности и внутренней убеждённости в Божественном присутствии, разлитом в каждой точке мироздания.
В 12-летнем возрасте, когда Джеймса начали обучать латыни, у него открылся талант к языкам и переводам. Параллельно он легко выучил «Вестминстерский катехизис». Было принято решение развивать его способности, поэтому в 1829 году Легга-младшего направили в грамматическую школу Мелвина в Абердине, рассчитывая, что он выиграет стипендию для поступления в университет (семья к тому времени испытывала финансовые сложности). Полученные на экзаменах результаты позволяли поступить в университет, но были недостаточными для стипендии, и Джеймс убедил отца оплатить дополнительный год обучения в грамматической школе. Он жил в доме брата своей мачехи — преподобного Спенса, а его главными школьными друзьями стали братья Милн, сыновья миссионера в Китае, которые затем сотрудничали с Джеймсом во время службы на Дальнем Востоке. На Рождество 1830 года Джеймса сбила на улице телега, и полученные переломы ног были столь тяжелы, что его пришлось отправить в Хантли, а выздоровление затянулось на долгий срок. За время вынужденной неподвижности он настолько преуспел в латыни, что ему стало легче вести переписку на этом языке, нежели на английском. Весной 1831 года он вернулся в Абердин, где жил на съёмной квартире и усердно штудировал латинскую «Историю Шотландии» Бьюкенена и греческий язык. Именно в эти годы он привык вставать в три часа утра, чтобы в тишине работать над переводами до рассвета; этот жизненный ритм он сохранял до самой смерти, в какой бы стране ни находился.

### Высшее образование

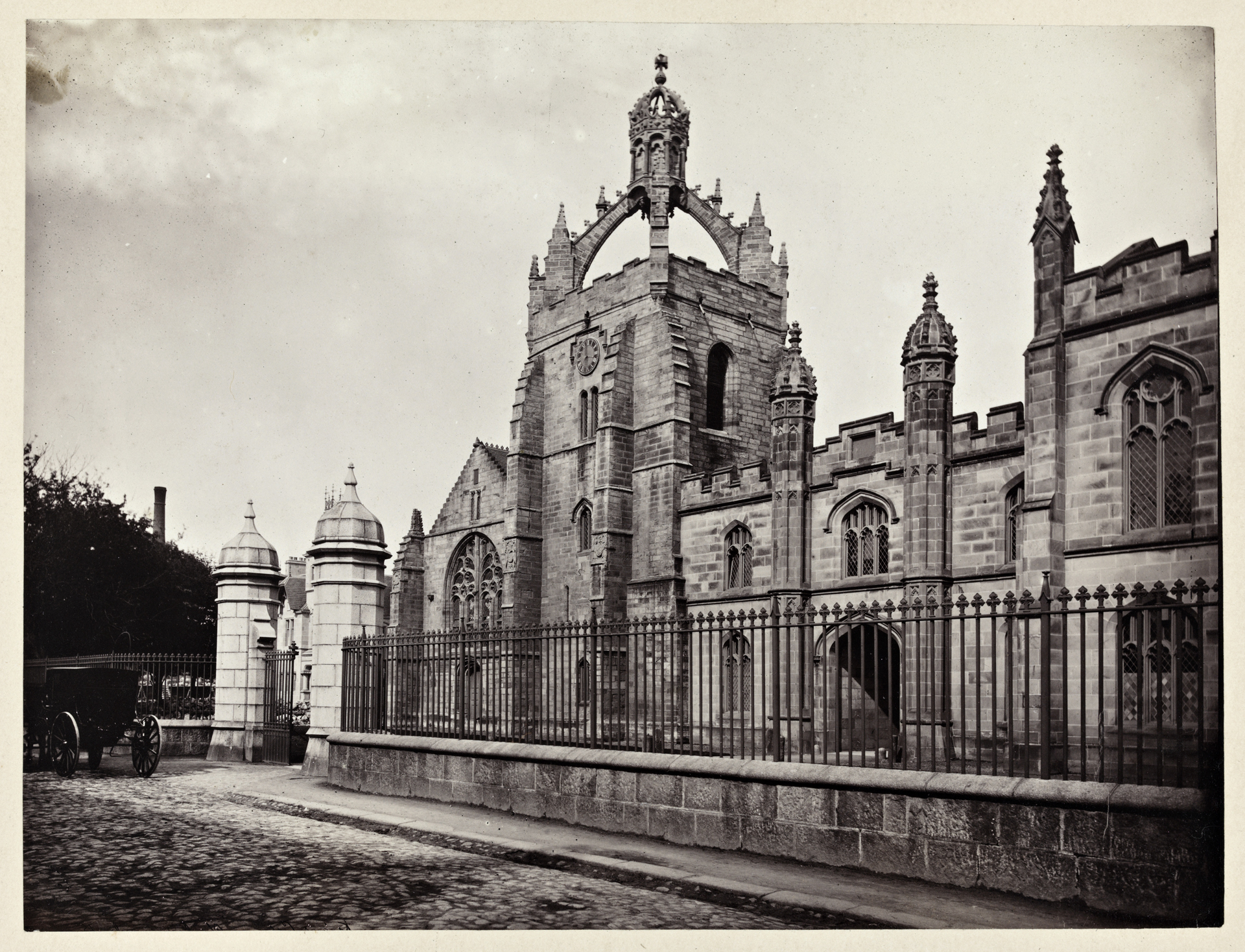
Здание Кингс-колледжа в Абердине на фото 1869 года

За две недели до новых экзаменов на университетскую стипендию, в ноябре 1831 года, Джеймс Легг был сильно травмирован (у него было сотрясение мозга и сломано несколько рёбер) во время протестов против реформ премьер-министра Грея. Тем не менее, он принял участие в экзаменах, где у него было 97 конкурентов. Несмотря на плохое самочувствие и помятый вид, Легг получил стипендию первой степени (20 фунтов стерлингов в семестр) для обучения в Кингс-колледже. Высшее образование продолжалось до весны 1835 года. Джеймс проявил себя даровитым студентом, неизменно успевая в классических языках (на экзаменах первого курса он стал первым по латыни и вторым по греческому языку), а также успешно справлялся с химией, математикой, естественной и моральной философией. Поскольку он больше не был связан жёсткими религиозными ограничениями, то пытался заниматься пением и танцами, но, как отмечал в мемуарах, понял «свою полную непригодность» для этих занятий. Плохой музыкальный слух мешал ему впоследствии при овладении тонами китайского языка. Привлекала его также художественная литература и театр, но, в общем, Джеймс Легг так и не увлёкся бурной студенческой жизнью; он так никогда и не понял, в чём заключается азарт карточных игр. Впрочем, преподобного Спенса беспокоили походы Джеймса в театр (на инсценировку «Роб Роя» Вальтера Скотта), он даже угрожал лишить его стипендии и отцовского благоволения. В этом конфликте Легг остался победителем, но интерес к театру утратил. На летние каникулы 1832 года он вернулся в Хантли и, чтобы испытать себя на выносливость, прошёл все 38 миль пешком, на что ему понадобилось 12 часов. Далее он ещё усерднее занимался математикой, поскольку рассчитывал выиграть приз Хаттона для выпускников, а естественные науки были в программе для его получения. На втором году обучения он был первым по латыни и греческому и третьим по математике и химии.
Летом 1833 года в Хантли гостил старший брат Джордж, который был настоятелем конгрегационистской церкви в Бристоле, и Эбенезер Легг впервые заявил, что хотел бы видеть Джеймса миссионером. Легг-младший не считал себя «хорошим» христианином и полагал, что Слово Божье может нести только праведник. Диссентерские течения шотландского кальвинизма очень высоко ставили чувство внутреннего переживания веры и её выражения в образе жизни. На третьем курсе Джеймс Легг вновь оказался первым по латыни и третьим по естественной философии (то есть физике), но не выиграл приза по греческому языку. В его переписке с братом Джоном появились богословские темы, в частности, они обсуждали возможность совместить свободу индивидуальной воли с Божественным предопределением. Весной 1834 года он стал систематически читать шотландских философов (в частности, Брауна и Стюарта) и начал изучение древнееврейского языка. Далее отец отправил Джеймса в Лондон, откуда он переехал в Бристоль к старшему брату и нашёл там большой интеллектуальный круг. Джордж Легг даже нанял Джеймсу учителя естественной философии, чтобы лучше подготовиться. Главной целью его стало выиграть стипендию Хаттона в 15 фунтов стерлингов (половина из них книгами). Экзамены включали греческий, латынь, математику, естественную и моральную философию и длились четыре дня. Конкурентов у Легга было трое; они договорились между собой, что победитель купит на всю компанию 6 бутылок портвейна. 19-летний Джеймс Легг победил, но так и не представлял себе, какой выберет жизненный путь.

### Выбор призвания
Согласно его биографу Норману Жирардо, Джеймс Легг в возрасте 20 лет, скорее, представлял, чем он не хочет заниматься. Он не имел предпринимательских способностей, его не привлекали право и медицина — самые респектабельные и доходные из интеллектуальных профессий того времени. Профессор Кингс-колледж Форбс предложил ему должность своего ассистента, которая могла бы принести ему профессорское звание по классической филологии и церковный приход. Однако должность в колледже предполагала переход в государственную Пресвитерианскую церковь Шотландии. По примеру брата Джорджа Легг-младший не хотел оставаться на малой родине, а приходской священник Кирк в Хантли настаивал на вступлении в Лондонское миссионерское общество.
Не определившись, Легг-младший поселился в Абердине и частным образом занимался французским и итальянским языками. Последовав совету брата Джорджа, летом 1835 года Джеймс Легг переехал через Лондон в Блэкберн, где получил должность учителя-латиниста в конгрегационистской средней школе с жалованьем 75 фунтов стерлингов (6935 в ценах 2020 года). В Ланкашире Легг прижился, дирекция и ученики приняли его тепло, а получаемого жалованья хватало на пополнение библиотеки. Разорявшиеся помещичьи семьи сбывали свои собрания за бесценок, и в собственности Легга оказались редкие издания: Евклид, напечатанный в 1570 году, и ещё более редкие издания Лактанция, Боэция и Эразма, напечатанные в 1539 году. На Рождество ему подняли жалованье до 80 фунтов (7397). Судя по всему, Легг считал, что учительство — это только подготовительный этап к чему-то ещё, поэтому не оставил занятий французским, итальянским и ивритом.
К лету 1836 года Легг убедился, что соответствует стандартам христианской веры, и решил сделаться священником. Свои планы он обсудил на вакациях с отцом и братом Джоном и после Рождества уволился с должности учителя. Время до сентября 1837 года он провёл с братом Джорджем, изучая под его руководством теологию и греческий язык, подрабатывал в воскресной школе, после чего поступил в богословский нонконформистский колледж Хайбери в Лондоне. Он был принят сразу на третий курс (из четырёх), получил бесплатный стол и келью, однако заплатил за всё остальное 20 фунтов. Легг усердно занимался, а по выходным студентов отправляли проповедовать по деревням и окрестным городам, что позволяло зарабатывать. Обнаружилось, что Легг является успешным проповедником, и начальство прочило ему карьеру священника, ректор Уилсон враждебно отнёсся к его идее миссионерства и настаивал, чтобы Джеймс остался в Британии; в наказание его вычеркнули из списка командируемых проповедников. В мае 1838 года Джеймс Легг подал заявку в Лондонское миссионерское общество (ЛМО).

### Лондонское миссионерское общество. Китайский язык и женитьба

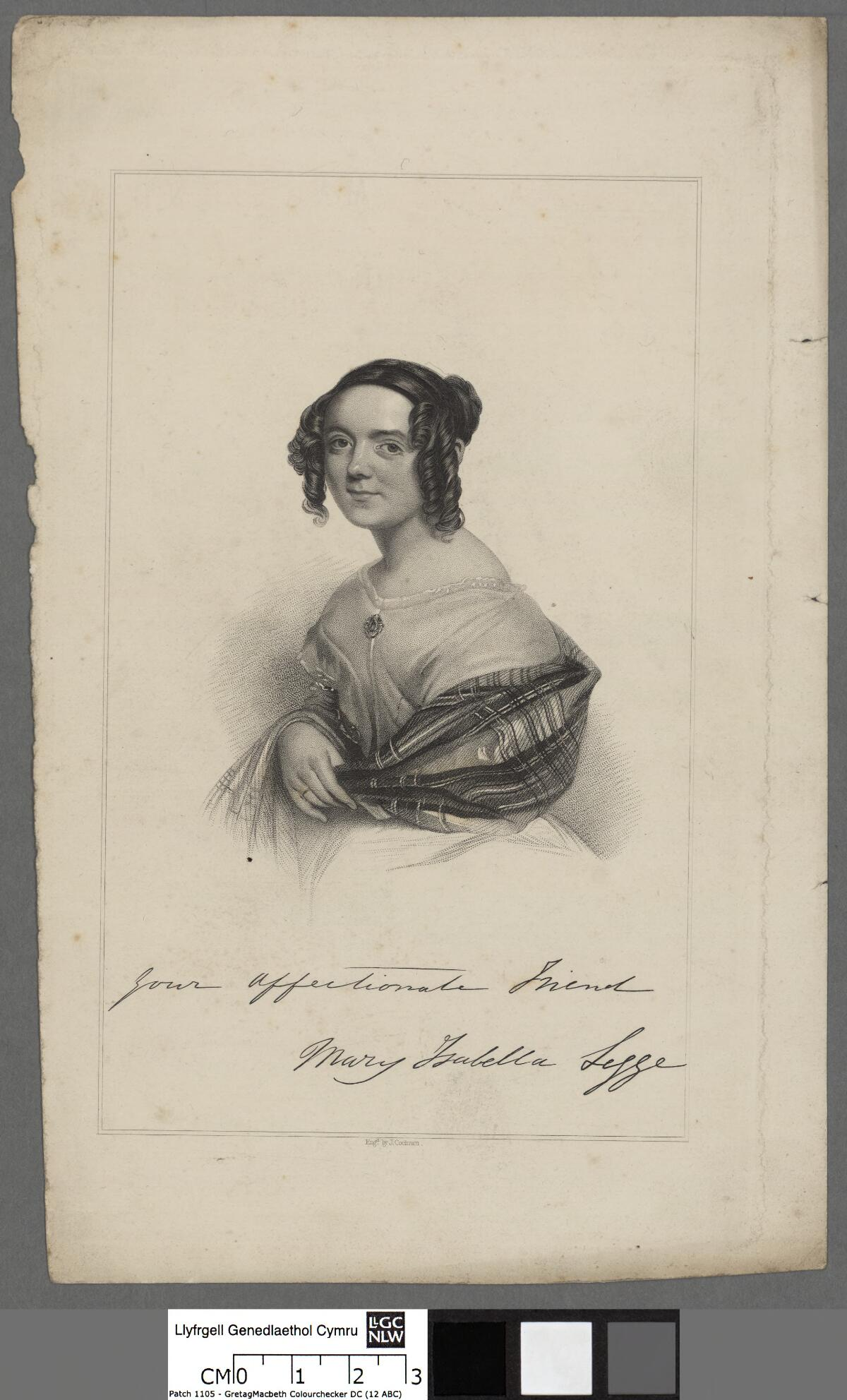
Портрет Мэри Изабеллы Легг работы Кокрен, Джон, около 1840 года. Национальная библиотека Уэльса

К изучению китайского языка Легг приступил ещё до своего назначения. После начала политики самоизоляции Цинской империи в 1757 году иностранцам воспрещалось изучать язык и вывозить книги и учебные пособия. Купцы ограничивались знанием пиджина, который не мог заменить полноценного владения языком. Во всей Великобритании тогда был единственный человек, владевший как устным, так и письменным китайским языком, — сэр Джордж Стаунтон. В распоряжении Легга были китайско-латинские словари, составленные миссией иезуитов в XVII—XVIII веках. В 1839 году ЛМО получило возможность направить Легга к миссионеру Сэмюэлу Кидду, только что вернувшемуся из Малакки и принятому в Лондонский университетский колледж. Помимо Джеймса, у него было ещё два студента от ЛМО: Уильям Милн — друг детства и однокашник Легга, и врач Бенджамин Хобсон. Кидд привёз из Китая шеститомный словарь Роберта Моррисона, объёмом 4595 страниц, и его же перевод Нового Завета на китайский язык, а также перевод религиозного трактата, написанного отцом Милна. Занимались вечерами по часу несколько раз в неделю (Кидд был тяжело болен), навыки письма и произношения студенты отрабатывали самостоятельно. Легг сначала посещал Британскую библиотеку, а затем стал брать книги по Китаю на дом, работая от 3 до 8 часов утра. Кидд владел фуцзяньским диалектом, которому научился у хуацяо в Малакке. По М. Бомэн, имеющиеся в Британии на 1839 год пособия были почти бесполезны для обучения китайскому языку.
25 мая 1839 года Легг был рукоположён во священство, а ещё через пять дней женился на Мэри Изабелле Морисон, дочери известного конгрегационистского священника и издателя журнала Evangelical and Missionary Magazine. При рукоположении устроили экзамен, на котором председательствовал представитель ЛМО, Джордж Легг — старший брат, тесть Морисон и профессор Кидд. Экзамен свёлся к публичным ответам на следующие вопросы: «Что привело тебя к выводу, что ты христианин?», «Что побудило тебя посвятить себя работе миссионера среди язычников?», «Каковы доктрины, содержащиеся в Священном Писании?», «Как ты собираешься осуществить своё служение?»; протокол экзамена составил около 30 рукописных страниц. Отвечая на третий вопрос, Легг заявил, что он не принадлежит ни к какой школе или партии. Он также заявил, что его покойная мать воззвала с небес, заставила раскаяться в грехах и легкомыслии и обратиться к служению. Отвечая на последний вопрос, Легг сообщил, что смысл Христовой любви и жертвенной смерти может быть донесён до язычников только евангельскими действиями всех христиан. Важнее всего научиться писать и говорить, как природные китайцы, и на том же уровне изучить их религию, философию и поэзию.
До августа Джеймс и Изабелла Легг провели медовый месяц и прощались со своими родными, поскольку не рассчитывали вернуться из Китая. Родители Изабеллы посетили Хантли вместе с молодожёнами; затем уехали с дочерью в Лондон, а Джеймс побывал у Джорджа в Лестере. Перед отъездом Джеймс отписал свою долю наследства братьям. ЛМО назначило ему жалованье в 300 фунтов стерлингов в год (27 740), но дорожные расходы — 50 фунтов — пришлось оплачивать из собственных средств.

## Миссия в Китае (1839—1873)

### Малакка

#### Англия — Ява — Малайя

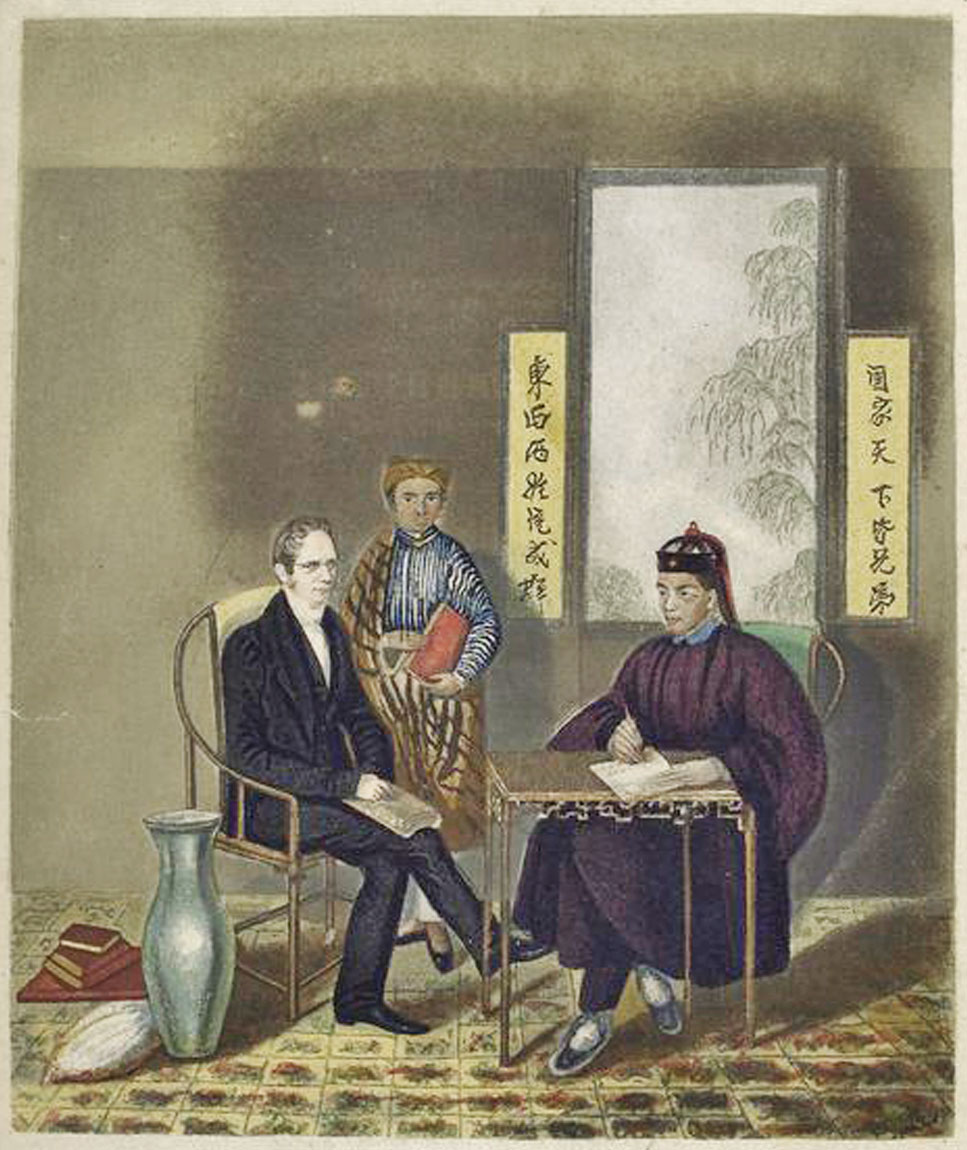
Миссионер У. Медхёрст с китайским секретарём и слугой-малайцем. Портрет из книги: Medhurst, Walter Henry. China: Its State and Prospects. London: John Snow, 1838

28 июля 1839 года чета Леггов, Хобсон и Милн отплыли на паруснике «Элиза Стюарт» из Портсмута в Малакку: из-за готовящейся войны на Дальнем Востоке их решили держать подальше от боевых действий. В Малакке имелась станция ЛМО, возглавляемая преподобным Эвансом, а также действовал Англо-китайский колледж. Плавание было тяжёлым: из-за противных ветров пять дней не удавалось выйти из Ла-Манша, в Бискайском заливе супруги Легг слегли с морской болезнью, но Джеймс в дальнейшем «оморячился». Мэри писала в дневнике, что в жару её муж решительно расстался с тяжёлой чёрной одеждой и щеголял в соломенной шляпе и белом ситцевом костюме. Плавание длилось пять месяцев; для пассажиров были взяты корова с телёнком, чтобы получать свежее молоко, а также цыплята на еду; в каюте Леггов была ванна, которую наполняли морской водой. Миссионеры продолжали занятия китайским языком (заучивая моррисоновский перевод Библии целыми книгами), проповедовали команде и проводили воскресные службы. С самыми тяжёлыми штормами команда столкнулась при подходе к Яве: были разорваны все паруса, а одного матроса смыло за борт. На другого матроса упал комод, и Хобсону не удалось его спасти. На Яве (в Анджере) высадились 12 ноября 1839 года. Проехать по суше в Батавию не удалось, потому что в ЛМО не предусмотрели выписать для этого паспорт. Только когда голландские власти оформили бумаги, 22 ноября Джеймс и Мэри Изабелла посетили столицу Нидерландской Индии. Из Батавии пришлось своим ходом добираться до Сингапура и только оттуда — в Малакку, что увеличивало дорожные расходы ещё на 49 фунтов, не считая 13 фунтов стерлингов, потраченных на поездки по Яве и перевоз багажа.
Посланники ЛМО встретили радушный приём со стороны Уолтера Генри Медхёрста, который служил в Батавии с 1817 года и встречался с Леггом во время командировки в Англию за два года до того. Несмотря на 20-летнюю разницу в возрасте, Легг и Медхёрст обнаружили схожие взгляды и интересы. На тот момент Медхёрст был лучшим знатоком восточных языков в ЛМО: свободно владел малайским языком и двумя диалектами китайского (фуцзяньским и кантонским), для первого из них он выпустил в 1831 году словарь. Будучи издателем по профессии, он основал типографию с набором малайских и китайских шрифтов. Медхёрст разъяснил Леггу, что изучаемый им северный язык гуаньхуа мало кому известен в странах Южных морей, зато выяснилось, что 24-летний Джеймс хорошо понимал смысл «Лунь юя», предложенного ему во время экзамена в миссионерской школе. Здесь впервые произошло знакомство Легга с будущим епископом Уильямом Буном. Медхёрст разъяснил, что библейский перевод Моррисона низкого качества (он был буквальным, но следовал не греческому и еврейскому оригиналу, а английской Библии короля Якова), сильно зависел от старых иезуитских переводов, и миссионер активно хлопотал о создании совместного с американцами комитета для его исправления или даже создания нового (завершённого лишь в 1850 году, так называемая «Версия делегатов»). После прибытия в Малакку (10 января 1840 года) оказалось, что Англо-китайский колледж находится в глубоком упадке, обеспечивает только элементарное образование, его выпускники зачастую не понимают Писания, вдобавок среди студентов были представители Триад. С директором колледжа Эвансом у Легга сразу не сложились отношения. Мэри Изабелла к тому времени была беременна. Это вынудило Легга добиваться у ЛМО компенсации за дорожные расходы в размере годичного жалованья. В Лондоне были расположены приобрести для него приход, чтобы доходы от него пересылать в Азию. Ситуация осложнялась тем, что город Малакка пришёл в упадок, а китайские и английские предприниматели, которые могли бы пролоббировать интересы Легга, переехали в Сингапур. Переписка Легга с ЛМО шла 33 года, и из неё (в том числе пересылаемых счетов) можно извлечь массу информации о миссионерской повседневности.

#### Миссия Лондонского общества

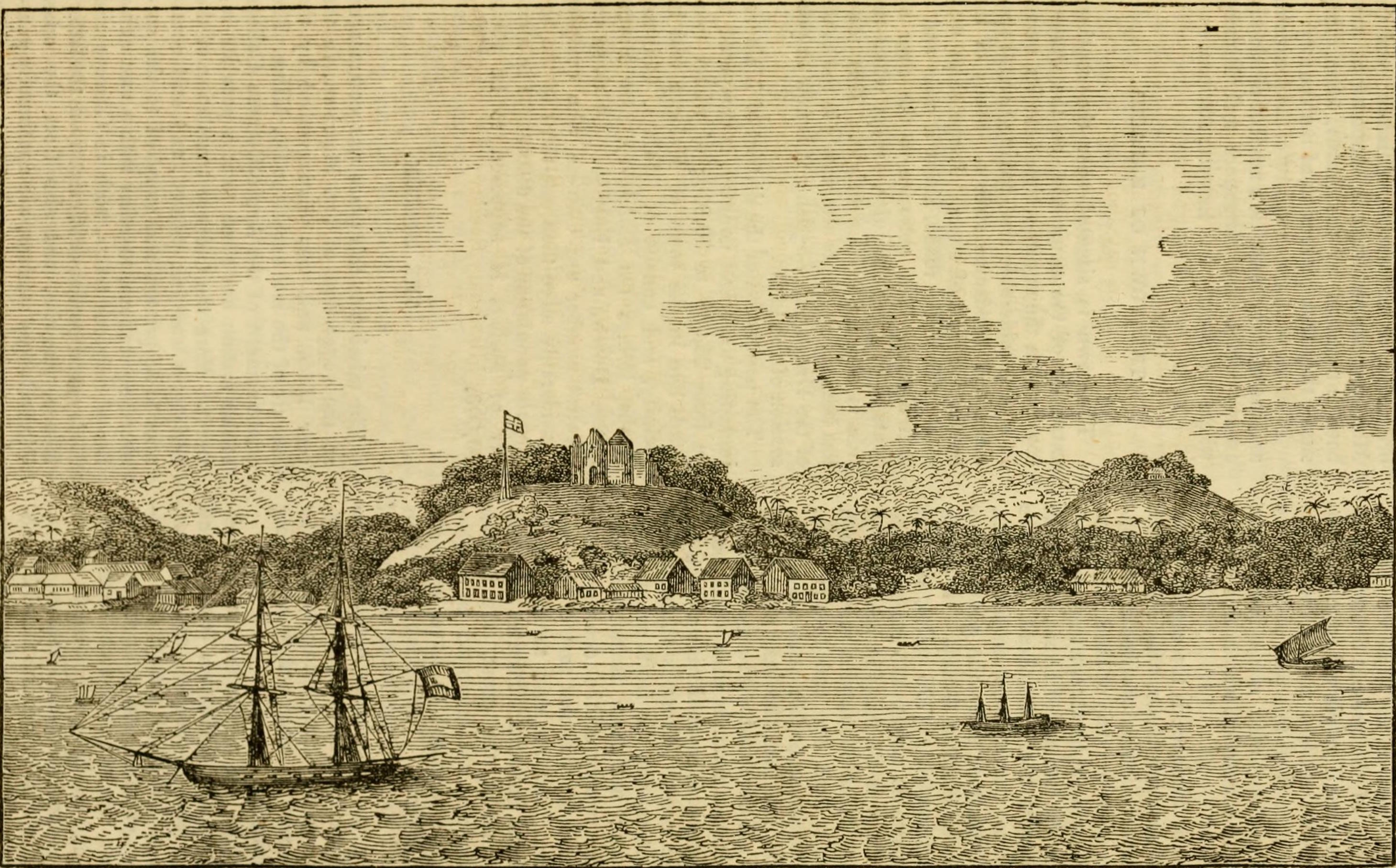
Вид Малакки в 1831 году. London Missionary Society (1818—1834) Missionary Sketches: For the Use of the Weekly and Monthly Contributors to the Missionary Society

Миссионерские станции в Сингапуре, Малакке и Пинанге относились к «Ультра-Гангской» церковной провинции. Большим её преимуществом было наличие китайской диаспоры, не связанной цинскими законами, запрещавшими европейцам и китайцам изучать языки друг друга. Оборотной стороной был тяжёлый тропический климат, от которого миссионеры страдали различными заболеваниями (включая гепатит, дизентерию и малярию), обуславливавшими высокую смертность. Миссионеры часто конфликтовали из-за разных взглядов на свою деятельность, а также из-за вопросов финансирования и управления станциями. Чтобы минимизировать контакты с Эвансом, Легг по 8 часов в день занимался китайским языком, и дополнительно 1 час в день малайским, поставив перед собой целью быть способным произносить проповеди для «туземцев» уже в мае. Он быстро понял, что фуцзяньский диалект пригодится лишь для ограниченного общения с мигрантами в Стрейтс-Сетлментс, тогда как для контактов с образованными китайцами нужен гуаньхуа. Это накладывалось на бытовые невзгоды: ЛМО должно было передать Леггу 60 фунтов стерлингов на обустройство и наём прислуги, но даже не предупредило об этой возможности, о которой миссионер узнал случайно. Переписка с Лондоном стоила очень дорого: до 1840 года в Британии и её колониях отправление оплачивал получатель, а не отправитель. После реформы, когда отправления осуществлялись на вес, письмо в 1 унцию шло из Кантона в Лондон минимум три месяца (через Калькутту и сушей по Суэцкому перешейку), и это стоило 7 шиллингов 9 пенсов (около 37 фунтов стерлингов в ценах 2020 года). Легг подсчитал, что переписка обходилась ему в 1 или 2 фунта в месяц, и это были обременительные расходы.
В марте 1840 года Легга поразило тяжёлое кишечное расстройство, от которого он, однако, сумел оправиться. В письмах родным он указывал, как сварить домашнее варенье, чтобы оно не испортилось по дороге (и рассчитывал получать посылки с домашними лакомствами), а также сообщал о наблюдениях за тропическими птицами. Он близко сошёлся со студентом колледжа Хэ Цзиньшанем (в транскрипции Легга Ho Tsunsheen) и заинтересовался «Тринадцатикнижием». Легг усердно читал проповеди, несмотря на слабое знание языка, а Мэри Изабелла вела класс для восьми девочек-китаянок, где обучала их шитью, домоводству и английскому языку. 27 августа она родила дочь Элизу Элспет; роды прошли тяжело и потребовали почти двух месяцев для восстановления. Несмотря на это, Легг активно обдумывал дальнейшую стратегию и пришёл к выводу, что после окончания войны в Китае колледж будет необходимо переносить на его территорию, и резко повышать уровень обучения. Эванс вёл также начальную школу китайского языка для китайско-малайских метисов, и Легг обнаружил, что его ученики не понимают иероглифов, а нанятые китайцы негодны в качестве учителей. В октябре отчёт и соображения Легга были отправлены в ЛМО, что обострило конфликт с Эвансом. Третьей стороной в нём сделался англиканский священник Джосайя Хьюз, службы и проповеди которого супруги Легг игнорировали, и проводили конгрегационистские богослужения сначала у себя на дому, а затем в колледже; они также не посещали субботних богослужений. Эванс также потребовал, чтобы Легг обучал китайцев на английском, а не тратил времени на изучение бесполезного диалекта (в этом, по оценке М. Бомэн, Эванс был прав). В сентябре Легг отправил в ЛМО крайне жёсткое письмо, в котором обвинял руководство в сокрытии фактов и неэффективности, а в октябре дополнил его обоснованием изначальной утопичности проекта колледжа. Вдобавок, он обвинил Эванса в несоответствии званиям «директора» и «профессора», за которые тот получал двойное жалованье. К октябрю они уже не разговаривали, а необходимую коммуникацию вели в письменном виде. В своём отчёте Эванс, в свою очередь, обвинил Легга в ухудшении морального климата на станции. 24 ноября он скончался от холеры (Хьюз умер ещё раньше по той же причине); после этого Легг написал на китайском языке листовку, которую распространял среди местных жителей — это были простые рекомендации, как вести себя во время эпидемии.

#### Легг — учитель. Первые переводы

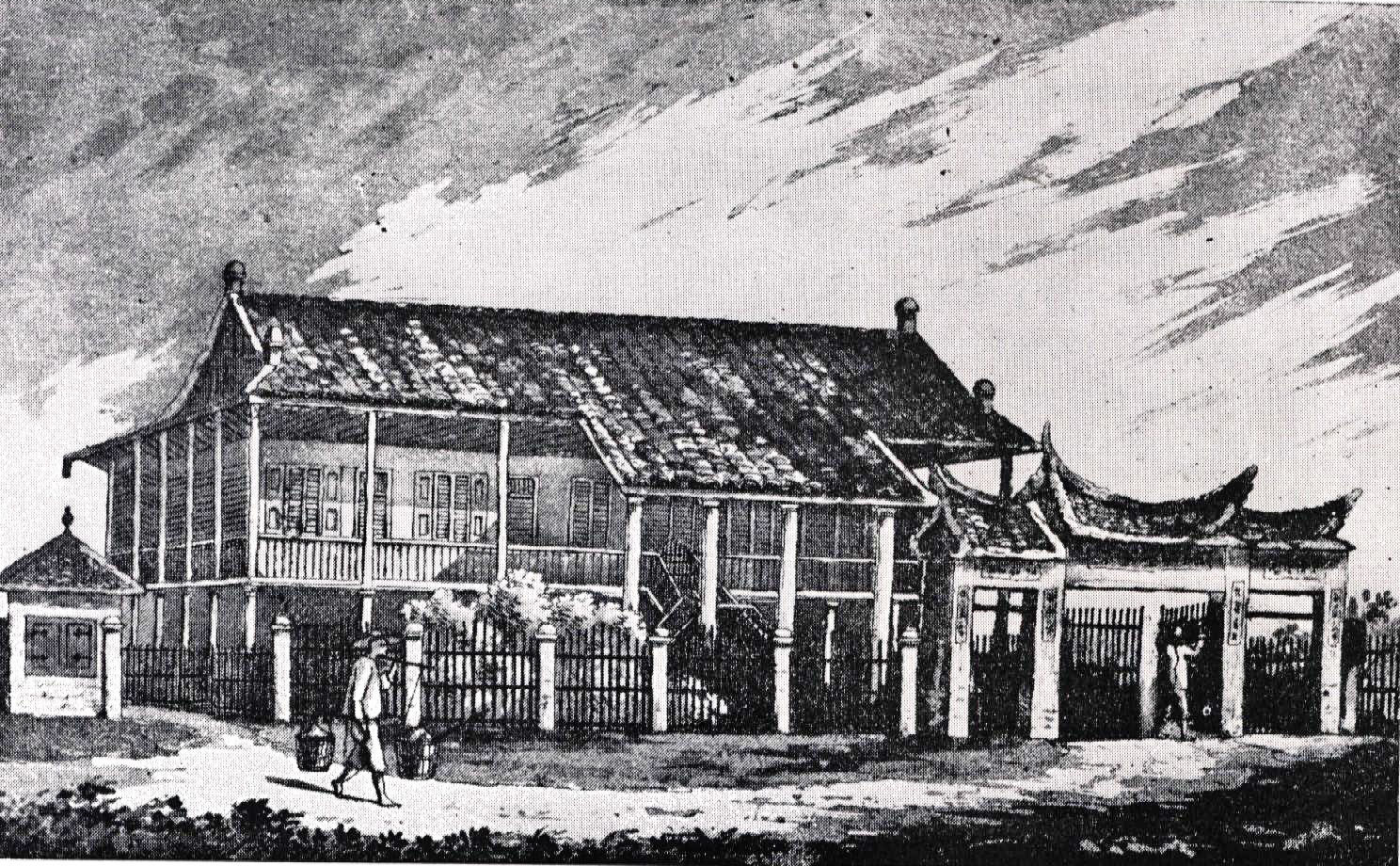
Здание Англо-китайского колледжа в 1834 году

В 1841 году более полугода у Легга занял приём дел (которые оказались в полном беспорядке, приведение в порядок счетов и погашение задолженностей тянулось до марта 1842 года) и реорганизация работы станции. Обнаружив в колледже всего 12 учеников, Легг перевёл вновь набранных на трёхлетний контракт, наладил отношения с родителями, и к августу в школе обучалось уже 40 человек, и миссионер пришёл к выводу, что может легко набрать и 100. Ученики впервые продемонстрировали навыки чтения по-английски и разговорного общения, освоили арифметику в объёме учебника, и смогли выдержать публичные экзамены. Однако учебная практика всё более убеждала Легга в бессмысленности колледжа для китайцев за пределами Китая. В отчёте ЛМО он констатировал отсутствие как новообращённых, так и перспектив для проповеди.
В январе 1842 года Легг остался единственным миссионером в Малакке, ибо запрошенных им сотрудников ЛМО никак не могло прислать, а оставшийся капеллан Верт (немец по национальности) страдал гепатитом и должен был скорее покинуть тропики. Миссия лишалась единственного специалиста по малайскому языку. Легг предложил назначить на его место обращённого китайца Хэ Цзиньшаня (кит. 何进善, 1817—1871), выпускника Англо-китайского колледжа, рекомендовав рукоположить его во диакона. Легг и Хэ регулярно выступали с проповедями на базаре, и имели некоторый успех. Резонанс имела проповедь на Цинмин, в которой миссионеры разъясняли на примерах Писания истинную сыновнюю почтительность. Хэ Цзиньшань был двумя годами моложе самого Легга, он был родом из Гуанчжоу, успел получить традиционное китайское образование. Первоначально его наняли корректором в миссионерскую типографию (его отец работал там резчиком ксилографических досок); Хэ некоторое время жил в Калькутте, получил там образование фармацевта и хорошо освоил английский язык. Легг, обнаружив в нём большие способности, стал учить его европейской истории и математике, а также греческому и еврейскому языкам, занимался с ним катехизацией. После двух лет занятий, Хэ мог читать Ветхий Завет на иврите и Новый Завет — на греческом. Легг настаивал в своих отчётах, что Хэ необходимо задействовать в серьёзном миссионерском проекте и запрашивал средства на составление еврейско-китайского словаря для будущих переводов Писания, а также набор еврейских шрифтов для типографии. Он также настаивал на несовершенстве имеющихся библейских переводов, ссылаясь на опыт катехизации взрослых китайцев. Легг, Хэ и американский миссионер Дэвид Эбил выпустили в 1841 году маленькую книжку A Lexilogus of the English, Malaya, and Chinese languages; Comprehending the Vernacular Idioms of the Hok-keen and Canton Dialect, которая включала параллельные фразы для начального обучения на английском, малайском и китайском языках (последний иероглифами и латинской транскрипцией на двух диалектах). Тогда же он впервые попытался работать над текстом «Шу цзина»: Хэ переводил на английский, а Легг читал его заметки параллельно с оригиналом, чтобы улучшить знание классического языка и отредактировать перевод. Он быстро убедился, что перевод потребует отдельного научного исследования, и для него понадобится человек, в равной степени владеющий английским и литературным китайским языком, и до времени отказался от этой затеи. Взамен они взяли новейший по тем временам роман The Rambles of the Emperor Ching Tih in Këang Nan 1832 года, рецензия на который была помещена в июльском номере журнала «The Chinese Repository» за 1840 год. Работали они по той же схеме: Хэ переводил на английский, Легг сверял перевод с текстом оригинала. Полный перевод романа вышел в Лондоне в 1843 году, Хэ значился как «Tkin Shen», а Легг — как автор предисловия. Издание романа вызвало нападки коллег за «легкомысленную трату времени», тогда как М. Бомэн предположила, что у Легга уже в то время сложился план пропаганды китайской культуры на Западе.
Большие планы Легга на Хэ Цзиньшаня были сорваны, когда тот попался на прелюбодеянии с китаянкой — женой одного из новообращённых. Легг очень высоко ставил святость брачных уз и внутреннюю чистоту; в шотландской конгрегационистской церкви подобные казусы разрешались собранием пресвитеров и столпов местного общества, которые должны были провести дознание и вынести вердикт. Легг был готов простить Хэ, во имя уважения к его талантам и работы над словарём, а расследование показало, что Хэ был «не искусителем, а искушённым», поскольку женщина имела других любовников ещё до прибытия Легга в Малакку. Конгрегация постановила запретить Хэ ходить на службу и к причастию до полного раскаяния. Вскоре Хэ вернулся в Кантон по требованию родителей, которые заставили его жениться на девушке, с которой он был сговорён ещё в детстве.

### Первое пребывание в Гонконге

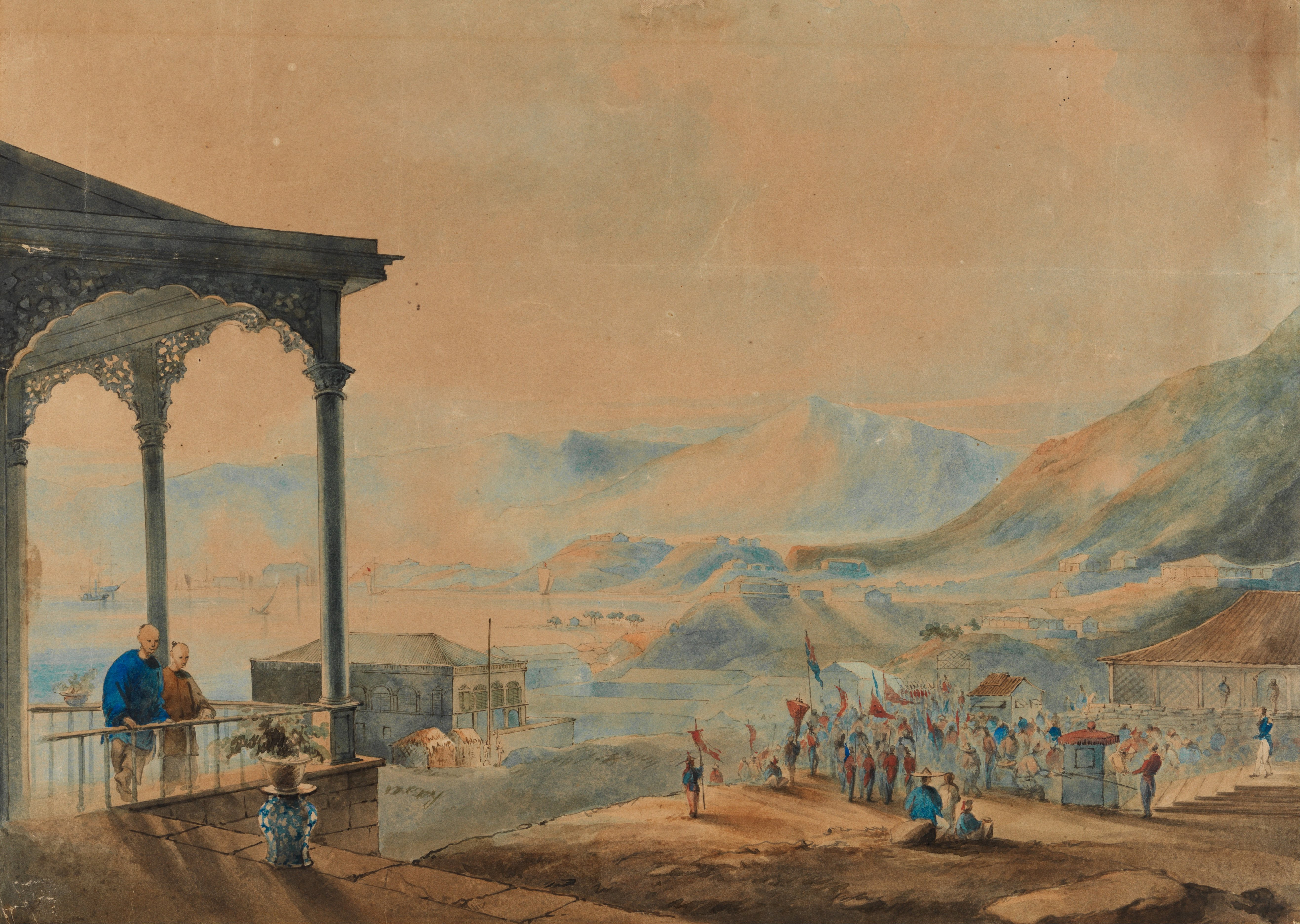
Британские офицеры приветствуют китайских мандаринов. Акварель неизвестного художника, около 1843 года, Гонконгский музей искусств

#### Решение о переезде
9 мая 1842 года Мэри Изабелла Легг родила вторую дочь — Мэри и вновь несколько месяцев оправлялась после родов. Сам Джеймс страдал от приступов малярии и кишечных инфекций, но, в общем, был достаточно бодр для повседневной активности. Старшая дочь Элиза, которой исполнилось два с половиной года, помимо родного английского, лепетала на португальском, малайском и китайском языках. 23 июля 1842 года Нью-Йоркский университет присудил Леггу и преподобному Бриджману (издателю «The Chinese Repository») почётные степени доктора богословия; вероятно, этот произошло по рекомендации миссионера Эбила, а основанием стал выход в свет «Лексилога». В своём постановлении университет выделил «выдающиеся литературные достижения и благочестие» Легга. Ранее, Легг в очередной писал писал в отчёте ЛМО, что несторианская миссия была успешна в средневековом Китае потому, что её участники были «коренными жителями Востока» и воздействовали не только на умы своих прихожан, но и демонстрировали образ жизни. Основным языком в Малакке был малайский, а китайцы составляли меньшинство. Даже если в смешанной культурной среде и получится воспитать «первоклассного китайского учёного», его возможности в Китае будут ограничены его заморским происхождением. Легг пытался формировать общественное мнение: когда приходили очередные новости с фронта Первой опиумной войны, он вывешивал сводку в китайском переводе на стену миссии. После подписания Нанкинского договора Легг настаивал, что колледж следует незамедлительно перенести в Кантон, Нанкин или даже Пекин, поскольку именно воспитанные в двух культурах китайцы смогут явиться самыми эффективными миссионерами. Когда стало ясно, что это невозможно, в сентябре 1842 года Легг стал хлопотать о переезде в Гонконг: открытие китайского рынка привело к обезлюдению Малакки — британские войска были переброшены в Китай (миссия ранее сдавала свои дома для постоя офицеров), а китайские купцы и хуацяо перебирались на новые торговые пути. Вдобавок британское правительство собиралось отменить ежегодную субсидию в 1200 мексиканских долларов, поскольку за 8 лет её выплат колледж не присудил степени ни одному переводчику.
В конце сентября 1842 года Легг стал готовить переезд колледжа в Гонконг и слияние его со школой Брауна. 31 декабря 1842 года ЛМО издало официальный циркуляр о скорейшем переводе всех «китайских» миссионеров в Гонконг с закрытием станций в Пенанге, Малакке и Батавии; типографию также следовало перенести. Предстояло собрать общую миссионерскую конференцию для выработки планов дальнейших действий: в Лондоне заявили, что бюджет миссии не предназначен для изучения китайской литературы. Из-за сезона тайфунов персонал колледжа и семейство Легга со всем имуществом (включая типографские станки, словолитню и молочный скот) отплыли в Гонконг 9 мая 1843 года. Двигаться предстояло с пересадкой в Сингапуре, что обошлось в 542 мексиканских доллара. В начале июля все прибыли в Макао на судне компании «Jardine Matheson & Co.», а переезд в Гонконг состоялся 6 июля. Остров ещё только начинали осваивать, предстояло заново создать миссию и колледж, набрать учеников; почта доставлялась из метрополии всего два раза в год сложными обходными путями. 8 августа Гонконг был опустошён сильным тайфуном, а с середины месяца началась эпидемия злокачественной малярии, от которой состоятельные жители бежали в Макао и Кантон. В соседнем Сямэне свирепствовали оспа и холера.

#### Тяжёлое начало

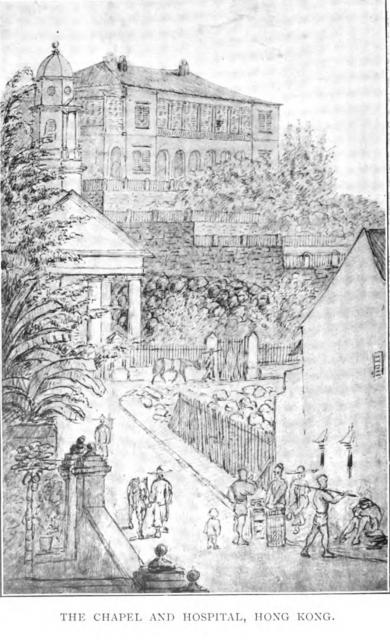
Зарисовка резиденции ЛМО и унионистской церкви в Гонконге на Абердин-стрит. Неизвестный художник, около 1845 года

Миссионеры направили администратору Гонконга — сэру Генри Поттинджеру — прошение о предоставлении земельного гранта для основания миссии и Англо-китайского колледжа. Участок должен быть достаточным для размещения учебных классов, общежития, квартир для двух-трёх миссионеров с семьями, а также типографии. Легг должен был стать директором, а главой попечительского совета — Джон Моррисон. В прошении оглашался амбициозный план о наборе в колледж выпускников миссионерских школ в открытых портах; кроме того, колледж должен был обучать китайскому языку европейцев — как взрослых, так и детей. Моррисон, не дожидаясь ответа, передал колледжу 1000 долларов, рассчитывая на возобновление субсидии из Лондона. 18 августа администратор Поттинджер в прошении отказал. Тогда Легг с коллегами в кратчайший срок переделали проект, сделав упор на богословском обучении китайских священников-протестантов; колледж предстояло перестроить в Теологическую семинарию ЛМО в Китае. Однако план создания начальных школ для подготовки китайцев на английском языке остался неизменным; миссионеры использовали средства от продажи недвижимости в Малакке. 26 августа в Лондон был отправлен подробный отчёт, дирекция ЛМО к тому времени собрала 5424 фунта стерлингов пожертвований для расширения миссии в Китае. Легга и Моррисона (тот был тяжело болен малярией) беспокоили планы ЛМО перенести семинарию в Шанхай, поскольку ошибочно считалось, что Гонконг не будет развиваться. Легг, Моррисон и Медхёрст выступили против данных планов, утверждая, что в Шанхае будет сильна конкуренция со стороны католической миссии, а также не получится избежать давления китайских властей.
Все эти проблемы разворачивались на фоне борьбы членов миссии за физическое выживание. Остров Гонконг изобиловал малярийными болотами, а отсутствие канализации приводило к регулярным вспышкам тифа и холеры. Подсчитано, что в первый год существования колонии от эпидемий вымерло 24 % военнослужащих и 10 % гражданского населения. Легг ошибочно считал, что невосприимчив к малярии, однако она дала у него осложнение на печень; кроме того, он едва не ослеп от передозировки хинина. 29 августа 1843 года от шестидневного приступа малярии скончался 28-летний Джон Моррисон. Это поставило под вопрос дальнейшее существование миссии, поскольку Моррисон был единственным, чей авторитет что-то значил для властей. 24 октября от малярии скончался типограф Дайер, что делало невозможным развитие издательства: Медхёрст обосновался в Шанхайской миссии, а затем чуть не погиб вместе с судном, направленным на Яву. В октябре 1843 года заболела малярией и беременная Мэри Изабелла Легг, рождённый ею сын умер через час. Двухлетняя дочь Мэри два месяца страдала от дизентерии, и Легг писал на Рождество, что она «всё ещё в руках Господа». Миссия к тому времени располагала собственным домом на улице Агилар, за который приходилось платить 130 долларов в месяц, что было совершенно непосильной суммой. Вместе с Леггами там проживали жена и дети Медхёрста. Жалованье составляло 300 фунтов стерлингов в год (примерно 1500 долларов), плюс пособие в 10 фунтов на каждого из детей. ЛМО предоставило субсидию в 50 фунтов стерлингов на медицинские расходы. Содержание молочной коровы обходилось в 6 долларов в месяц. Практически весь 1844 год всё семейство Леггов было поражено болезнями: глава семьи страдал от печёночных колик, температура не снижалась, а к октябрю лихорадка не утихала в течение шести недель подряд. Вдобавок после эвакуации в Макао Джеймс Легг простудился, и только уход коллеги Хобсона помог преодолеть кризис. 15 февраля 1845 года Мэри Изабелла родила мёртвого мальчика.
В этих условиях Леггу приходилось доказывать необходимость колледжа именно в Гонконге (китайское население которого составляло уже более 10 000 человек), выбивать финансирование из Лондона — ранее этим занимался Моррисон. Была образована миссионерская конференция из 15 человек, перед которой встали вопросы перевода Писания непосредственно с языка оригинала и выработки стандартной богословской терминологии на китайском языке, которые оставались неразрешимыми следующие 60 лет.

#### Миссионерская работа

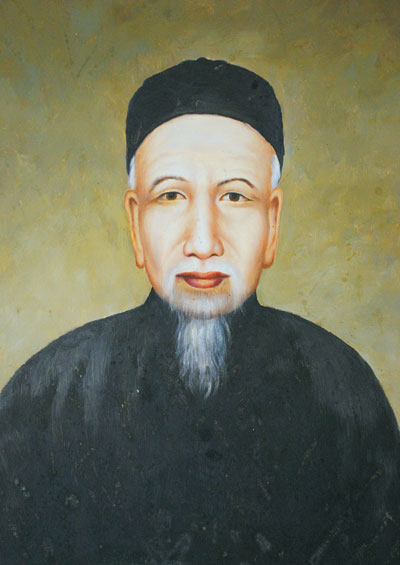
Посмертный портрет Лян Фа кисти неизвестного китайского художника

В январе 1844 года Леггу удалось купить на аукционе два соседних земельных участка по 105 фунтов стерлингов каждый на условиях 75-летней аренды в 44 фунта 10 шиллингов в год. Расходы на строительство составили ещё 4580 долларов, включая отдельный дом для Хэ Цзиньшаня и нового учителя-англичанина Гиллеспи. Для Легга была предусмотрена трёхкомнатная квартира, столовая была общая для всех. Места для церкви и типографии уже не было, и пришлось арендовать для этих целей дома на Китайском базаре. Там распоряжался типограф Лян Фа, в котором обнаружился дар проповедника; а литографа Цюй Яана (более известного как Keuh Agong) разместили с семьёй в больнице при миссии. Ляну платили жалованье в 20 долларов в месяц, а Цюю — 10 долларов 50 центов из средств миссии. В разгар строительства ЛМО «крайне не рекомендовало» строить отдельное здание миссии, но Легг добился решения попечительского совета, благоприятного для своих планов. Возник даже конфликт с Медхёрстом, который был заинтересован в переезде миссии в Шанхай. Тем не менее все трудности удалось перебороть, и к 1845 году Англо-китайский колледж и издательство были полностью готовы к работе, несмотря на нежелание властей колонии. При этом Легг давал уроки восемнадцати китайским мальчикам ещё с октября 1843 года, ведя уроки как на английском языке, так и на кантонском диалекте. Он убедился, что местные жители крайне враждебно относились к образованию девочек, считая это подрывом конфуцианских устоев.
В апреле 1844 года с согласия своих родителей в Гонконг прибыли два лучших студента Легга из Малакки: У Вэньсю (Ng Asow) и Ли Цзиньлинь (Le Kumlin), вскоре к ним присоединился и третий — Сун Фоцзянь (Song Hoot-kiem). У миссионера были большие планы сделать из них проповедников, поэтому они занимались по индивидуальной программе и были отделены от прочих учеников, в большинстве — младше их по возрасту. В том же году Легг стал практиковать посещение своих прихожан на дому, что требовало как большого такта и глубокого знания психологии китайцев, так и настойчивости, эта работа требовала не менее двух часов ежедневно. Леггу удалось в совершенстве освоить разговорный кантонский диалект, которым он владел лучше любого из миссионеров. Хэ Цзиньшань трижды в неделю печатал листовки с примерным конспектом проповеди и текстами читаемых текстов из Библии и гимнов, чтобы прихожане понимали, о чём идёт речь. Впрочем, по воскресеньям Легг принимал у себя англоговорящих — как китайцев, так и европейцев. В сентябре 1844 года Легг впервые посетил Гуанчжоу, где общался со множеством людей, и за все 10 дней ни разу не столкнулся с враждебностью ни простонародья, ни властей. В 1845 году Леггу удалось собрать 4000 долларов, приобрести землю и к июню построить Унионистсткую церковь, открытую для всех протестантских конфессий, национальностей и рас. После разрешения цинских властей на создание христианских культовых собраний в открытых портах, Легг немедленно командировал в Кантон Лян Фа. К тому времени было ясно, что британские и американские миссионеры рассматривают друг друга как конкурентов и даже открыли два разных лечебных учреждения.

### Два года в Англии, возвращение в Гонконг

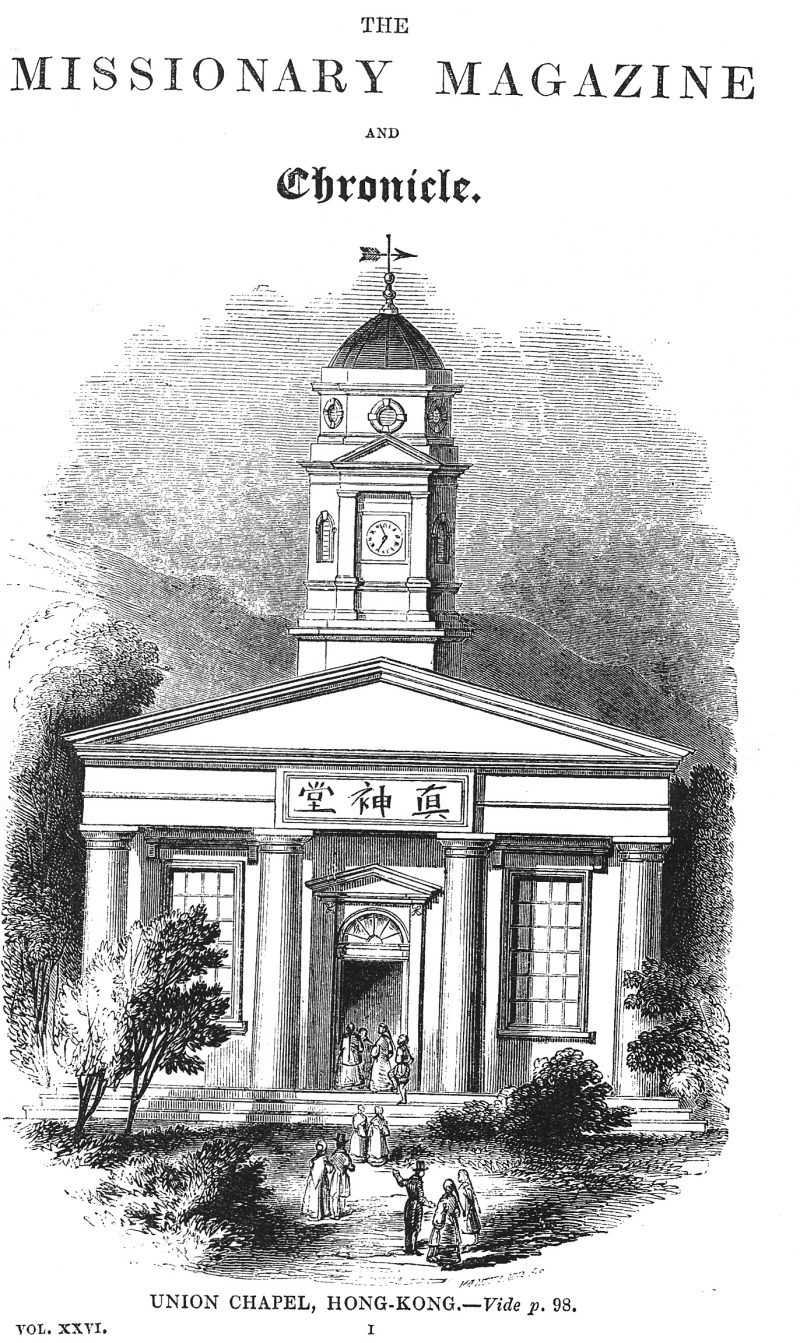
Унионистская церковь в Гонконге. Обложка «Missionary Magazine and Chronicle», Vol. XXVI, 1848 год

В 1845 году Легг оказался на грани смерти. 19 ноября находившегося без сознания миссионера, — он переболел дизентерией, были поражены печень и почки, — внесли на борт барка «Герцог Портлендский». С ним отправлялась Мэри Изабелла, двое их дочерей, китайская нянька Чжан Ачэ, а также студенты Ли Цзинлинь, Сун Фоцзянь и У Вэньсю. Проезд и содержание в пути капитан барка оценил в 200 фунтов стерлингов (17 950); в путь двинулись также четверо детей миссионера Стронаха, а также больная жена другого миссионера, которая не добралась до Британии живой. 29-летний Легг из принципа не стал забирать библиотеку, мебель и столовое серебро.
Во время пятимесячного плавания в океане Легг несколько оправился физически, но был подавлен и не рассчитывал возвратиться в Китай. Лондонское миссионерское общество активно привлекло его для разъяснения истинного положения дел в китайской миссии, поскольку число крещёных было ничтожным, а именно этот показатель считался главным показателем эффективной работы. После встречи с руководством, Легг убедил ЛМО санкционировать миссионерскую станцию в Кантоне, школу для девочек в Гонконге и сборы пожертвований в Унионистской церкви, чтобы можно было содержать священника. Легг столкнулся с последствиями раскола конгрегационистов в Шотландии, образовавших новую Свободную церковь, которая также желала быть представленной в ЛМО. Далее Легг вернулся на малую родину в Шотландии, где использовал время выздоровления для углублённых размышлений о Писании и идеях, лежащих в его основе. Трёх китайских студентов поселили в Хантли в доме Эбенезера Легга для подготовки к поступлению в Гордоновскую школу, главным учителем которой был давний наставник Легга Джон Хилл. Он же публично крестил китайцев при большом скоплении публики. В 1846 году серьёзные переломы получила Чжан Ачэ, когда вытаскивала Элизу Легг из-под колёс повозки; Мэри также получила травмы, причём вновь была беременна. Наконец, всех увезли на ферму, принадлежавшую отцу Легга. К концу года Джеймс оправился настолько, что смог провести три проповеди в Стерлинге в один день. В этом же году дочерей Элизу и Мэри Легг отдал в «Академию» в Долларе. Рекордным для проповедника стал май 1847 года, когда Легг провёл 24 встречи с прихожанами в Шотландии и Англии, рассказывая о миссии в Китае, и однажды собрал аудиторию в 2500 человек. Супруги переселились в Лондон; в столице же родилась третья дочь — Энн Мюррей, но и мать, и дочь были крайне слабы после родов, и не могли передвигаться. Поскольку У, Линь и Сун закончили школьный курс в декабре 1847 года, Легг привлёк их к работе, и стал превращать свои выступления в своего рода шоу, которые имели большой успех в Лондоне. Иногда за выступление удавалось собрать до 100 фунтов стерлингов (около 9000 в ценах 2020 года) пожертвований, которые шли на закупку книг для библиотеки миссии в Гонконге, медицинских средств и инструментов для Хобсона, и др. Деньги требовались и дома: семья Морисонов оказалась на грани банкротства из-за финансовой катастрофы брата Мэри на Тасмании; требовались деньги и на выплату долгов племянника Александра (сына Джорджа Легга).
В феврале 1848 года тёща Легга, не ставя его в известность, добилась через доктора Морисона частной аудиенции трёх китайских студентов сначала у принца Альберта, а затем и у королевы Виктории. Встреча состоялась 9 февраля 1848 года, причём китайцы «смущались больше, чем во время крещения»; в смятении был и их наставник-миссионер. Королева и принц-консорт живо интересовались делами Китая. Тесть Легга провёл большую рекламную кампанию, и поместил изображение церкви ЛМО в Гонконге на обложку своего журнала. Также репортаж об аудиенции и портрет трёх молодых китайцев был напечатан в «Illustrated London News». Для каждого из китайских студентов — У, Линя и Суна — удалось получить финансирование для обучения в семинарии (по 25 фунтов стерлингов в год): от воскресной школы Мэйберли в Лондоне, священника из Стратфорда-на-Эйвоне и группы благотворителей из Йоркшира. Была также возможность увеличить число стипендиатов, если найдутся подходящие по способностям.
6 апреля 1848 года семейство Леггов, их студенты и прислуга отплыли в Китай на шхуне «Ферозепора», на борту которой находилась также большая группа миссионеров и членов их семей. Путь в Гонконг занял четыре месяца. По пути Легг размышлял над эффективной проповедью китайцев, и писал простые тексты не иероглифами, а латинской транскрипцией кантонского диалекта. Заметки, которые он вёл при посещении прихожан, Джеймс Легг анализировал со своими китайскими студентами, и готовил материалы для словаря кантонского диалекта. Также он пришёл к выводу, что должен освоить классический китайский язык и начинать общение с высокообразованными китайцами высших классов. Он взялся за грамматику Премара, а заодно ознакомился с доктриной фигурализма. Во время стоянки в Анджере 4 июля 1848 года скончалась нянька детей Легга Чжан Ачэ, которая так и не оправилась после травм, полученных в Шотландии. На пути из Сингапура в Гонконг на шхуне произошёл пожар. В результате, в Гонконг прибыли 22 июля, с опозданием почти на месяц. Обстановка была неблагополучной: Гуанчжоу вновь был закрыт для иностранцев, ходили слухи о новой войне. Это привело к упадку торговли, кроме того, много китайцев эмигрировало в Калифорнию (там началась «золотая лихорадка») или в качестве кули нанялись на острова Тихого океана и в страны Южной Америки.

### Продолжение миссии в Гонконге

#### Конфликты внутри и вокруг миссии

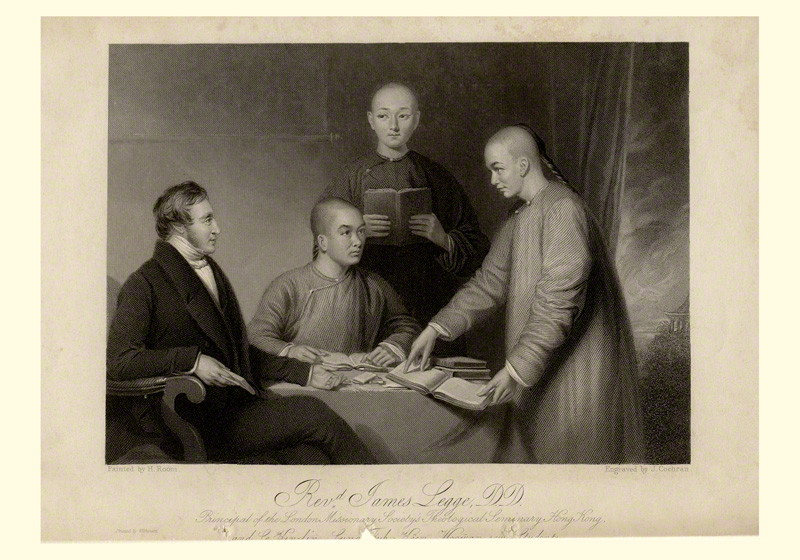
Джеймс Легг со своими китайскими студентами. Слева направо: Ли Цзинлинь, Сун Фоцзянь и У Вэньсю. Гравюра Кокрен, Джон из «Evangelical Magazine» (№ 27, 1849) по картине Рум, Генри

В Гонконге Легг вновь возглавил интернат для китайцев, издательство, семинарию Англо-китайского колледжа и общую «Свободную школу Виктории». В школе было 25 учеников, а к привезённым из Англии трём студентам добавились ещё пятеро. Как обычно, своими синологическими делами он занимался с трёх утра до завтрака. 30 августа 1848 года миссионеры отправились в Кантон, а день спустя начался сильнейший тайфун, бушевавший 5 дней, который нанёс сильный урон всему Гуандуну и Гонконгу. Однако Леггу с товарищами удалось найти тихую гавань, где они переждали шторм. После возвращения, Джеймсу пришлось хоронить младшую дочь Энн, которая хорошо перенесла морской переход из Англии в Китай, но умерла от скоротечной дизентерии 10 сентября, в возрасте семи месяцев. Лихорадкой страдал и сам Легг, но ему пришлось бороться за будущее миссии: присланные из Англии специалисты совершенно не подходили к своему делу. Отправленный в Сямэнь Хислоп едва не погиб во время тайфуна, а Гиллеспи в Кантоне не мог договориться об аренде помещения под клинику. Сильно были изношены станки и шрифты в печатне. Всё это разворачивалось на фоне острого финансового кризиса в ЛМО; по штату января 1849 года жалованье миссионера не могло превышать 300 фунтов стерлингов в год (30 500 в ценах 2020 года). В миссии немедленно начались дрязги из-за распределения бюджета.
По мере того, как работа миссии входила в рутинное русло, значительную часть 1849—1851 годов Легга занимала дискуссия о методах перевода Писания на китайский язык (так называемой «Версии делегатов») и передаче Имени Божьего. Медхёрст в 1852 году выпустил в Шанхае Новый Завет «Версии делегатов», который вызвал сильное противодействие многих миссий, и Легг в этой ситуации призывал руководство ЛМО поддержать проект. В том же 1852 году он издал обстоятельный обзор представлений китайцев о божественном и возможностях перевода западной теистической терминологии. Параллельно разворачивался конфликт Легга с Карлом Гюцлафом — немецким миссионером, который создал «Христианский союз», состоящий из обращённых китайцев, и более напоминавший тайное общество, и активно занимавшийся саморекламой, привлекавшей большие средства (после его кончины в 1851 году, вдова унаследовала 50 000 серебряных долларов). Непосредственно они столкнулись из-за полицейского казуса 15 сентября 1848 года, когда английская полиция открыла огонь по китайской джонке торговцев опиумом, были убитые и раненые. Первым переводчиком был Гюцлаф, однако главный коронер колонии убедил Легга заново перечитать показания, и тот выявил грубые ошибки, которые в корне меняли суть дела.
В 1849 году ЛМО обанкротилось, после чего Легг основал собственную школу, забрав учеников Англо-китайского колледжа. В дневных классах у него занимались 45 мальчиков, родители которых платили 2 доллара в месяц, а Мэри Изабелла Легг вела маленький класс для девочек. В интернате было 50 мальчиков, над которыми начальствовал медик-миссионер Юлиус Хиршберг. Поскольку во всех десяти миссионерских школах Гонконга было всего 165 учеников, численность позволяет судить об успехах Легга. В 1856 году Леггу пришлось закрыть интернат для мальчиков, однако остался девичий, которым распоряжалась супруга вновь прибывшего миссионера Чалмерса. Всё это время Легг ежедневно с 3 часов утра занимался переводами, скрупулёзно изучая «Тринадцатикнижие» с традиционными комментариями. Основной его задачей в то время было исследование частотности использования термина «Шанди» (кит. трад. 上帝, пиньинь Shàngdì) и определение религиозных представлений китайцев в глубокой древности

#### Смерть Мэри Изабеллы Легг
Во время беременности 1850 года, Мэри Изабелла заболела; 23 августа она родила шестого ребёнка — дочь Эмму Фолджер, которая была достаточно крепка и выжила после родов. Оставшиеся две дочери в том же году пережили корь и коклюш. К началу 1851 года Мэри Легг так и не оправилась, 10-летняя Элиза тоже хворала, поэтому Джеймс совершил с ними четырёхнедельное плавание в Сямынь, чтобы подлечиться морским воздухом; Хобсон настаивал на том, чтобы отправить девочек в Англию. В июне 1851 года состояние Мэри стало критическим, Хобсон настаивал, что она должна покинуть Гонконг, но смог стабилизировать её здоровье на некоторое время. Легг не мог быстро закончить дела, рассчитывая, что они вернутся все вместе зимой; в ноябре состояние Мэри Изабеллы вновь стало тяжёлым. Легг требовал себе замены на посту настоятеля Унионистской церкви, а ввиду того, что экономическое положение Гонконга было угрожающим, предлагал перевести миссию в Кантон. 28 декабря 1851 года бо́льшая часть Гонконга была уничтожена сильным пожаром, начавшимся в китайском квартале, семьи восьми китайских сотрудников миссии утратили всё имущество, и Легг приютил их у себя.
Все эти годы семью миссионера преследовала бедность. С 1849 года жалованье Легга составляло 300 фунтов стерлингов в год (120 мексиканских долларов в месяц), которых категорически не хватало, учитывая необходимость восстановления города и миссии. В одном из отчётов он писал, что вынужден был использовать средства своего сберегательного счёта, который от 120 фунтов снизился до тридцати. 36-летний Легг больше не мог выплачивать 23 фунта в год по полису страхования жизни, который держал уже 12-й год подряд. Дирекция ЛМО решила компенсировать эти расходы грантом в 25 фунтов стерлингов в год.
В марте 1852 года Мэри Изабелла забеременела в седьмой раз, и её состояние не вызывало опасений до сентября. В начале октября она больше не могла принимать пищи, а после 10 октября рвота и диарея стали беспрерывными, и привели в ночь на 17 октября к преждевременным родам. Хобсон не смог остановить кровотечения, и в половине шестого утра, в воскресенье, она скончалась в 35-летнем возрасте. Её похоронили с новорождённой дочерью Энни на Колониальном кладбище. Выживших дочерей — Элизу, Мэри и двухлетнюю Эмму — в марте 1853 года Легг отправил в Англию под опекой миссис Мьюирхед и китайской семейной пары. Старших дочерей брали к себе их дед и бабка Морисоны, Эмму должен был воспитывать дядя — брат Джеймса Легга Джон.

#### Легг и Тайпинское восстание

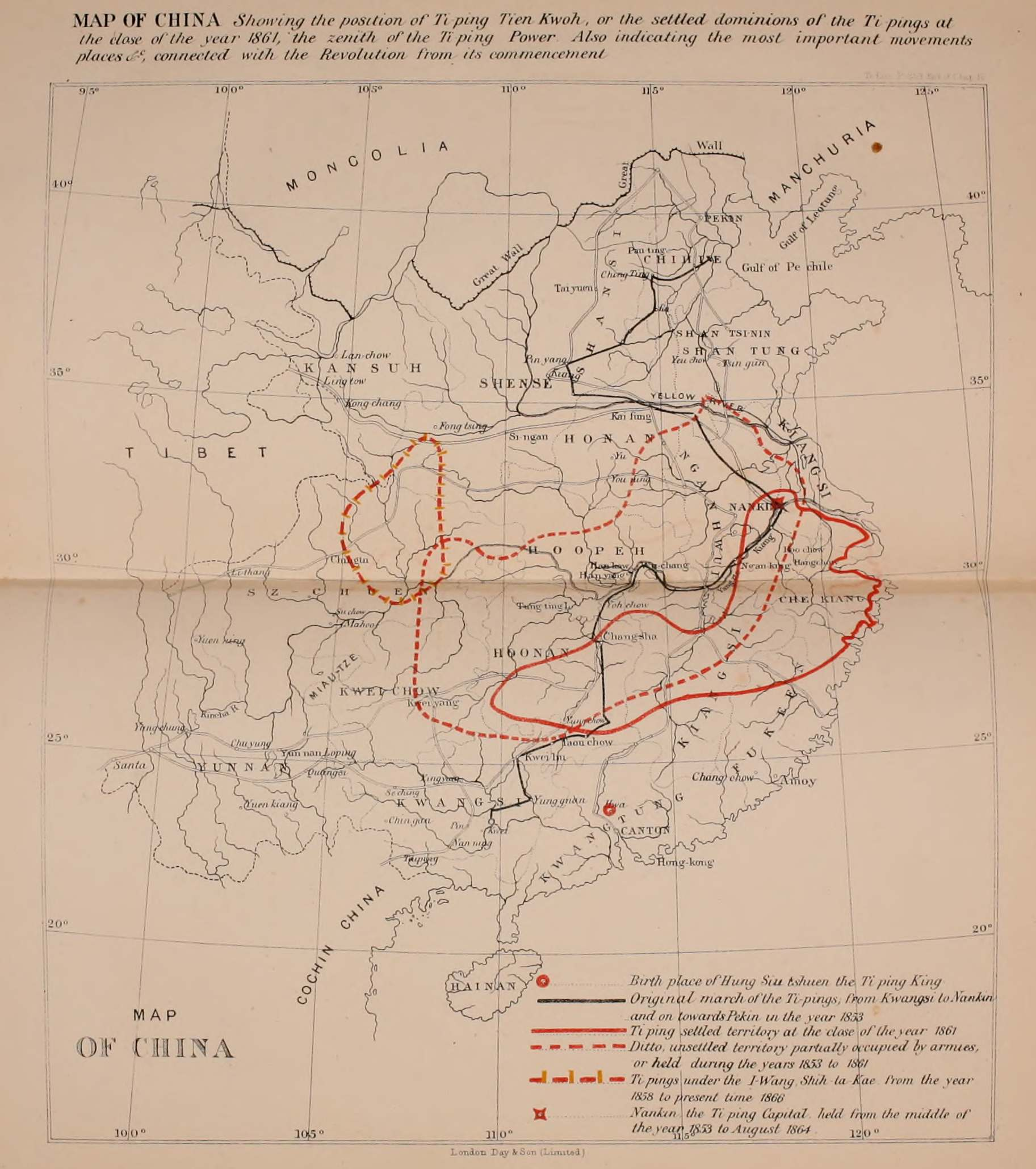
Карта восстания тайпинов из книги Линдли, Огастас «Ti-ping tien-kwoh: The History of the Ti-Ping Revolution», London, 1866

Первые известия о китайских «богопоклонниках», которые использовали миссионерские библейские переводы, появляются в переписке Легга около 1850 года. Тайпинское восстание парадоксальным образом вдохнуло жизнь в колонию Гонконга: мощное наступление в Гуандуне и Гуанси привело к бегству на остров богатых помещиков и купцов, которые привозили капиталы, покупали недвижимость и всячески способствовали развитию экономики. Миссионеры изначально сочувствовали повстанцам, Медхёрст опубликовал краткую историю тайпинского движения уже в конце 1852 года, и писал, что вождь восставших Хун Сюцюань слушал христианские проповеди Лян Фа и читал изданные им брошюры. Однокашник Легга Милн 9—15 сентября 1853 года побывал в лагере тайпинов, осаждавших Шанхай. Врач ЛМО Хиршберг во время штурма Сямыня в 1853 году врачевал как сторонников Цинов, так и тайпинов. Сам Легг стремился побывать в Нанкине, ставшем столицей тайпинского государства, и отправил через Шанхай несколько своих студентов-китайцев как парламентёров, но эта миссия окончилась неудачей. В конце концов Легг пришёл к выводу, что тайпинов нельзя считать христианами, и что они не менее жестоки к своему народу, чем захватчики-маньчжуры. Руководство ЛМО приказало не вмешиваться.
В том же 1853 году в Гонконге принял крещение Хун Жэньгань, двоюродный брат Хун Сюцюаня, которого преподобный отец Хамберг из Базельской миссии поручил пастырской заботе Легга. Тот нанял его как носителя языка для занятий с миссионером Чалмерсом, но вскоре Хун показал себя настолько опытным проповедником, что Легг поставил его помощником Хэ в церкви ЛМО на китайском базаре. Хун Жэньгань также ассистировал доктору Хиршбергу в больнице. Многие беженцы в Гонконге знали, кем был Хун, и рассчитывали, что он возглавит поход на Гуандун и воссоединится с тайпинами в Нанкине. Овдовевший Легг мог потратить на общение с ним много времени, и пытался отговорить от агрессивных планов. Они сильно сблизились: Легг вспоминал, что Хун Жэньгань был единственным человеком, с которым миссионер мог позволить ходить в обнимку. Иногда они устраивали пикники с семьёй Чалмерсов и пытались обучать его европейской музыкальной гамме, в результате, Жэньгань научился играть на пианино и петь в западной манере. В общем, сотрудничество и тесная дружба Легга с Хуном продолжалась около четырёх лет, вплоть до очередной поездки миссионера на родину.

#### Изучение Леггом китайской цивилизации
Овдовев, Легг пытался компенсировать чувство потери усиленной активностью. Так, по воскресеньям он посещал заключённых и каторжников, читал им Библию и проповедовал, был назначен пресвитерианским капелланом в английском гарнизоне Гонконга. В начале 1855 года в Кантоне от последствий малярии умер Лян Фа — первый китаец, крещёный Лондонским миссионерским обществом; доктор Хобсон был также истощён малярией и уехал в Шанхай, где был более здоровый климат. Не лучшие известия приходили из Англии: тесть Легга Морисон, опекавший и воспитывавший его дочерей, перенёс уже второй сердечный приступ, впрочем, Элиза и Мэри общались и с родственниками в Хантли. Легг усиленно занимался со своими китайскими учениками английским языком, основываясь на «Graduated reading» Бейкера, каждый из 200 топиков которого (на самые разные темы) перевёл на китайский. В 1856 году книга была выпущена в свет и оказалась настолько удачной, что ЛМО перепечатало её в несколько исправленном виде в 1864-м. В чтении «Тринадцатиканония» Легг продвинулся мало, ибо «застрял», пытаясь разобраться в «Книге перемен». Работая с иезуитским латинским переводом, Легг писал, что латинский язык хорошо передавал лапидарный стиль древнего оригинала, но не помогал понять его. Тогда он принял решение перевести китайский текст на латынь, пользуясь своим свободным владением ею, и только затем браться за английское переложение. Результат оказался «неприемлемым». Поучаствовав как переводчик в судебном процессе о вымогательстве (в 1856 году) Легг подал заявление в ЛМО, потребовав отпуска на родине, поскольку с 1848 года не имел ни одного выходного дня и был сильно изнурён.

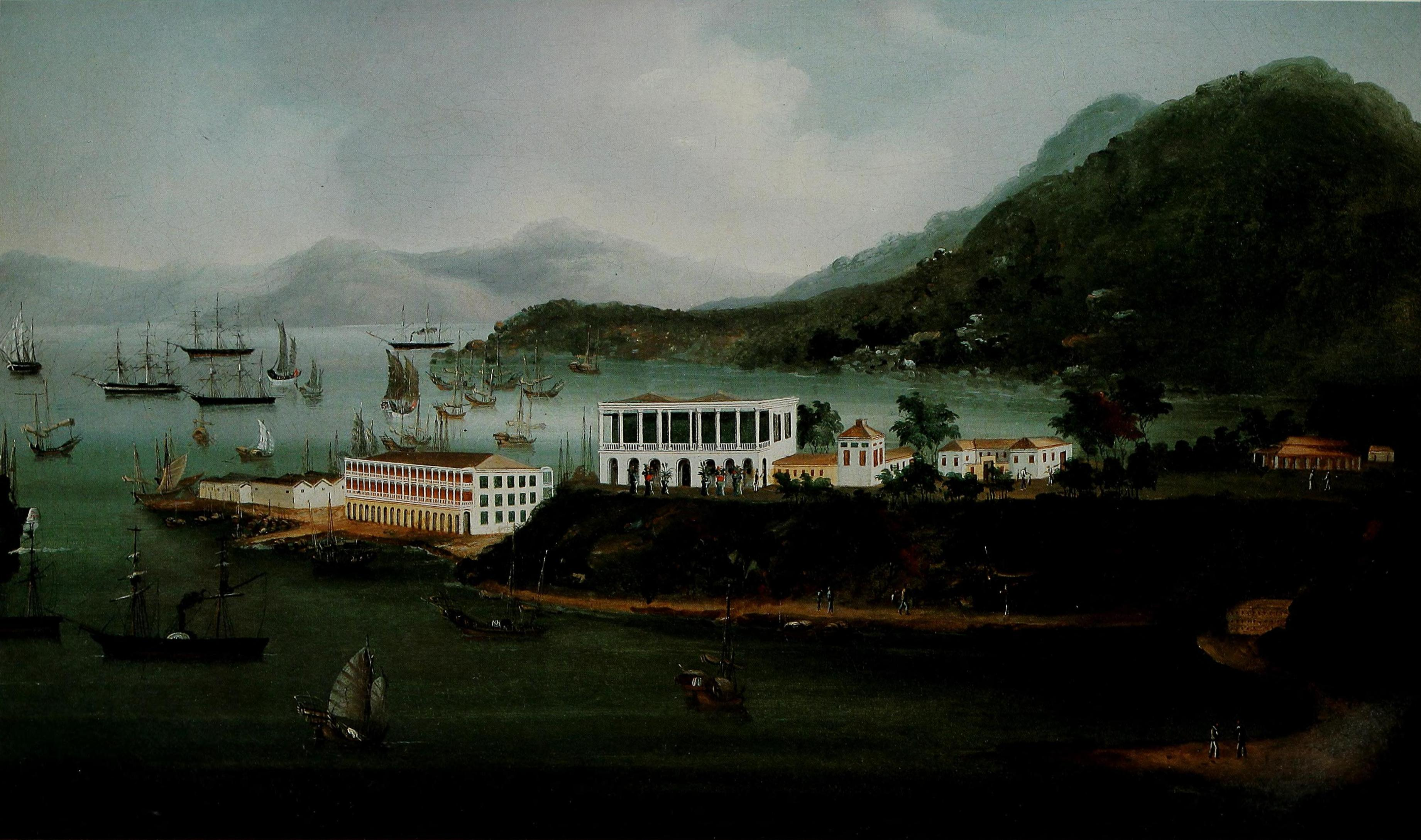
Здания фирмы Джардина в Гонконге

Весной 1856 года губернатор Гуандуна издал повеление всем китайцам Гонконга вернуться на материк под угрозой смерти их родни. Исход с острова парализовал экономику колонии. Миссионерская станция в Кантоне была эвакуирована, а занятия во всех миссионерских школах прервались. Закрылся и Англо-китайский колледж; окончательно он был ликвидирован в 1864 году. У Джеймса Легга впервые появилась возможность круглосуточно заниматься научно-переводческой работой. В его записях обозначены планы издания «Китайских классиков» в типографии ЛМО. План работы предполагал издание сначала «Четверокнижия», затем «Пятикнижия», а затем и остальных частей Тринадцати конфуцианских канонов. Свои планы Легг обсуждал с миссионером-методистом Джосайей Коксом, и рассуждал, что переводы конфуцианских канонов будут полезны как английским исследователям, так и миссионерам в Китае. Из-за бедности миссий, Легг планировал найти субсидии на издание в Англии и выпустить первый том «Китайских классиков» не позднее 1861 года. Кокс, никого не уведомляя, обратился к Джозефу Джардину — племяннику основателя известной фирмы. Оказалось, что Джардин встречался с Леггом в 1852 году, и был поражён той лёгкостью, с которой шотландец общался с китайскими лодочниками. Будучи весьма набожным, Джардин согласился финансировать весь проект, если миссионер возьмёт на себя труд по подготовке переводов к печати. В сентябре 1857 года Легг написал в правление ЛМО, приложив несколько пробных страниц своих переводов. Экземпляр был также направлен в Парижскую Академию надписей Жюлю Молю.
После начала Второй опиумной войны, члены тайных обществ Гонконга несколько раз пытались отравить хлеб, чтобы уничтожить англичан. Одной из жертв едва не сделался Легг. Он испытал симптомы отравления 15 января 1857 года, когда завтракал вместе с Хобсонами и Чалмерсами. Только один ребёнок отказался тогда от хлеба, в результате он был единственным, кого не стошнило. Оказалось, что пекарь положил в тесто мышьяк, и тут же со всем семейством бежал в Макао. Пекарня регулярно поставляла хлеб 400 семействам европейцев, а также работала по заказам военных кораблей Великобритании и США. Однако доза яда оказалась так велика, что симптомы отравления проявились немедленно. В тот день симптомы отравления испытала и леди Боуринг — супруга губернатора Гонконга.

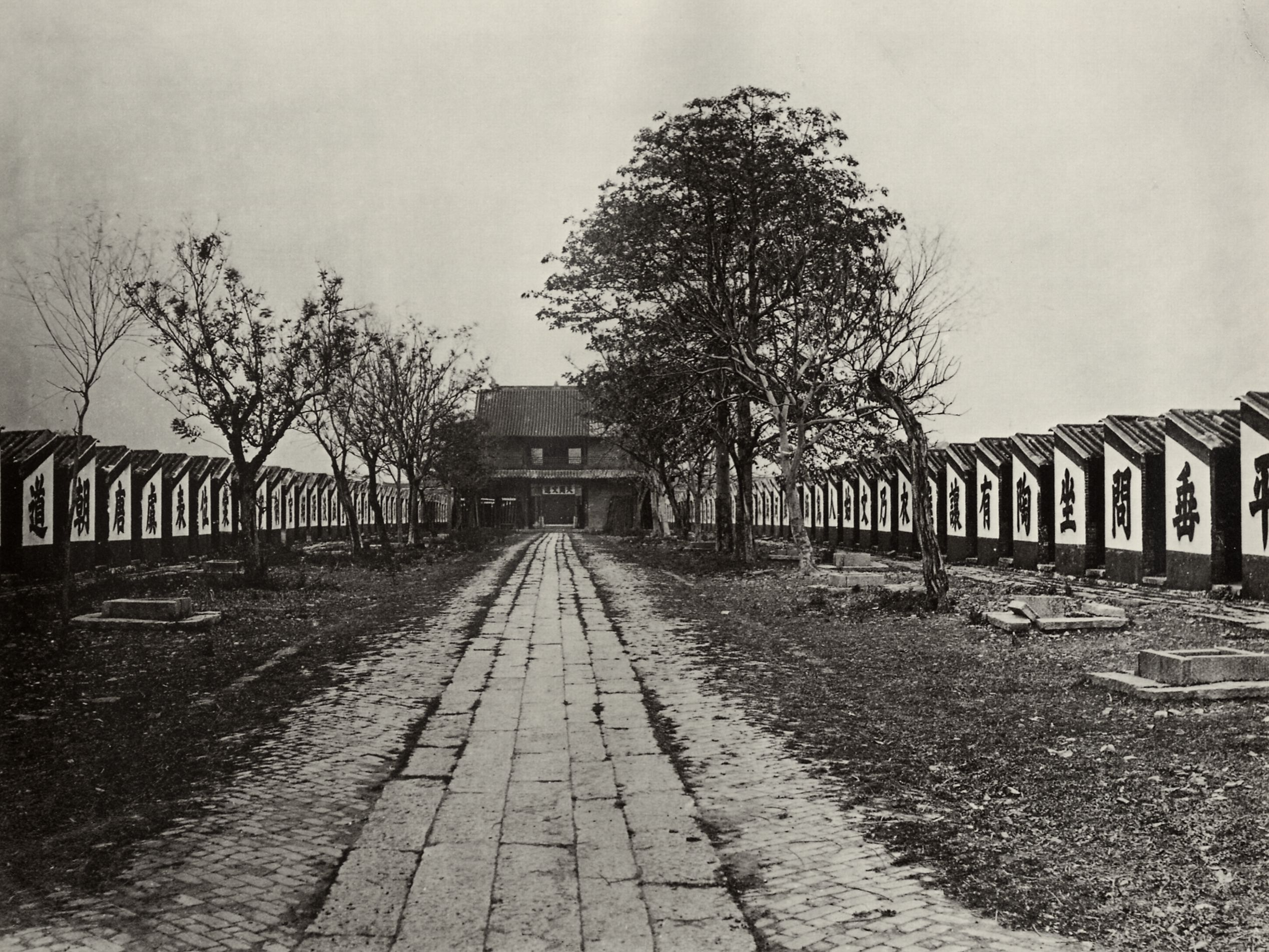
Храм Конфуция и помещения для государственных экзаменов в Гуанчжоу. Фото 1873 года

В январе 1858 года Легг совершил поездку в Гуанчжоу, проводником служил Хун Жэньгань. Визит христиан пришёлся на китайский Новый год, поначалу собралась враждебно настроенная толпа. В тот же день Легг безо всяких эксцессов провёл проповедь в другом квартале. В феврале Легг и Хун ещё раз ездили в Кантон для инспекции брошенной больницы доктора Хобсона, и нашли, что здания уцелели, но содержимое расхищено. Полностью восстановить её деятельность удалось только в 1860 году. Во время этого визита Легг особенно заинтересовался китайскими государственными экзаменами, на которые собралось около 25 000 кандидатов. Их разводили по отдельным кельям для выполнения индивидуального письменного задания (Легг таких келий насчитал 7242). Шотландец был поражён степенью организации, а также и тем, какое внимание китайская культура уделяла образованию. Он писал: «…китайская цивилизация очень отличается от нашей, но далека от варварства» и далее отмечал, что если возникшие с ней одновременно цивилизации древней Ассирии и Халдеи, Греции и Рима уже прекратили существование, то Китай с его 400 000 000 жителей всё ещё существует, что указывает на существование социальных и моральных принципов «величайшей добродетели и силы».
Весной 1858 года Легга посетил российский посланец в Китае Е. В. Путятин, заинтересованный в покупке китайских шрифтов типографии ЛМО, а также начинающий синолог Густав Шлёгель, таланты которого шотландец оценил очень высоко. Немало хлопот причиняли расчёты с Джардином: стоимость первого тома «Китайских классиков» могла составить 32 000 мексиканских долларов за 1000 экземпляров, что казалось чрезмерным (не считая 4000 долларов расходов на печать). Легг подсчитал, что если привлечь типографию ЛМО, цена снизится наполовину. Это можно было согласовать только в Лондоне. Вдобавок, в марте Легг перенёс два приступа мочекаменной болезни, и приступ малярии. Оправившись, 22 мая 1858 года шотландец отправился в метрополию. Перед отъездом группа товарищей вручила ему собранные в складчину 30 гиней, чтобы он заказал свой портрет, с которого затем можно было бы сделать гравюры. Перед отъездом Легг закрыл школу (тогда там оставалось 80 учеников), и категорически заявил в отчёте ЛМО, что более не намерен преподавать, ибо внёс достаточный вклад в просвещение китайцев.

### Пребывание в Британии. Вторая женитьба

Клиперы у китайского побережья

Путь Легга в Британию был кружным. Сначала Джеймс прибыл в Калькутту, откуда отправился вместе с эвакуированными семьями офицеров гарнизона Лакхнау и ранеными, от которых узнал множество подробностей Сипайского восстания. В конце июня он прибыл в Англию, и задержался в метрополии на 13 месяцев. Легг сразу обратился в Восточный комитет ЛМО со своим проектом «Китайских классиков». Дважды представ перед комитетом летом 1858 года, он разъяснял, что миссионерам нужно «точнейшее восприятие идей и литературы страны, создававшихся веками», а конфуцианский канон служил основой для системы государственных экзаменов. Легг утверждал, что знание этих работ миссионерами будет выгодно для христианской миссии в целом, ибо с течением времени образованные христиане будут теснее взаимодействовать с образованными классами Цинской империи. Также он заявил, что последние четыре года типография ЛМО в Гонконге приносит 500 фунтов стерлингов чистой прибыли, большую часть которой обеспечили отливки китайских шрифтов для разных заказчиков. Получив одобрение, он также получил грант в 50 фунтов для закупки английского шрифта в Шотландии, где цены были ниже. Ему также обещали ссуду в 600 фунтов для обновления типографского оборудования, но её предстояло вернуть из доходов от издательства.
Жил миссионер, преимущественно, в Лондоне на съёмной квартире в Бромптоне , откуда было удобно посещать Морисонов: было необходимо устроить будущее дочерей (Элизе исполнилось 17 лет, а Мэри — 16). Зарабатывал на жизнь Джеймс, преимущественно, лекциями, в которых рассказывал о миссионерской работе в Китае. Одна из таких лекций была описана в городской газете Лидса от 2 июня 1859 года, и репортёр отметил, что выступление Легга в церкви Ист-Пэрэйд было, скорее, речью учёного и учителя, а не проповедника, что показалось публике наиболее интересным. Легг очень высоко оценивал китайскую систему экзаменов и считал её меритократической, а также восхвалял иероглифы, связующие воедино разные языки китайских провинций. Китайские учёные, способные к сознательному восприятию христианских истин, также удостоились похвалы Легга; напротив, британцев он осуждал как торговцев опиумом. Не скрывал он и неуспеха проповеди в Китае, но считал, что требуется максимально увеличивать число миссионеров.
В конце 1858 года на одной из лекций Легг познакомился с 34-летней вдовой конгрегационистского священника Ханной Виллетс (урождённой Джонстон), имевшей пятилетнюю дочь. Собственно, они встречались 10 лет назад, когда Легг выступал вместе с китайскими студентами. Обстоятельства их брака не отражены в сохранившихся источниках; скромное венчание прошло 26 мая 1859 года. Семейства Джонстонов и Виллетсов были связаны с ЛМО, брат Ханны — Джон Джонстон — работал в миссии на Таити, а затем в Австралии. Ранее, 5 января 1859 года в Шотландии умерла мачеха Джеймса — Барбра Спенс Легг; кроме того, Легг с дочерьми по очереди вели ночные дежурства около Джона Морисона.

### Третье пребывание в Гонконге

#### Семья

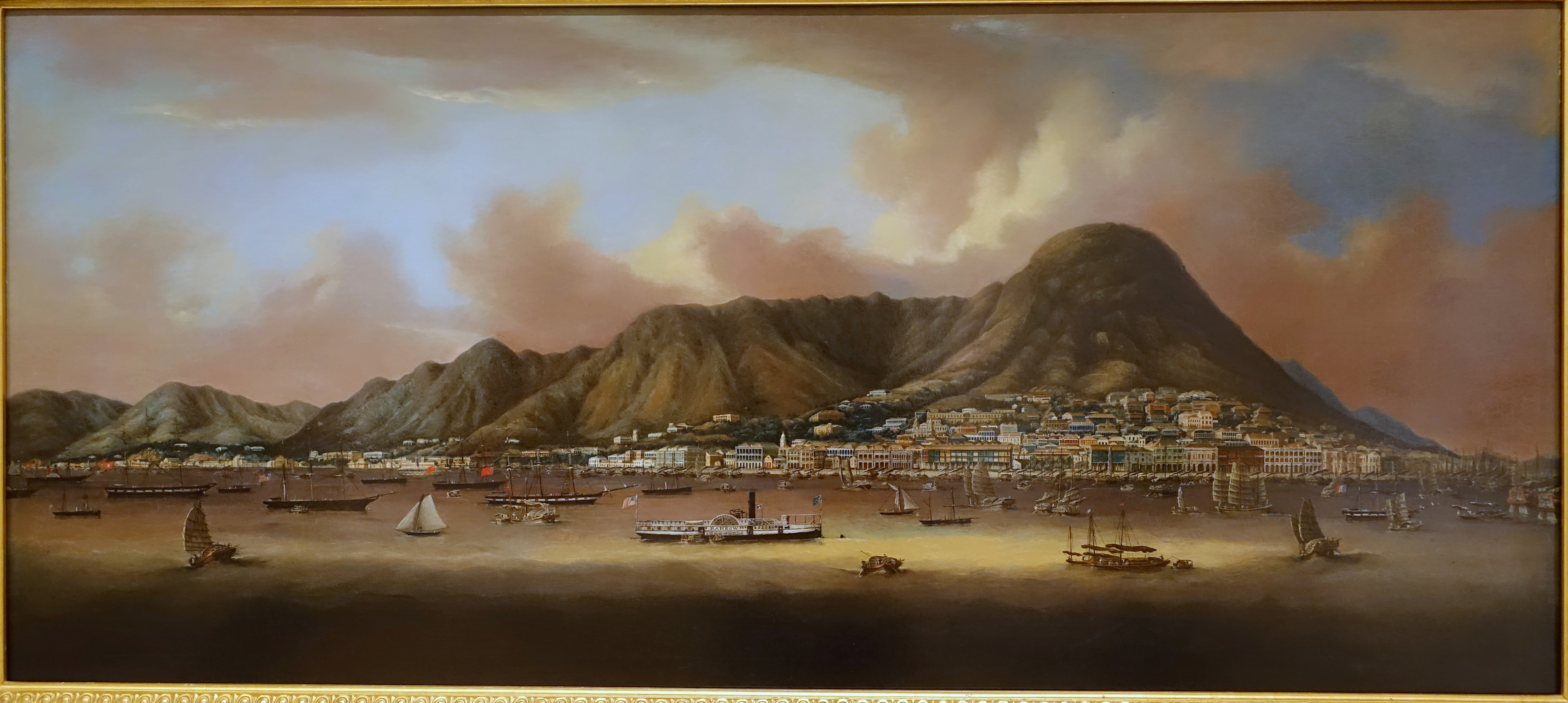
Панорама города Виктория на острове Гонконг, около 1860 года, Музей Пибоди в Эссексе

Переход из Лондона в Гонконг на клипере «Дора» длился с 13 июня по 21 сентября 1859 года. Несмотря на череду тяжёлых штормов и шквалов, а также захода на 300 миль южнее Мыса Доброй Надежды, капитан смог выдержать заданный график, и завершил плавание в 100-дневный срок. Кроме Ханны, которая вела дневник во время путешествия, Легга сопровождали дочери от первого брака и Мэриан — дочь Ханны. В Гонконге все разместились в здании миссии, которое Ханна сравнивала с дворянскими мэнорами в Англии. В первый же день Легг отслужил три церковных службы: по-английски в Унионистской церкви и две по-китайски. Жизнь наладилась быстро, брак Ханны и Джеймса оказался удачным. 29 февраля 1860 года родилась дочь Хелен Эдит — будущий биограф своего отца. Миссис Легг роды перенесла легко, но страдала мигренями. Ханна разделяла взгляды своего мужа, и взяла для Хелен Эдит китайскую аму Старшие дочери стали учительницами, с осени Элиза вела женский класс из двенадцати китаянок. Ханна Легг ценила красоту и удобства, писала родным, что парижские моды прибывают в Гонконг с опозданием всего на шесть недель. В её переписке содержались подробности семейной жизни: Легг и его старшая дочь вставали раньше всех — около семи утра: Джеймс отказался от ночных бдений, и занимался переводами днём, свободным от школьных уроков. Общую молитву — для всех участников миссии, европейцев и китайцев, — объявляли в 8:30 утра. Легг служил в церкви каждый вечер, кроме сред, когда к нему приходили посетители. Мариан Виллет быстро освоила разговорный кантонский диалект в общении с китайскими детьми, и говорила на нём так же свободно, как и по-английски. Ханна организовала светский кружок, играла на фортепиано и фисгармонии, и посещала концерты гарнизонного оркестра. Со временем её салон посещали до 50 человек. В свою очередь, чету Леггов приглашали представители колониальной элиты, включая губернатора и начальника полиции. Однажды супруги Легг организовали большой праздник для родственников своих китайских сотрудников: собралось 130 человек. Ханна стала домашним бухгалтером и вела бюджет миссии: в среднем, расходовалось около 9 мексиканских долларов в день. Также она любила путешествовать: в 1860 году впервые посетила Кантон, а в 1865 году даже ездила в Японию для поправки здоровья; впрочем, освоить китайский язык ей так и не удалось.
20-летняя Элиза Легг весной 1860 года обручилась с чиновником по имени Горацио Нельсон Лэй, служившим переводчиком при подписании Тяньцзинского договора, «истинно христианским мужем». 21 августа их обвенчал лично Джеймс Легг, а затем молодожёны отбыли в Шанхай по месту службы Лэя. Для самого Легга совпали два события: после отъезда губернатора Боуринга прекратилось существование только что основанного гонконгского отделения Королевского азиатского общества, а с ноября 1859 года в типографии ЛМО начался набор первого тома «Китайских классиков», вычитку гранок которого миссионер планировал завершить к августу 1860 года. 17 сентября 1860 года Ханна родила сына Джеймса Гранвилла Легга, но когда её отвезли восстанавливаться в Макао, пережила опасный приступ, и лишь к декабрю несколько оправилась.

#### «Китайские классики»

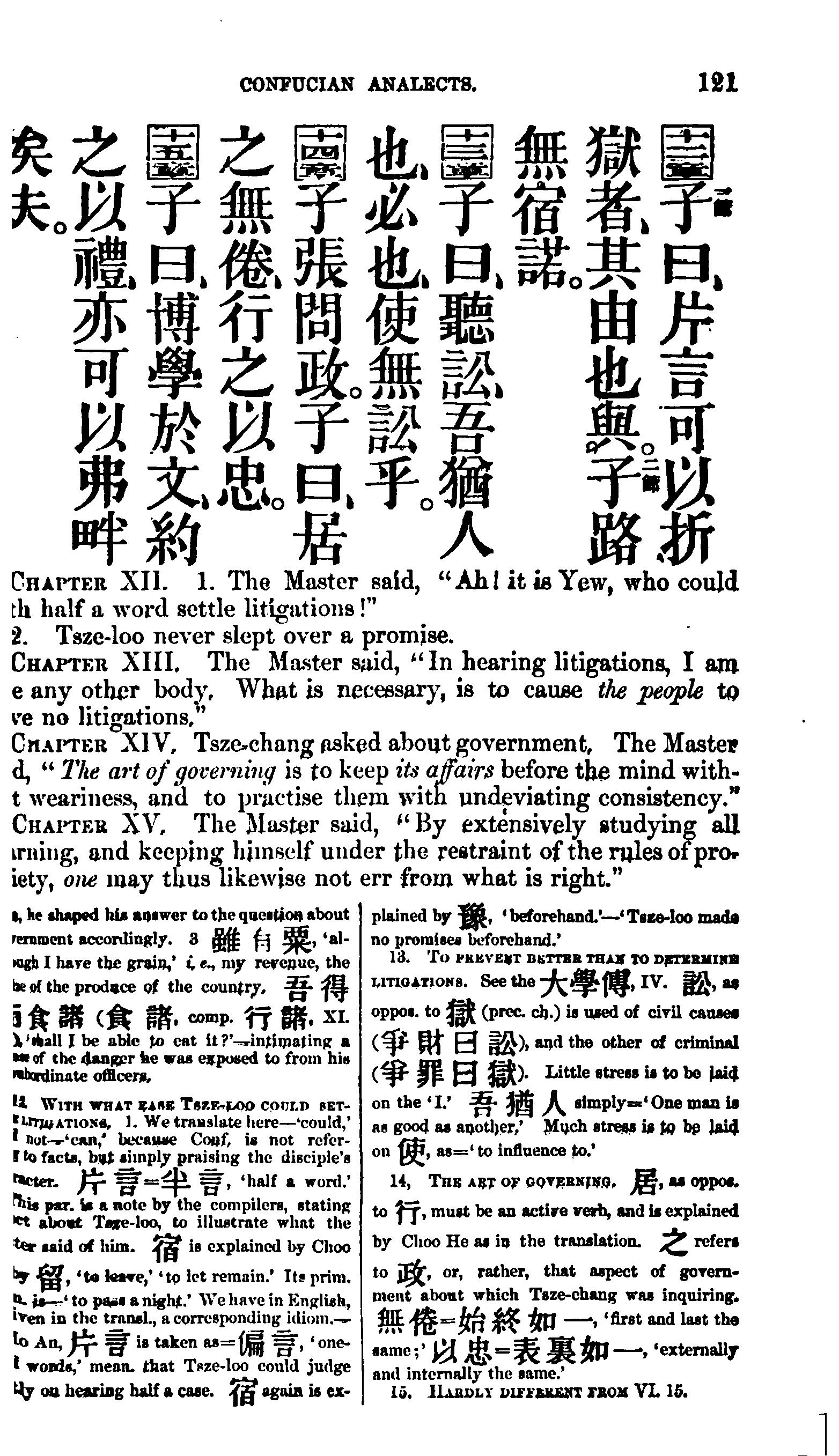
Страница 121 первого тома «Китайских классиков» с текстом «Лунь юя». Наверху страницы — оригинальный текст с пунктуацией, в середине — перевод Легга, в «подвале» страницы — комментарии, в том числе переведённые с китайского

Типографский набор первого тома «Китайских классиков» прервался в апреле 1860 года, поскольку закончились литеры в наборных кассах, и пришлось отправлять новый заказ в Эдинбург. Легг занялся подготовкой рукописи второго тома. В конце 1860 года врач Кантонской миссии Хеппер выступил с рядом памфлетов, осуждавших опиумную торговлю, причём некоторые его аргументы были использованы в парламентских прениях лордом Шефтсбери. Единственный спонсор Джардин заявил, что не будет оказывать никакой финансовой поддержки лицам и учреждениям, которые выступают против торговли опиумом. Легг выступил против этого решения, хотя рисковал публикацией главного труда своей жизни. Преждевременная кончина главы фирмы в 1861 году не расстроила планов, и запланированные средства были перечислены вовремя. Почта 1861 года, помимо известий о кончине Джардина в Шотландии, сообщала и о кончине старшего из братьев — Джорджа Легга. Первый том «Китайских классиков» вышел в конце марта 1861 года, а затем наследники фирмы Джардина — Мэтисона приняли решение продолжать финансировать Легга, и полностью оплатили печатание второго и третьего томов, а для четвёртого и пятого — шрифты и типографский набор.
Первый том «Классиков» включал бо́льшую часть Четверокнижия: «Лунь юй», «Да сюэ» и «Чжун юн». Хотя на титульном листе значилось издательство Трюбнера в Лондоне, все работы были выполнены в типографии ЛМО в Гонконге. Типографский набор включал два комплекта китайских иероглифов (для основного текста и комментариев), а также многообразные латинские шрифты, в том числе курсивные, применяемые как в текстах, так и указателях. Второй том включал полный перевод трактата «Мэн-цзы». Тираж составил 1200 экземпляров. Отличительной особенностью издания Легга было использование им собственной системы транскрипции китайской фонетики. Это была система Моррисона — Медхёрста, доработанная Леггом для собственных нужд. Впрочем, в иероглифическом указателе к первому тому, он признавал достоинство системы консула в Пекине Уэйда, основанной на северном диалекте. Примечательно, что Легг неправильно указал число тонов ни для кантонского, ни для пекинского диалектов.
Формат издания выдерживался в каждом выпускаемом томе. Вначале следовали «Пролегомены», в которых содержался критический аппарат, причём цитаты на латинском и французском языках (для последнего было три варианта шрифтов, включая курсивный), а позднее — и на немецком, давались без перевода, поскольку издание было адресовано образованной европейской публике и миссионерам. Второй — основной — раздел содержал оригинальный китайский текст, сопровождаемый переводами Легга и его же комментариями, отражавшими китайскую традицию, и технический третий раздел, включающий 7 указателей. Китайские указатели были сделаны по традиционному ключевому принципу и включали 214 позиций; переводы также сопровождались конкордансом — указанием позиций и сочетаний, где использовался каждый конкретный иероглиф. Общий объём указателей первого тома составил 69 страниц. Пролегомены к первому тому составили 136 страниц, не считая 50-страничной биографии Конфуция. Рукописная основа публикаций Легга хранится в Нью-Йоркской публичной библиотеке и демонстрирует, что манускрипты создавались китайскими секретарями миссионера, который так и не научился чётко писать по-китайски. Часть листов готового тиража была отправлена в Лондон Трюбнеру для переплёта и реализации. Легг попросил оформить два экземпляра особо изысканным переплётом с золотой фигурой Конфуция: для библиотеки ЛМО и супруги секретаря ЛМО по иностранным делам. Отношения с Трюбнером испортились из-за финансовых вопросов: по факту, издательство только распространяло издание, причём Легг настаивал, чтобы и протестантские, и католические миссионеры могли покупать «Классиков» по приемлемой цене. Изначально цена была назначена в 30 шиллингов за том (137 фунтов стерлингов в ценах 2020 года), но в действительности была повышена до 2 фунтов (183). В результате, все расходы по печатанию и перевозке листов тиража из Гонконга в Лондон падали на Легга, а Трюбнер имел 20 шиллингов прибыли за 1 том, при установленной в договоре 5 шиллингов. Издатель не стал тратиться на рекламу в прессе, и не разослал экземпляров заинтересованным рецензентам. Зять — Горацио Лэй — предложил обратиться в газету «Saturday Review», а также в «Таймс». Между тем, по мнению М. Бомэн, издатель просто не представлял себе круга потенциальных покупателей «Китайских классиков». Печатание двух томов «Шу цзина» (тома III и IV «Классиков») стало возможным благодаря компенсации в 250 фунтов стерлингов от Роберта Мэтисона за переплёты, эта сумма пошла на закупку бумаги и типографской краски в Гонконге.

#### Миссия Легга в 1860-е годы. Ван Тао
В марте 1861 года губернатор Гонконга сэр Геркулес Робинсон предложил Леггу преподавать китайский язык госслужащим. Поскольку это была идея самого Легга, впервые высказанная 20 лет назад, он согласился. Обучение языку начиналось сразу после прибытия в Китай, а не в Англии, и записаться мог выпускник любой школы, а не только традиционных элитных заведений. Такая система работала до окончательного отъезда Легга из Китая. Позднее, уже в Оксфорде, Легг также преподавал госслужащим, которых командировали в Юго-Восточную Азию и Китай. В январе 1862 года он отчитался за 20 лет пастырской деятельности в Гонконге, признав серьёзный неуспех. Всего у него было 140 постоянных прихожан, из которых он лично обратил и крестил 125. Очень запутанными были финансовые дела миссии, связанные с распродажей имущества ЛМО, и невозможностью Легга распоряжаться деньгами от имени Общества: ему приходилось держать средства на своём личном счёте. Успешной была лишь деятельность издательства ЛМО, которое получило 2000 долларов прибыли от продажи китайских шрифтов (в основном для периодических изданий, которые массово создавали колонки или разделы на китайском языке). Типография напечатала почти 10 000 000 страниц китайских Библий и иной богослужебной литературы, но эта деятельность была бездоходной, и, напротив, требовала значительных вложений. Кроме того, миссия постоянно оказывала благотворительную помощь. Ханна Легг в январе 1862 года сообщала родным, что приютила уже 16 человек, последней была юная леди из Южной Африки по фамилии Де Шмидт. Она вступила в брак по переписке, и не смогла ужиться со своим мужем-ирландцем. Её пребывание в миссии было очень обременительным, поскольку она вела светскую жизнь и принимала потенциальных женихов. Ханна Легг продолжала вести бухгалтерию, расходы по содержанию хозяйства только возрастали. Поскольку в Гонконге почти ничего не производилось, множество предметов быта и одежды (особенно обуви), и даже продуктов питания приходилось выписывать из Англии. Стандартная посылка стоила 80 фунтов стерлингов (7333 в ценах 2020 года). Благодаря ревизии, проведённой Ханной, выяснилось, что в Лондоне сильно занижали стоимость жизни миссионеров, что сказывалось и на размере одобренных правлением компенсационных сумм.

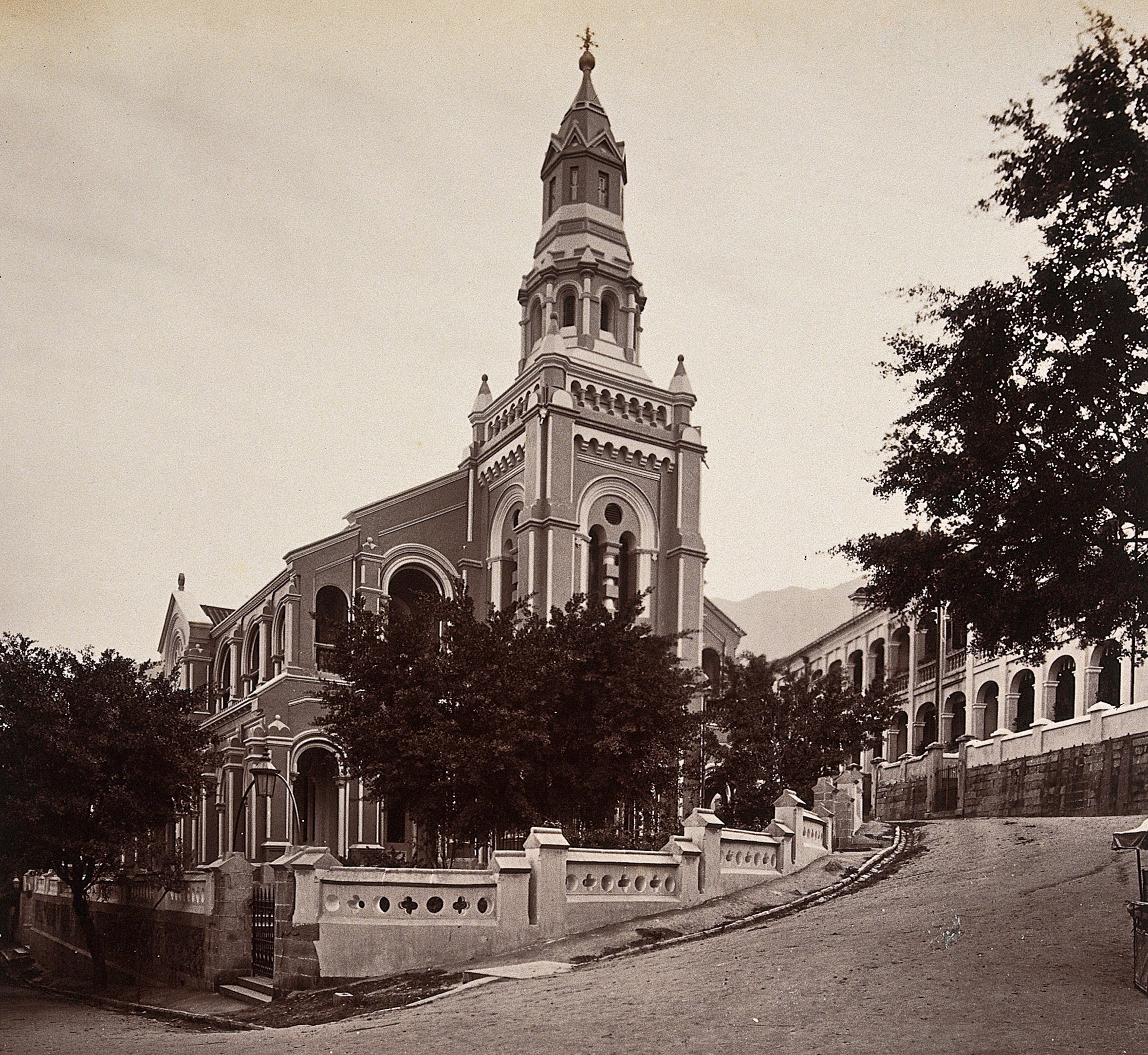
Унионистская церковь в Гонконге. Фото не позднее 1890 года

6 января 1863 года Ханна родила сына Томаса Моррисона Легга, и слегла в тяжёлой лихорадке почти на три недели. Старшую её дочь — Мэриан Виллет — отправили к тётке в Англию. 21-летняя Мэри Легг в том же году вышла замуж за Ричарда Хоука — служащего военно-морских верфей Гонконга. Следующая по счёту дочь Анна-Джорджина появилась на свет 4 сентября 1864 года, к тому времени Ханна несколько месяцев страдала от непрерывной мигрени.
Главной заботой самого миссионера в 1863—1864 годы было возведение новой Унионистской церкви взамен обветшавшей старой: попечители смогли продать старое здание с участком за 20 000 долларов, а за половину этой суммы купили приход Сент-Эндрю на Стонтон-стрит, и начали строительство новой церкви. Леггу до конца лета удалось собрать 23 100 долларов. Строительство окончилось в 1864 году, здание вмещало 400 прихожан; Легг отказался быть настоятелем, напомнив, что по уставу ЛМО, тот мог принадлежать к любой протестантской деноминации и избираться общиной. Весной 1863 года две часовни открыли свои двери и для китайских прихожан; вместимость их составляла, соответственно, 150 и 200 человек. Легг и его помощник Хэ проводили 12 церковных служб на китайском языке каждую неделю.
11 октября 1862 года британский консул в Шанхае Уолтер Медхёрст-младший эвакуировал в Гонконг крещёного интеллектуала Ван Тао, которого цинские власти обвиняли в пособничестве тайпинам. Легг нанял его для работы над «Шу цзином» с жалованьем 20 серебряных долларов в месяц. Миссионер поначалу показался Ван Тао суровым и неприступным, однако они быстро сошлись. Ван Тао не был лёгким в общении, в Гонконге оказался вынужденно, а местный климат, кантонский диалект и кухня его раздражали. Вдобавок, он нервничал из-за переезда семьи и перевозки библиотеки из Шанхая. Обладая конфуцианской учёной степенью, он презирал купцов, в среде которых был вынужден жить. Помимо Легга, Ван Тао дружил с наборщиком типографии Хуан Шэном, который владел пекинским диалектом. Шотландец оказался настолько терпимым, что во имя работы закрывал глаза на пороки своего помощника, которые, по словам П. Коэна, для христианина-викторианца были весьма значительны. Напротив, в одном из частных писем Легг упоминал «доктора Вонга, моего дорогого помощника». К 1865 году расходы на издание «Китайских классиков» составляли уже 9365 фунтов стерлингов (879 500).
К 1866 году состояние Ханны ухудшилось до такой степени, что Легг решил отправить её с детьми в Англию, и в феврале лично сопроводил до Сингапура, поскольку не закончил дела в миссии. В апреле Ханна, Эди, Том, Джейми и Анна Легг вернулись в Лондон, а далее перебрались к родным Джеймса в Хантли. «Китайские классики» на удивление хорошо продавались: Трюбнер сообщил, что в апреле 1866 года продал за неделю 6 четырёхтомных комплектов, вышедших к тому времени, и 60 экземпляров двухтомного «Шу цзина» за первые шесть недель после прибытия тиража. Сам Легг усердно работал над редактированием и новым переводом «Ши цзина», и указывал, что благодаря сотрудничеству с Ван Тао отточил знание языка и понимание смыслов. В ноябре Ван Тао предоставил ему комментарий к каждому из стихотворений канона. Тогда же Легг узнал, что некто Бейкер в 1866 году пиратским образом перепечатал «Китайских классиков» в Бостоне, указав авторство, но отказавшись платить за авторские права или делиться доходами. Трюбнер потребовал у Легга дать разрешение на новое издание без китайского текста, чтобы закрепить приоритет и права. К концу года резко ухудшилось состояние здоровья миссионера: бесконечные конфликты с ЛМО и попечителями (никак не могли назначить преемника Легга) и напряжённая работа над «Классиками» привели к обострению колик, сильным болям в мышцах правой руки, и проч. Руководство ЛМО он извещал, что рассчитывает вернуться в Шотландию к семье.

### Командировка в Европу и Ван Тао

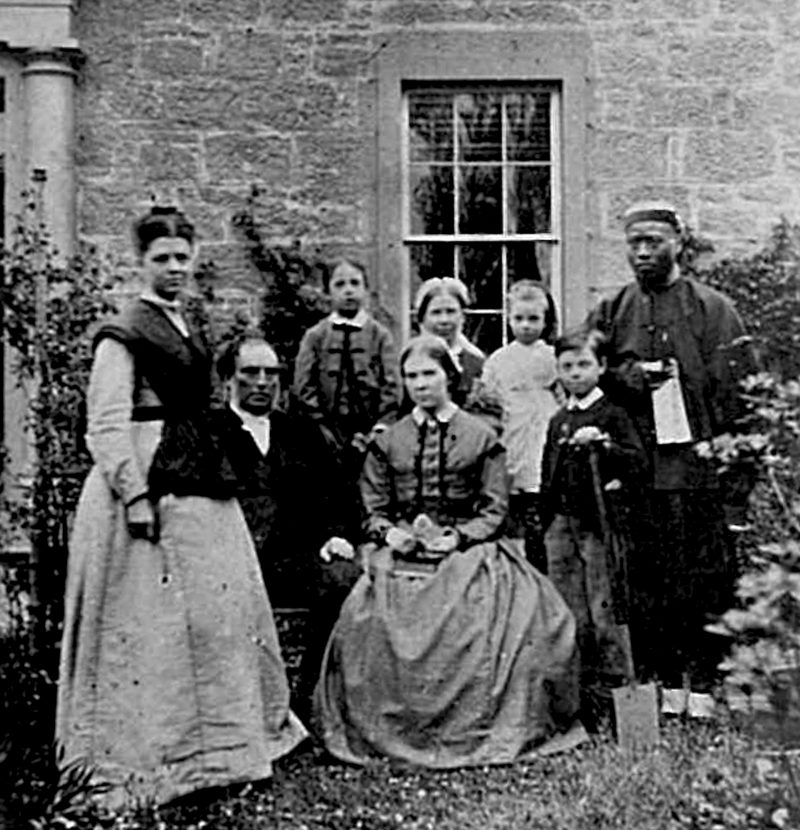
Семейство Леггов в Доллар (Шотландия). Слева направо: Мэриан Виллет, Джеймс Легг, Томас, Ханна, Хелен Эдит, Анна, Джеймс, и Ван Тао. Фото 1869 года

8 и 13 января 1867 года Легг прочитал две последние проповеди, текст которых был опубликован в газете China Mail. ЛМО прислало на замену преподобного Морриса, который не обладал харизмой и необходимыми деловыми качествами. Также Легг отказался от предложения сэра Г. Паркса — первого британского посла в Японии — возглавить англо-японский колледж в этой стране. Сложив с себя полномочия, Джеймс Легг активно работал над переводами, и переписывался со Станисласом Жюльеном на французском и китайском языках. Официальная передача полномочий Легга Моррису прошла в начале февраля, однако шотландец не собирался увольняться из ЛМО, и предполагал завершить печатание «Классиков» в Гонконге. Из-за известий о болезни Ханны, Джеймс Легг срочно выехал 1 марта 1867 года, обещав оформить приглашение для Ван Тао позже. Он возвращался на родину кружным путём, чтобы встретиться в Париже с Молем и Жюльеном. В пути его сопровождал Иссахар Робертс — миссионер, наставлявший Хун Жэньганя, и не скрывавший симпатий к тайпинам даже после их поражения. Легг не оставил свидетельств об их общении. Из переписки известно, как прошла первая очная встреча со Станисласом Жюльеном, который расцеловал Легга при знакомстве по французскому обычаю. Джеймс описал его как «корпулентного нервного старца». Их общение он сравнил с поведением пары боксёров, которые пытаются «прощупать» друг друга на ринге. Кроме того, чопорный миссионер жаловался супруге, что великий французский синолог чертыхнулся в его присутствии два или три раза.
В Лондоне в конце апреля Легг встретился с руководством ЛМО, и был принят весьма благосклонно. Ему даже назначили жалованье в 250 фунтов стерлингов, но миссионер отказался от него, сказав, что оплатил свою поездку из фонда миссии авансом (переезд из Гонконга в Марсель обошёлся в 550 долларов, а непредвиденные расходы на Цейлоне и в Египте составили ещё 600). Равным образом, он счёл, что роялти Трюбнера вполне покроет расходы на его проживание на родине. Из Лондона учёный проехал в Гулль, где жила с родными его падчерица Мэриан, и встретился с Робертом Джардином, который должен был оплатить проезд Ван Тао для продолжения работ над «Китайскими классиками». Было решено оплатить путевые издержки и перечислять семье Вана, оставленной в Китае, 20 или 25 долларов в месяц. Легг рассчитал, что дешевле будет отправить Вана на пароходе с пересадкой на Суэцком перешейке (канал ещё не был прокопан), а его библиотеку — парусником вокруг Африки. ЛМО поддержало эту инициативу. В том же 1867 году из материалов первого тома «Классиков» Трюбнер извлёк биографию Конфуция, которая вышла как самостоятельное произведение, но без иероглифики. В 1875 году Трюбнер выпустил третье издание «Классиков», чтобы опередить конкурентов в Америке.

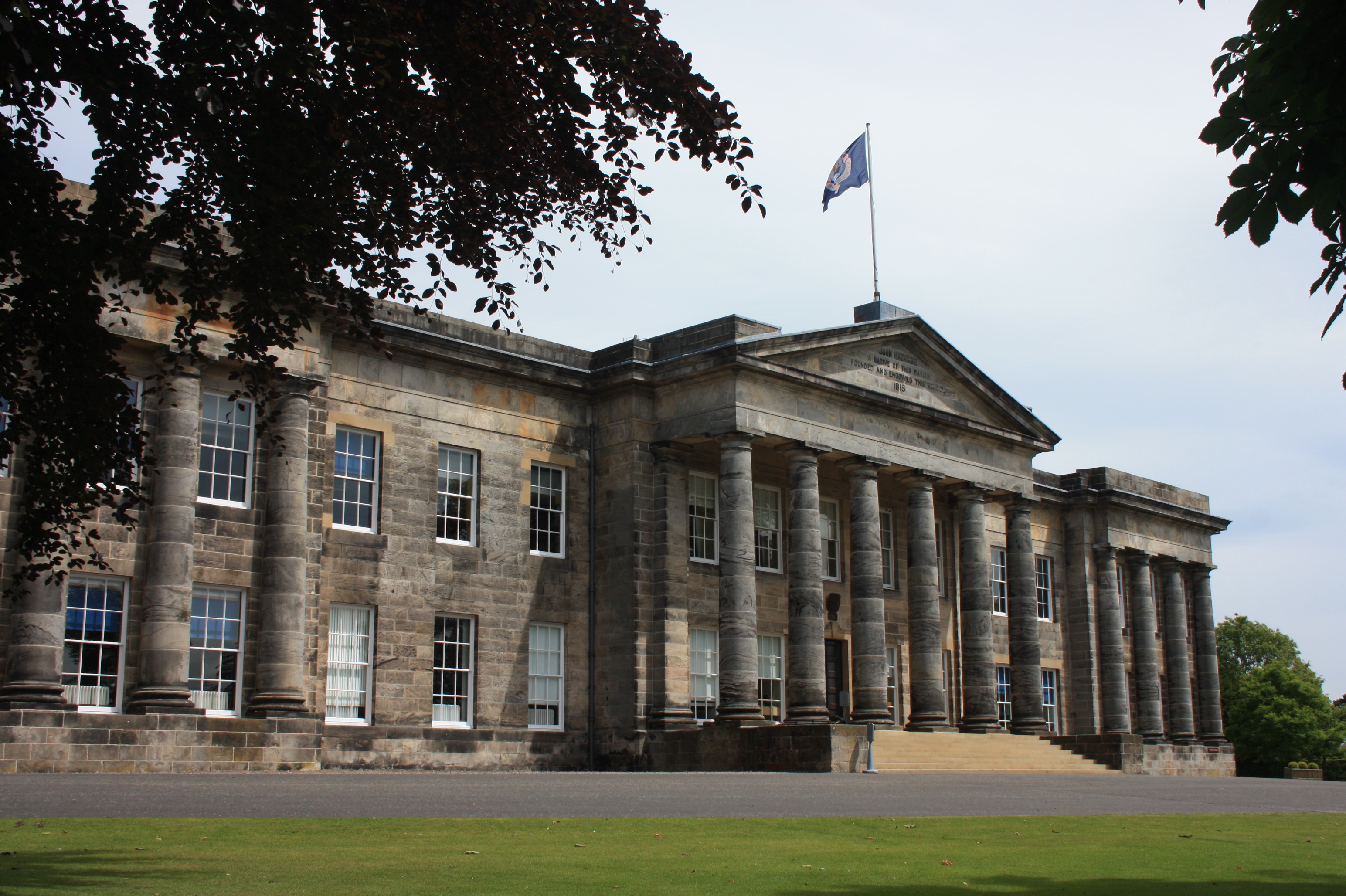
Западный фасад «Академии» в Долларе (Шотландия). Фото 2018 года

Только в мае 1867 года Легг воссоединился в Хантли со своей семьёй, обнаружив, что Ханна значительно восстановила здоровье. Домашними делами распоряжался брат — Уильям Легг, который стал успешным аудитором. Было решено отдать младших дочерей — Элизу и Мэри — в «Академию» в Долларе, куда переселились и супруги Легг. Перепись населения 1871 года зафиксировала, что арендуемый Леггами дом включал 10 комнат, и, кроме шестерых членов семьи, были наняты служанка-ирландка, кухарка и шотландка-няня. Легг проповедовал в местной церкви, а также устроил на обучение трёх китайцев, в том числе сына своего типографского наборщика из Гонконга, и сына торговца опиумом — Вэй Баошаня. В начале 1868 года Легг отправился в Лондон встречать Ван Тао, и потратил четыре дня, чтобы показать ему Хрустальный дворец и музей мадам Тюссо. Побывали они и в Оксфордском университете, в котором Ван прочитал публичную лекцию перед выпускниками. В мае они окончательно обосновались в Шотландии, где совместно работали около двух лет. Именно здесь Ван Тао начал написание комментария к «Чунь цю» и «Цзо чжуани», а после его окончания — комментариев к «Ли цзи» и «Чжоу и»; Легг внимательно их читал и они совместно обсуждали все тонкости. Они далеко не всегда приходили к согласию, и в некоторых примечаниях к переводам Легг полемизировал с Ваном. Обычно китайский учёный вёл уединённый образ жизни, но изредка выбирался к знакомым. Так, зимой 1868 года в Эдинбурге он общался с Уильямом Мьюирхедом, возвратившимся из Шанхая. Попечители Эдинбургского университета заинтересовались конфуцианским учёным и даже пригласили его на экзамены; о визите Ван Тао писали в газетах. Весной 1869 года Ван Тао и Легг побывали в Абердине, где три дня жили в доме Джона Чалмерса, возвратившегося из Гуанчжоу. Навестили они малую родину Легга в Хантли, где их чествовали в течение 10 дней. Местный пастор предложил Ван Тао произнести проповедь в сельской церкви, Легг переводил. Идиллия была нарушена заявлением Р. Джардина о прекращении финансирования издания «Классиков». Перед отъездом в Китай, Абердинский университет присвоил Леггу почётную докторскую степень. Вместе с миссионером в Гонконг отправились падчерица Мэриан и Ван Тао, остальные остались в Шотландии.

### Последняя поездка в Китай

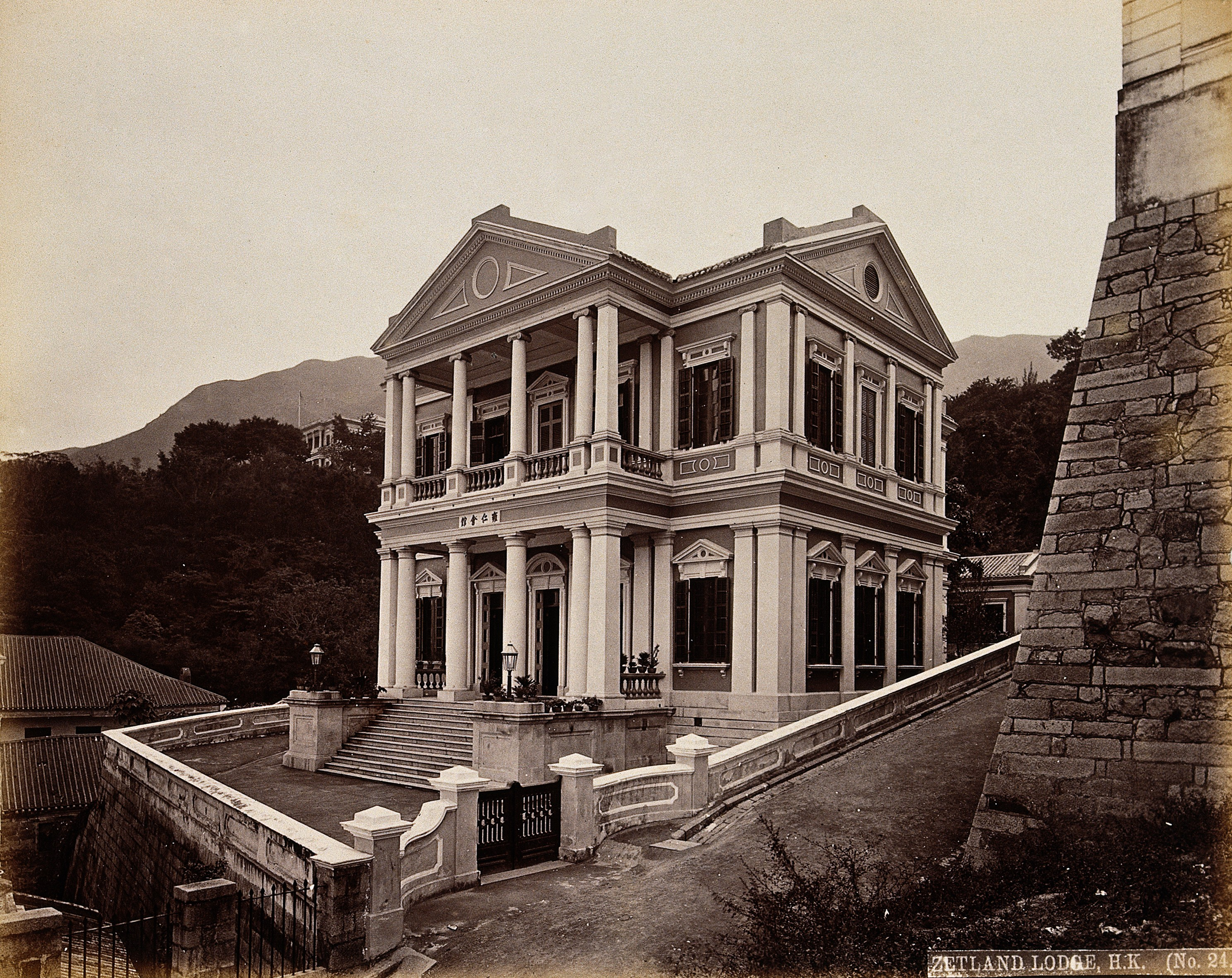
Здание Масонского клуба на Зетланд-стрит в Гонконге около 1870 года. Фото из Album of Hongkong, Canton, Macao, Amoy, Foochow

#### Миссия в Гонконге
В 1870 году Джеймс Легг впервые проехал в Гонконг напрямую, поскольку был открыт Суэцкий канал. 11 марта (когда пароход «Йемен» находился близ Цейлона), Легг провалился в незакрытый люк, но его спасла быстрота реакции, и он не получил переломов. 28 марта миссионер прибыл в Гонконг, последнее его пребывание в Китае продолжалось три года. 29 марта Легг уже служил в Унионистской церкви, узнав, что число прихожан сократилось до 25 человек. Одно его прибытие вызвало ажиотаж, вскоре Легг проводил по воскресеньям две службы; пошёл и поток пожертвований. Попечительский совет констатировал, что собранных средств хватит, чтобы платить Леггу жалованье в течение трёх лет (400 фунтов стерлингов в год и 60 долларов квартирных денег в месяц). Однако восстановление прихода оказалось медленным и трудным делом, и Легг писал в Шотландию, что ситуация в Гонконге совсем не похожа на английскую. К 1871 году образовался профицит в 2000 долларов, и община вернулась к положению до отъезда Легга домой. Число взрослых прихожан достигло 200. После увольнения Морриса (был большой конфликт с ЛМО из-за неясности, кто должен оплатить его возвращение в Британию), Легга пригласили полковым капелланом в гарнизон Гонконга. По воскресеньям он служил четыре раза, в том числе в тюремной капелле, по четвергам вёл катехизацию, а по средам — служил в казармах. Кроме того, солдаты попросили его организовать воскресную школу и церковный хор, что и было сделано. С декабря 1871 года Легг читал в церкви публичные лекции о китайской культуре, которые охотно посещали представители среднего класса Гонконга. С 1872 года лекции проводили и коллеги Легга, в том числе имевшие учёные степени; он стал переписываться с ботаником и врачом русской миссии в Пекине Эмилем Бретшнейдером. Во время визита в Гонконг Уильяма Сьюарда, на встречу с ним в резиденции губернатора был приглашён и всемирно известный учёный-миссионер. В начале 1873 года в Гонконге находился с официальным визитом великий князь Алексей Александрович и адмирал Посьет, с которыми Легг активно обсуждал дела в Китае и в мире; оба свободно владели английским языком.

#### Завершение издания «Китайских классиков»
Всё это время Легг, несмотря на загруженность, занимался переводом «Китайских классиков». Подготовленные в Англии рукописи были отправлены отдельно; оказалось, что «И цзин» подмок, и потребовалось много времени, чтобы аккуратно высушить листы и восстановить текст. Транспорт, который вёз бумагу и типографскую краску, утонул на глазах Легга в проливе, отделяющем Гонконг от Коулуна; мачты ещё долго выступали из воды. Пришлось уволить нанятых в типографию сотрудников. Также требовалось найти деньги, чтобы платить Ван Тао жалованье. На помощь пришёл Чалмерс, который занялся индексами и конкордансом к томам «Ши цзина», вышедшего в свет в марте. Впрочем, предстояла ещё более сложная работа по изданию «Чуньцю Цзочжуани» (V тома «Классиков»), материалы которого были подготовлены с Ван Тао ещё в Шотландии. Миссионер несколько охладел к своему китайскому коллеге, Ханне он писал, что мог не обращаться к консультациям Вана в течение недели, но иногда они были жизненно необходимы. Тяжелее всего Леггу дались «Пролегомены», и всё-таки к июлю 1871 году работа была завершена. С 1872 года Гонконг был присоединён к международной телеграфной сети, что позволило делать заказы на бумагу, шрифты и типографскую краску почти мгновенно, хотя доставка по-прежнему осуществлялась на парусниках.
В ноябре 1872 года Легг открыл серию публичных лекций в гонконгском Сити-Холле, организованную под эгидой губернатора; лекции привлекли множество представителей «чистой» публики, включая почти всех чиновников колонии. Легг откровенно рассказывал о разных случаях из своей жизни в Гонконге. Он призывал прекратить торговлю опиумом и приложить все усилия, чтобы интегрировать китайцев в британский социум, выразив уважение к китайскому народу, как носителей закона и порядка. Миссионер прочитал и заключительную лекцию в феврале 1873 года. Из-за финансовых проблем в ЛМО, правление приняло решение продать типографию после окончания работы по V тому «Классиков». Легг оценил оборудование в 10 000 серебряных долларов; все работы и заказы планировалось полностью перенести в Шанхай. В марте 1873 года истекал и контракт с Леггом как настоятелем Унионистской церкви. 13 упаковок с отпечатанными листами пятого тома Легг отправил Трюбнеру с рекомендуемой ценой 2 фунта 2 шиллинга за экземпляр. Из базовых конфуцианских канонов не переведёнными и не изданными оставались «Ли цзи» и «И цзин». В новых условиях сделать это в Гонконге было совершенно невозможно. Типографию удалось продать Хуан Шэну — спонсору Ван Тао, вместе с которым они основали первую гонконгскую газету, выходившую целиком на китайском языке.

#### Путешествие в Пекин и Шаньдун

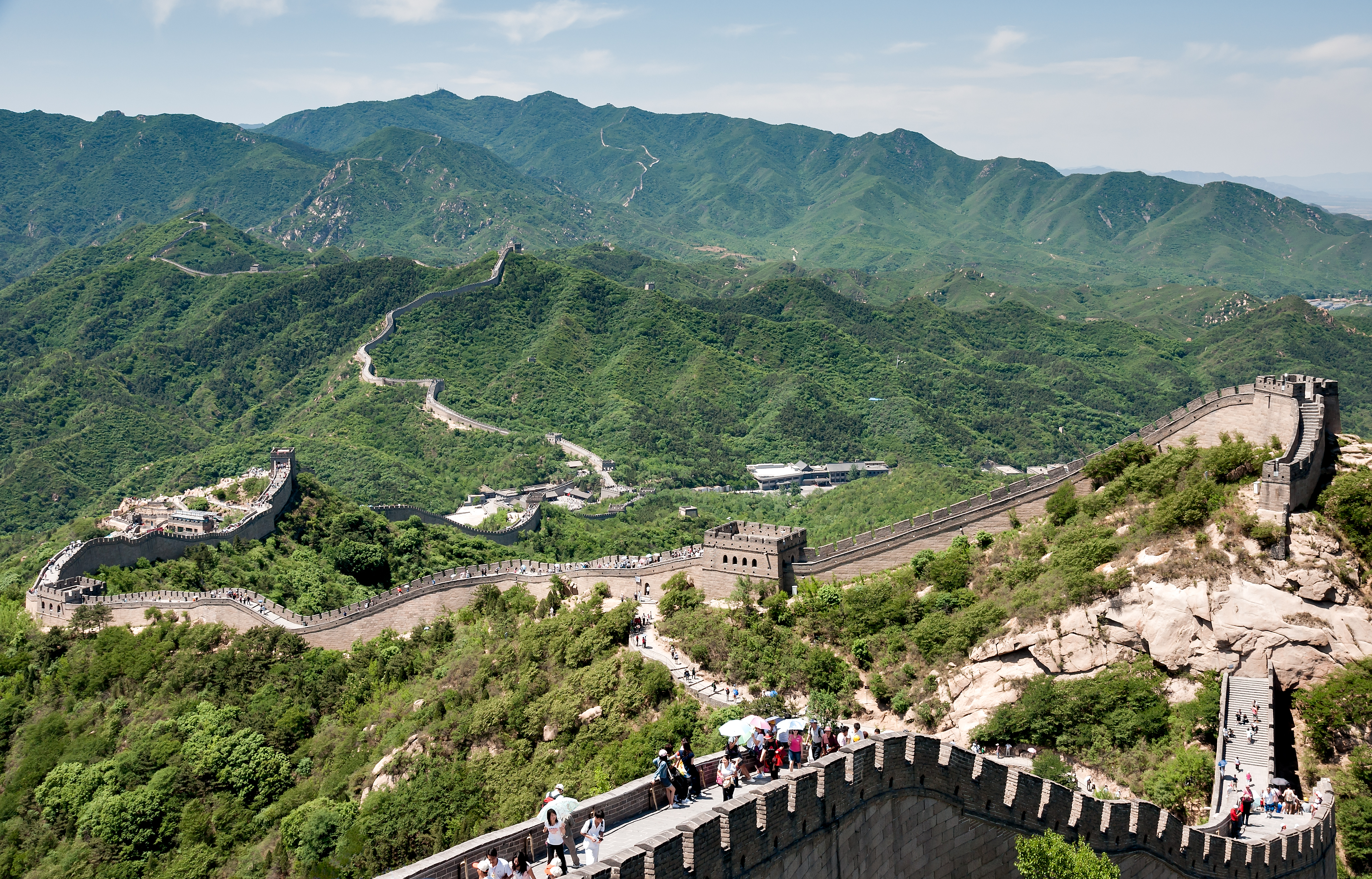
Великая китайская стена в Бадалине

28 марта 1873 года Легг в последний раз выехал из Гонконга. Он решил следовать пакетботом из Шанхая в Сан-Франциско, пересечь США по железной дороге, и пароходом из Нью-Йорка прибыть в Англию. Перед окончательным отъездом он захотел объехать континентальный Китай и посетить пять мест, наиболее почитаемых традиционной культурой: храм Конфуция в Цюйфу, храм Мэн-цзы, гору Тайшань, Пекин с Алтарём Неба, и Великую китайскую стену. Эта поездка, занявшая ровно два месяца, была подробно документирована Леггом в его письмах-дневниках к Ханне; сопровождал его Джозеф Эдкинс. Путешественники добрались морем до Тяньцзиня и затем на китайских телегах до Пекина. Из столицы верхом они преодолели 50 миль до Великой стены, а на обратном пути осмотрели мавзолеи династии Мин. Из Пекина, посетив Храм Неба, и совершив на нём моление (крайне негативно воспринятое миссионерами в Гонконге и Шанхае), путешественники добрались до Дэчжоу на телегах, причём во время путешествия питались европейскими консервами, покупая у местных жителей только хлеб и бататы. После пересечения Хуанхэ, миссионеры добрались до священной горы Тайшань. На её вершину Легга втащили двое носильщиков, однако толпы нищих и даосские ритуалы в храмах на вершине вызвали у него неприятие. В тот же день миссионеры были в Цзинани, их принял губернатор провинции. Город произвёл на миссионера хорошее впечатление, но в беседе с губернатором Легг попенял на плохое состояние Великого канала, и громадные поля опиумного мака. Следующим этапом путешествия был Цюйфу, находясь в котором Легг сравнил Конфуция с Наполеоном. Дочь Легга — Хелен — цитировала его фразу, что если рассуждать о подлинно великой личности, первенство следует отдать первоучителю китайцев. Посетив храм Мэн-цзы, который активно перестраивался и подновлялся, путешественники по Великому каналу добрались до Чжэньцзяна. Попутно они пересекли высохшее русло Хуанхэ, которая поменяла течение в 1850-е годы. 31 мая Легг и Эдкинс благополучно вернулись в Шанхай. Легг, хотя и был недоволен дороговизной, нищетой и грязью, писал, что наконец-то увидел подлинный Китай, и это заставило его многое переосмыслить. 8 июня 1873 года Легг отплыл в Иокогаму, причём на одном пароходе с ним следовали 100 китайских молодых учёных, командированных цинским правительством в США для изучения английского языка и получения западного образования.

Объекты путешествия Джеймса Легга
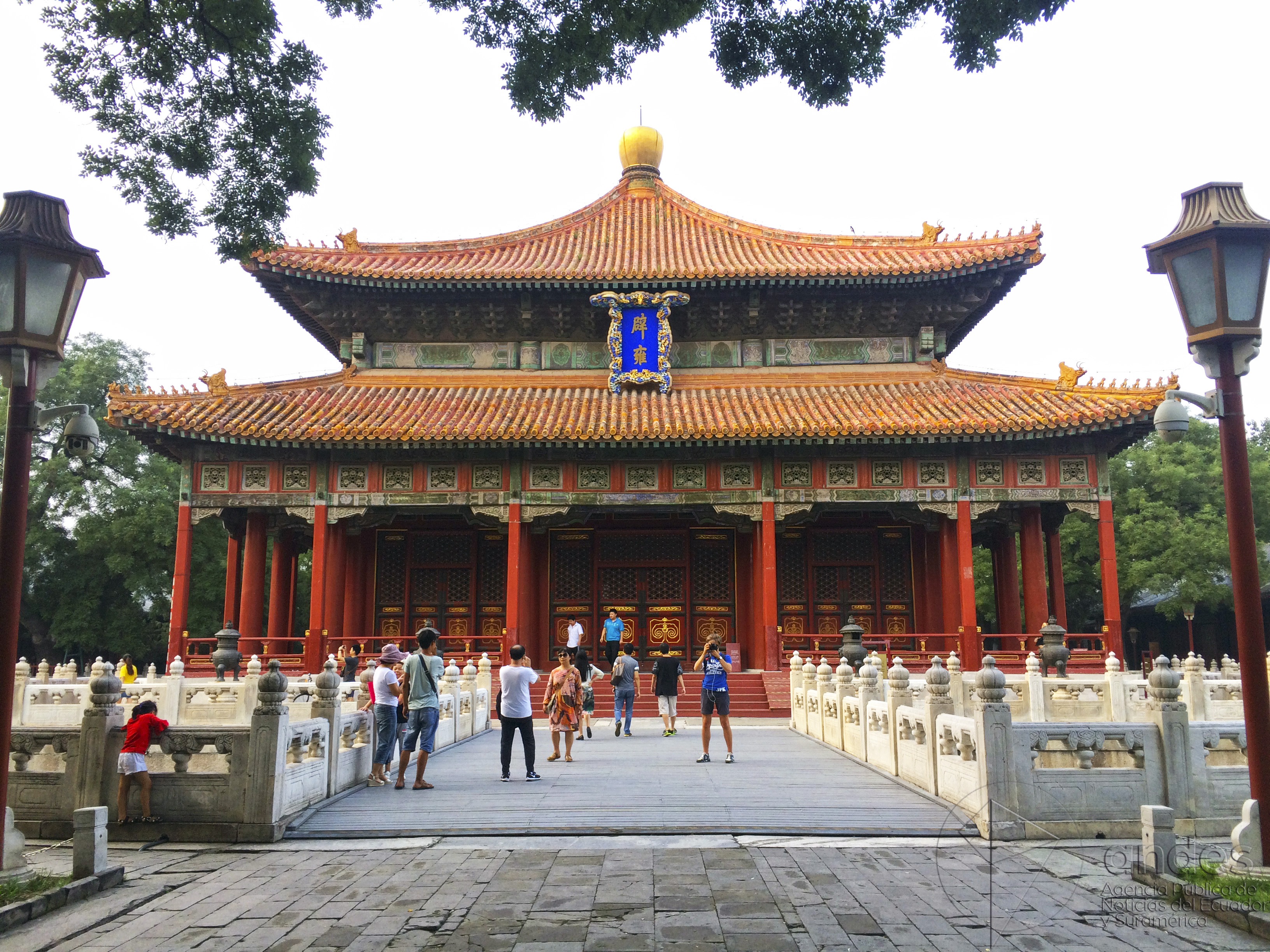
Храм Конфуция (Цюйфу)
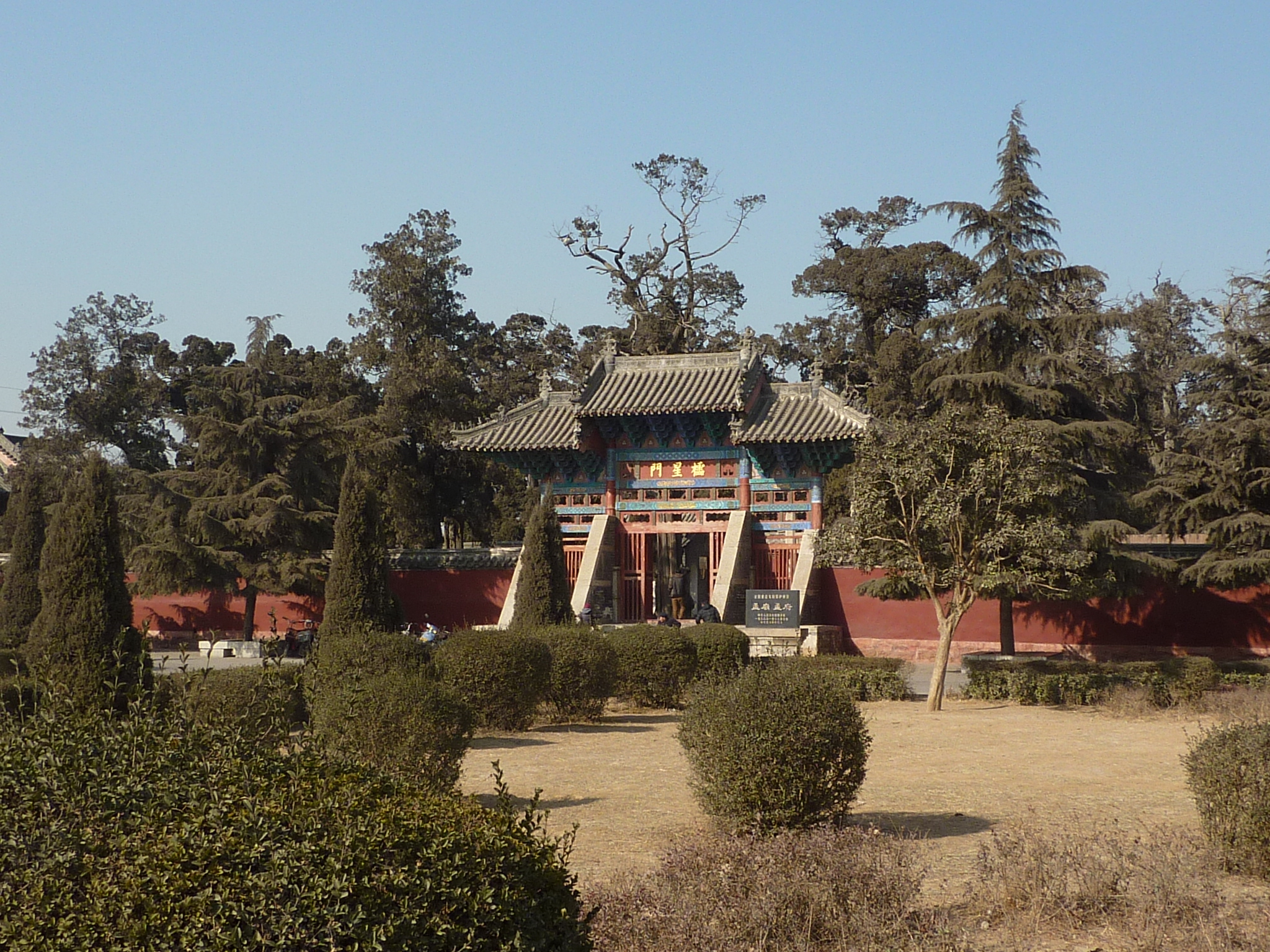
Ворота Линсин в храме Мэн-цзы (Цзинин)
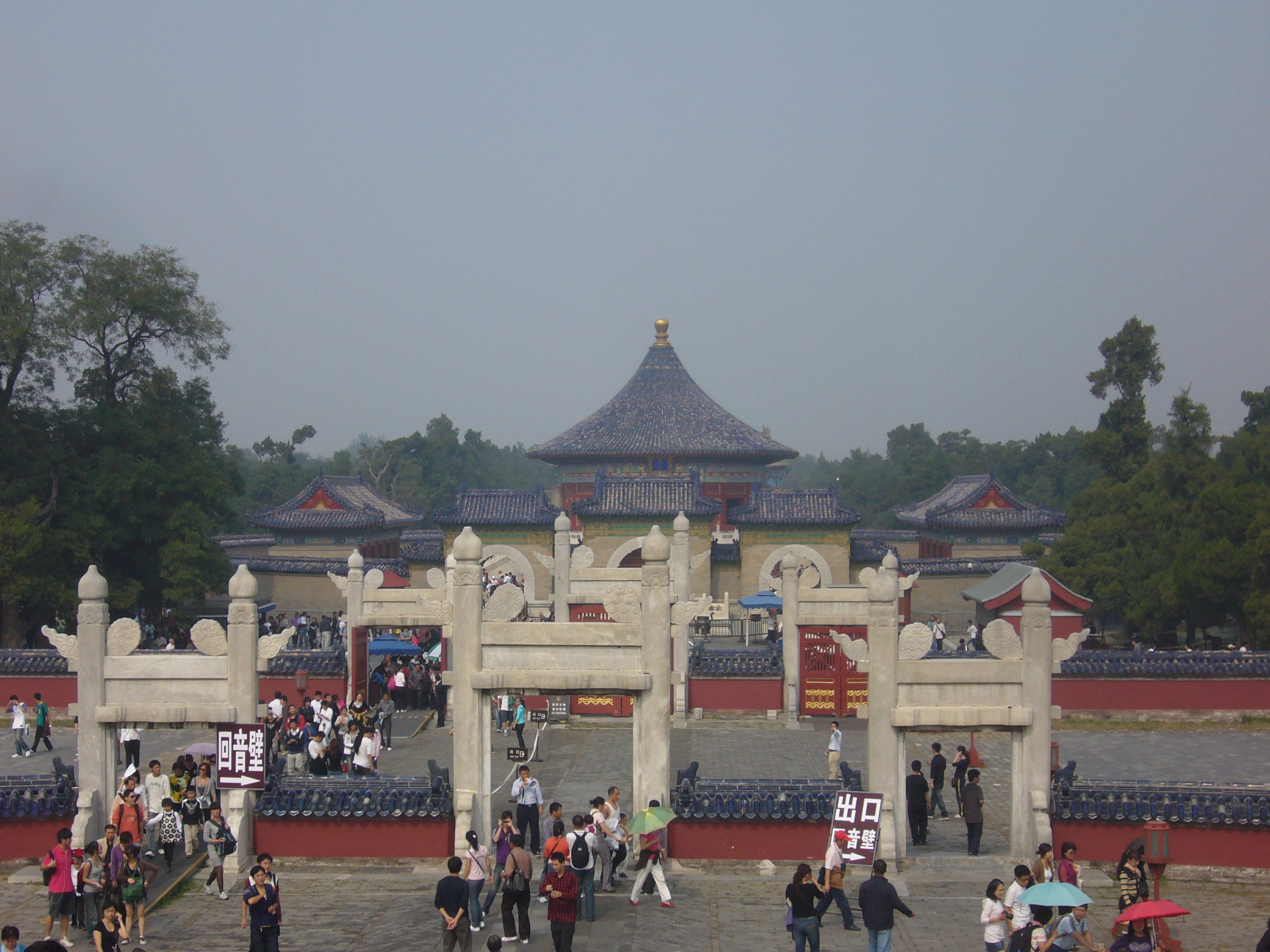
Храм Неба в Пекине
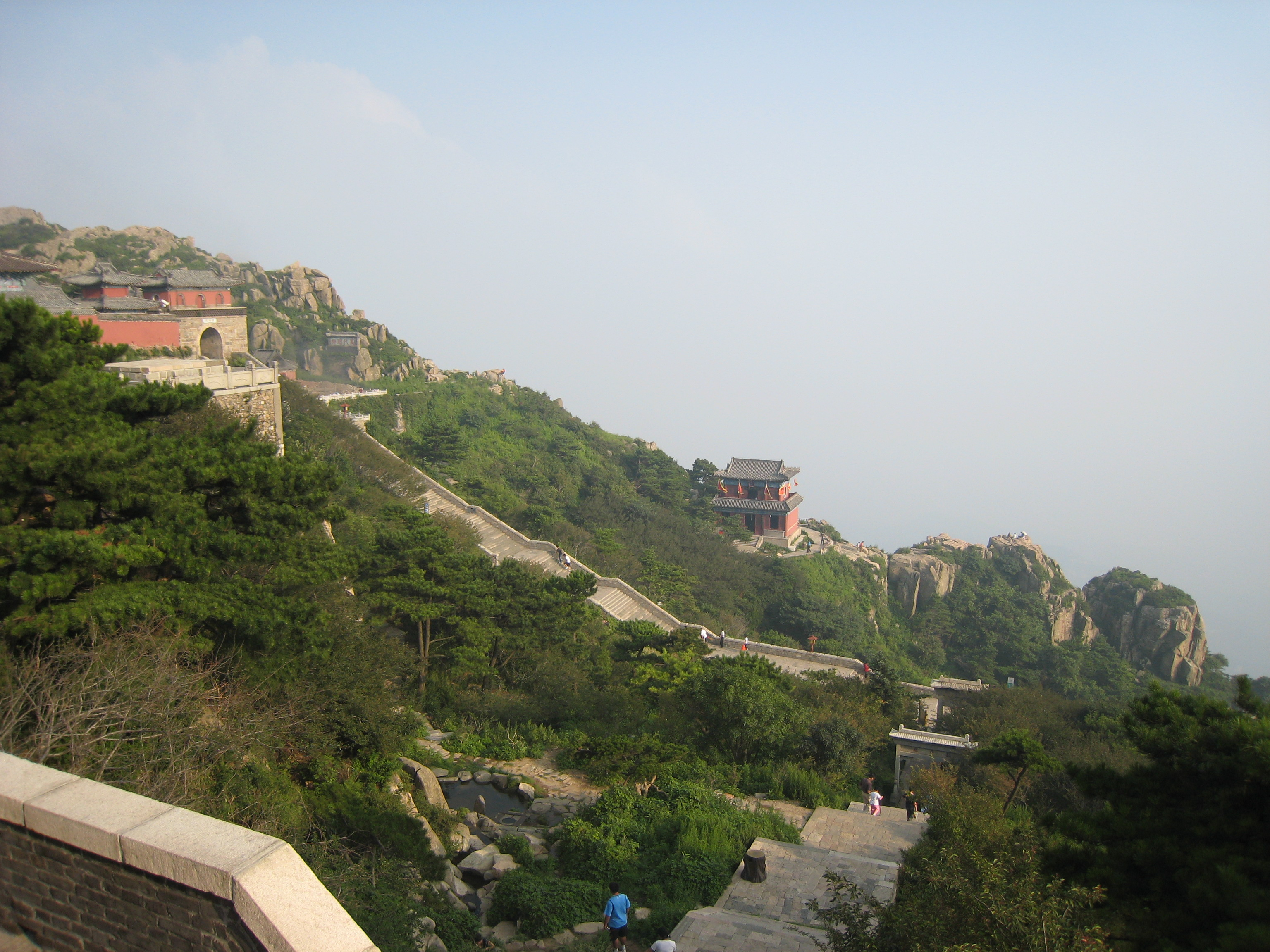
Храмы на горе Тайшань

## Великобритания. Оксфордский профессор (1873—1897)

### Возвращение в Англию. Учреждение профессорской кафедры

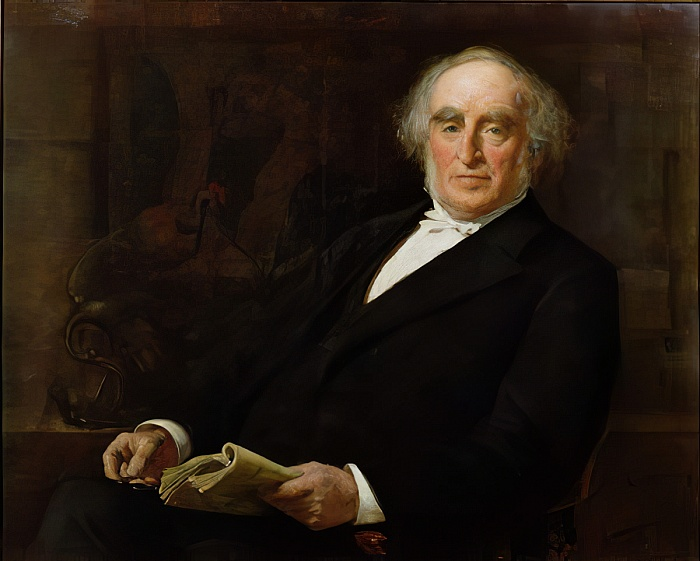
Портрет профессора Легга кисти Джеймса Элдера Кристи. Холст, масло, 135 × 112 см, Оксфорд, Корпус-Кристи колледж

После возвращения в Англию в августе 1873 года, 57-летний Легг был официально уволен из Лондонского миссионерского общества, прослужив в нём 34 года. В приветственном новогоднем адресе Восточный комитет ЛМО выражал надежду, что он завершит свои переводческие труды. Почти год Легг нигде не работал; сбережения позволяли восстанавливать здоровье и совершать поездки по Шотландии и иногда в Лондон. Ранее, в 1874 году Легг был приглашён на второй Всемирный конгресс востоковедов, но не успел подготовить доклада. Дети окончили Академию в Долларе, после чего Джеймс и Ханна переехали в Хантли. Впрочем, они не выдержали деревенской жизни, и в 1875 году супруги переехали в квартиру на Кинг-Генри-роуд в Лондоне, где Легг готовил переиздание перевода «Мэн-цзы»; иногда проповедовал в местной церкви. Вскоре пришли известия, что парижская Академия надписей наградила Легга призом Жюльена, который был только что учреждён; полагался и чек на 1500 франков. Награждение привлекло к Леггу внимание газеты Pall Mall, в редакционной статье которой вопрошалось, почему в Англии ни один классический университет не имеет ни кафедры, ни программы по восточным языкам. Вскоре было объявлено об учреждении кафедры китайского языка в Оксфорде, первым претендентом на замещение которой был провозглашён Джеймс Легг.
Собственно, идея создания кафедры китайского языка в одном из английских университетов, была инициативой купца Т. Хэнбери из Шанхая. Проект был поддержан гонконгскими предпринимателями, знавшими Легга лично. В результате был образован комитет под главенством экс-посла Р. Алкока, который предложил создать новую структуру в Оксфордском университете с фондом 3000 фунтов стерлингов (установленные 4 % доходов от этой суммы были существенно ниже жалованья миссионера). Предложение поддержал и Макс Мюллер, в апреле 1875 года оно было доведено до сведения самого Легга. Однако далее возник ряд существенных препятствий, в частности, что профессура Оксфорда и Кембриджа традиционно должна была принадлежать Англиканской церкви. Хотя с 1871 года законодательных препятствий не существовало, ни один не-англиканин не замещал кафедры. Были и проблемы финансового плана, но всё-таки Конференция Оксфордского университета 22 февраля 1876 года единогласно проголосовала за избрание Легга, о чём уведомляло официальное объявление в «Таймс». Легг стал первым профессором, который не являлся выпускником Оксфорда, не был его стипендиатом, не был членом официальной церкви; колледж Корпус-Кристи срочно присвоил ему по совокупности трудов степень магистра искусств. Официально он стал членом колледжа 31 мая 1876 года (и был переизбран в 1887 году). После этого семья Леггов переехала в Оксфорд в профессорский дом № 3 по Кейбл-Роуд.

### Жизнь в Оксфорде. Кончина

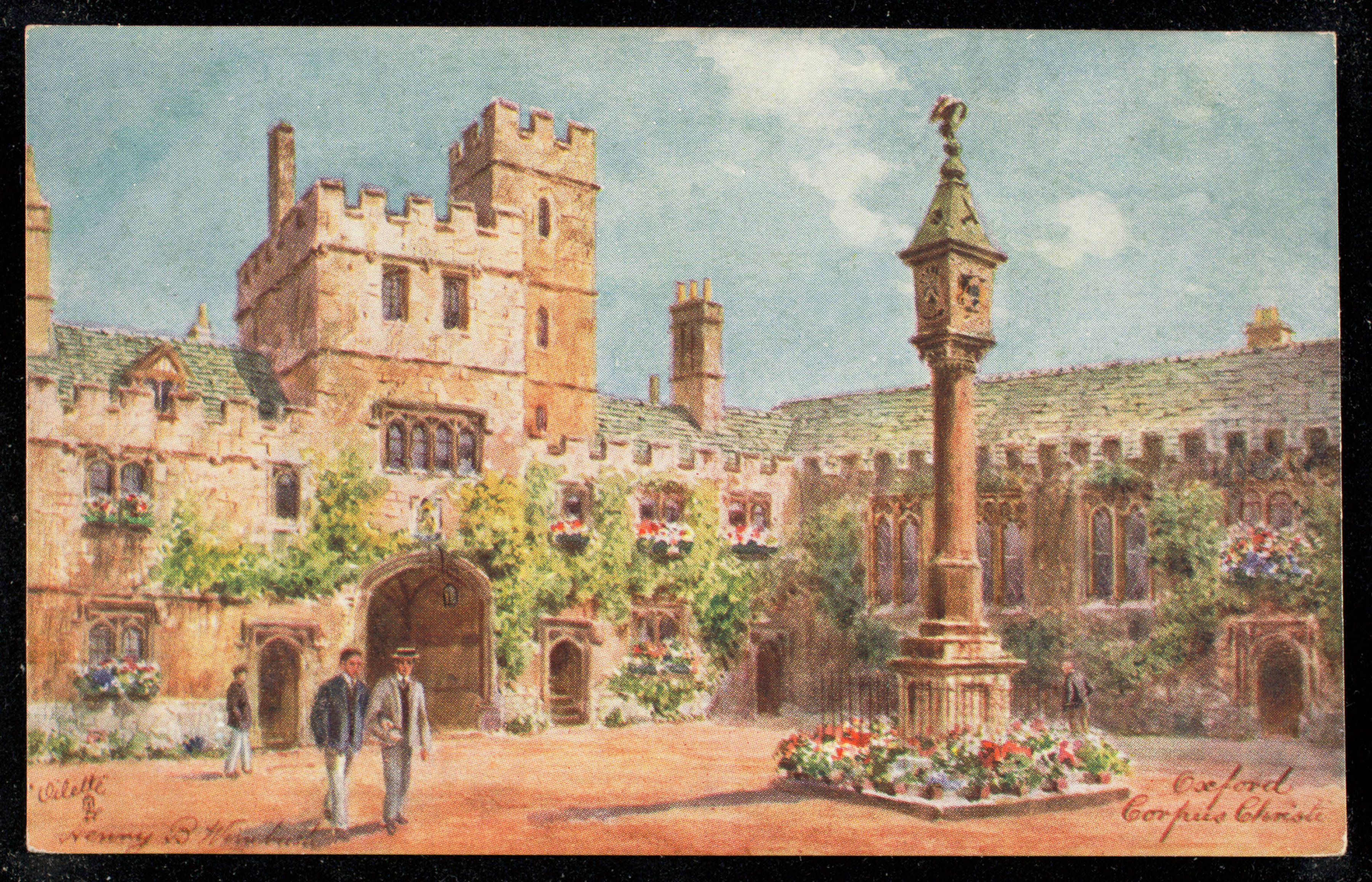
Почтовая карточка с изображением колледжа Корпус-Кристи

Оксфордский период занял 21 год жизни Легга, вплоть до самой его кончины. Профессор жил в служебном доме в Оксфорде, на вакациях посещая родные места в Шотландии. В 1878 году он был приглашён на четвёртый Международный конгресс востоковедов (Флоренция). Здесь Легг, избранный председателем секции Китая, был настолько возмущён островным шовинизмом британцев, выступавших только на родном языке, что, не владея французским в степени, достаточной для публичных выступлений, прочитал свой доклад на латыни. Возвращался он через Мюнхен, Страсбург и Париж. В 1881 году Легг совершил путешествие по Рейну, побывав в Гамбурге и Бонне. 17 апреля 1884 года Эдинбургский университет присвоил ему почётную степень доктора юриспруденции, что сопровождалось торжественной церемонией. Кроме того, в 1893 году он был принят иностранным членом Королевской академии наук Нидерландов. Легг вёл давно выработанный ритм жизни, вставал в три часа утра, и работал над текстами до завтрака в восемь. Однажды это привело к казусу: полицейский патруль счёл свет в кабинете подозрительным, дом был окружён, и агенты ворвались внутрь, застав Легга в нижнем белье, окружённого стопками книг. Старый профессор был не чужд прогрессу: охотно перешёл от свечного к газовому освещению, и от гусиного пера к стальному. Легг поддерживал отношения с коллегами, сохранилась записка от февраля 1879 года, адресованная Чарльзом Доджсоном Ханне Легг, с предложением сфотографировать 26-летнюю Мэриан Виллет (эта фотография до сих по не идентифицирована). Легг так и не присоединился к официальной церкви, и посещал частные нонконформистские богослужения. Состояние здоровья его постепенно ухудшалось: с 1878 года открылась подагра; однако зрение и слух были в порядке.
Несмотря на то, что Легг не вошёл в число оксфордской элиты, он оставался авторитетным вне академической среды. В 1876 году в Великобританию прибыло первое официальное посольство Цинской империи во главе с Го Сунтао. Легг был приглашён в Лондон, чем поспешил воспользоваться, чтобы выразить свою позицию по вопросам торговли опиумом, поскольку состоял в Англо-восточном обществе по борьбе с нею. На китайский Новый год (пришедшийся на 12 февраля 1877 года) Легг посетил китайское посольство и беседовал с Го Сунтао об опиумном вопросе, призывая выступить в Палате лордов с предложением о полном запрещении торговли наркотиками.
В начале 1880 года серьёзно заболела 58-летняя Ханна Легг, у которой развился рак молочной железы, лечением её занимался сэр Джозеф Листер. 17 июня в Лондоне была проведена операция, сначала всё шло хорошо, но 21 июня Ханна скончалась. Вскрытие показало, что произошло прободение язвы желудка, отягощённое сердечным заболеванием. 65-летний Джеймс Легг овдовел во второй раз. Главой дома стала дочь Хелен Эдит, которая вела хозяйство, заботилась об отце, и в 1905 году опубликовала его биографию.
В 1889 году в Лондоне прошёл Девятый международный конгресс востоковедов под председательством Макса Мюллера, на котором выступал и Джеймс Легг. Это мероприятие оказалось крупнейшим в XIX веке, собрав более 500 делегатов; оно закрепило статус Британии как величайшей колониальной державы на Востоке. В своём докладе Мюллер рассуждал о ведущей роли цивилизации в прогрессе и роли академической науки в познании «высшего гения арийских народов». Мюллер решительно отверг теории Лакупери о западном (ближневосточном или центральноазиатском) происхождении китайской цивилизации. Напротив, изолированное цивилизационное положение Индии и Китая означает колоссальное их значение для сравнительных исследований, поскольку в священных текстах этих стран сохранились свидетельства появления арийских и туранских пришельцев. Завершил он свой доклад сентенцией, что когда-то гений Александра Македонского принёс триумф западного прогресса на Восток, так и ныне Бог даровал Англии миссию стоять в центре всего мира, и она на практике осуществила мечту Александра — «брак между Западом и Востоком». Легг молчаливо поддерживал подобные взгляды, но сам предпочитал рутину преподавательской деятельности, и неохотно вступал в научные дискуссии. В 80-летнем возрасте он сохранял высокую степень работоспособности, и даже рассчитывал после завершения переводов «Пятикнижия» опубликовать в мюллеровской серии «Священные книги Востока» том Чжу Си и сунских неоконфуцианцев.
В 1896—1897 годах Легг несколько раз встречался с молодым китайским революционером Сунь Вэнем, начальный этап интеллектуальной карьеры в Китае которого был связан с Ван Тао. Во время одной из лондонских встреч, престарелый синолог представил его Тимоти Ричарду . Под Новый, 1897-й год, Легг взял темой традиционной публичной лекции стихотворение «Лисао», которое считал нетипичным для китайской поэзии, и посвятил ему обширную статью. Он предполагал, что она откроет серию переводов и исследования древней антологии «Чуские строфы». Впрочем, Н. Жирардо считал поэтические переводы Легга неудачными, «архаически-викторианскими», хотя их техническую точность высоко оценили уже современники. Родные упросили Легга начать написание автобиографии, которую он успел довести только до 1848 года. В пятницу, 26 ноября 1897 года профессор Легг успел провести утреннюю лекцию по китайскому языку, но потом его поразил апоплексический удар. Он впал в кому, и скончался, не приходя в сознание, 29 ноября, не дожив 21 дня до своего 82-летия. 3 декабря он был похоронен на оксфордском кладбище Вулверкот, в тот же день была проведена эксгумация первой жены Легга — Мэри-Изабеллы — и её прах был помещён в общую могилу с супругом.

## Джеймс Легг — миссионер и учёный-китаевед

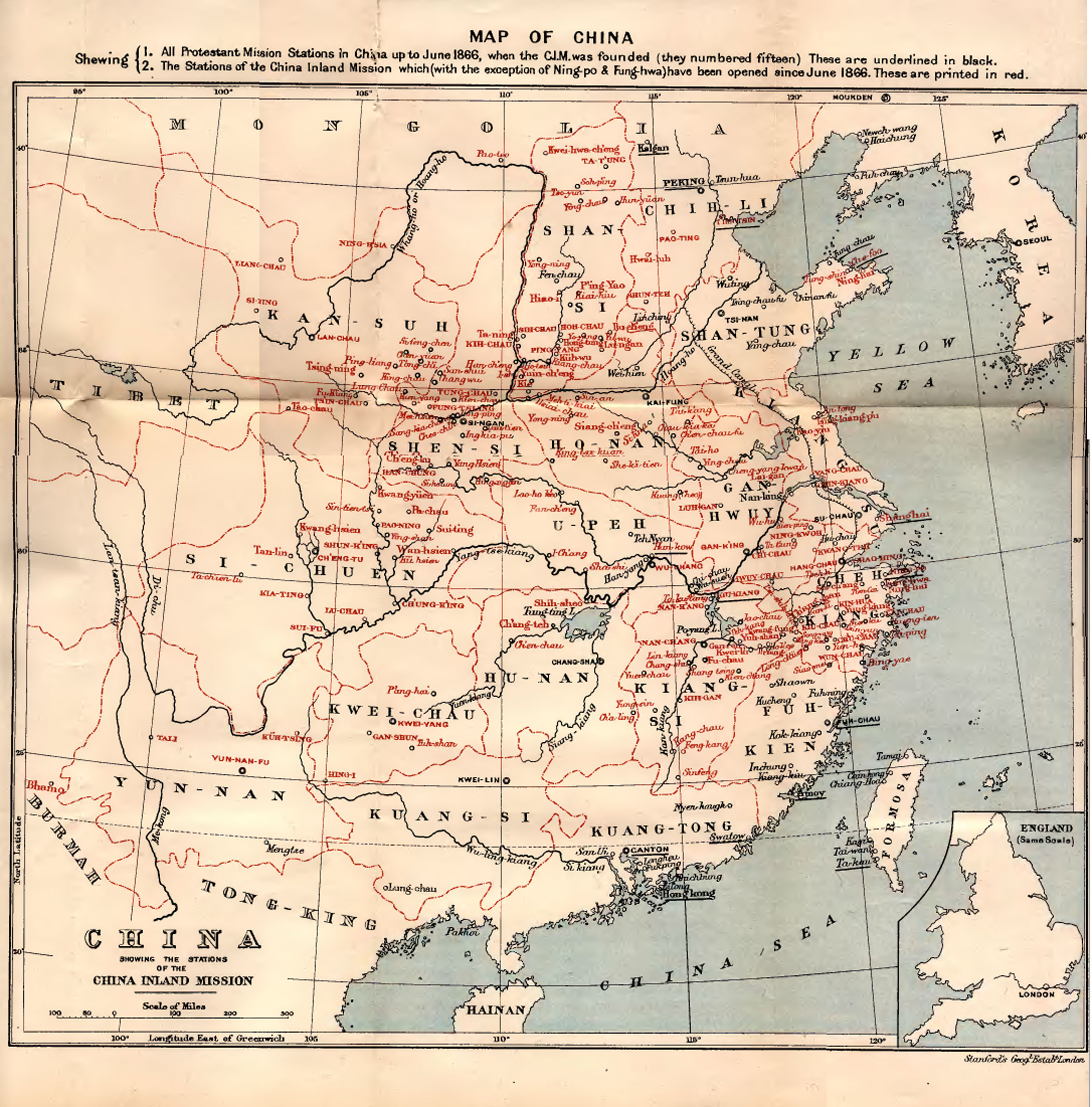
Карта протестантских миссий в Китае. Из книги Тейлор, Хадсон «A Retrospect», издание 1902 года

### Миссионеры и синология
Лондонское миссионерское общество начало работу в Китае в 1807 году, и вскоре оказалось, что даже элементарные нужды проповеди китайцам требуют определённой научной работы. Масштабы её были невелики: по подсчётам Эндрю Уоллса, лишь 10 % опубликованных миссионерскими издательствами текстов не относились к «миссиографии». Миссионеры-интеллектуалы, такие как Моррисон или Легг, являлись ничтожным меньшинством. Не случайно, что Ван Тао называл Легга в своих воспоминаниях «конфуцианцем с Запада» (кит. 西儒, пиньинь xīrú), что также подчёркивало его обособленное положение. Э. Уоллс также отметил, что миссионеры XIX века в Китае практически не занимались богословием, что резко контрастировало с ситуацией в метрополии; немногие изданные труды относились, преимущественно, к догматике и библеистике (в связи с аспектами перевода), и, отчасти, философии религии в сравнительном ключе. Хэ Цзиньшань состоялся как первый китайский богослов, и подготовил комментарии к Евангелиям от Матфея и Марка, выполненными в русле конфуцианских культурных норм и терминологии. Подобные тексты в современных исследованиях именуются «жуизмом» (Ruist, от оригинального названия конфуцианства кит. 儒家, пиньинь rújiā, палл. жуцзя). «Жуизм» оказал сильное воздействие на самых продуктивных миссионеров следующего поколения: методиста Гриффита Джона, баптиста Тимоти Ричарда и евангелиста Эрнста Фабера, которые принципиально работали на китайском языке и в системе духовных координат, понятных их потенциальной пастве; но настаивали на воплощении в этих формах модели сугубо христианской духовности.
Лорен Фистер обращала внимание на то, что подавляющее большинство миссионеров-протестантов действовали в русле «конфронтационной» стратегии. Когда это стало возможно, они погружались в глубину народной жизни, в том числе этнических меньшинств, наподобие мяо, и не интересовались признанием со стороны элитарных социальных слоёв. Эталонный проводник этой стратегии — Хадсон Тейлор — полностью отвергал китайскую традиционную «науку» именно как светскую, которая противоречит христианской духовности и образу жизни, которые он пропагандировал. Легг относился к другой группе — высокообразованных миссионеров; отчасти это было связано с тем, что китайское понятие «культура» (кит. 文化, пиньинь wénhuà, палл. вэньхуа) строго коррелирует с элитаризмом. По мнению Л. Фистер, Легг в своих научных трудах, опубликованных после 1870-х годов, то есть, когда он уже стал профессором Оксфордского университета, демонстрировал именно миссионерскую стратегию приспособления к классической китайской культуре, которую не мог реализовать, пока был сотрудником ЛМО.

### Теория перевода и «Ши цзин»
Формирование взглядов Легга на теорию и практику перевода происходило ещё в Шотландии. В нонкорформистской традиции обучение базировалось на экзегетической практике и грамотном использовании оригинальных текстов на иврите, греческом и латинском языках. Эти же методы были перенесены на китайские тексты Тринадцатиканония и даосского канона, которые Легг изучал с тех же позиций, что и китайские учёные того времени, и активно использовал оригинальный комментаторский аппарат, транслированный его китайскими сотрудниками, особенно Ван Тао. Дальнейшее развитие взглядов Легга происходило в общении с Максом Мюллером, который считал, что китайская и западная литературы были несовместимы по своей глубинной сути, что делает невозможным, например, адекватный поэтический перевод. Он публично заявил это в приветственном адресе Девятому международному конгрессу востоковедов (5 сентября 1892) и в предисловии к первому тому «Священных книг Востока». Из этого следует, что возможна только трансляция смыслов, более или менее перекодированных для восприятия западного читателя, что совпадало и с позицией Легга. При переводе «Ши цзина», Легг прямо заявил, что если пытаться воспроизводить форму оригинала, то подбор английских эквивалентов иногда был способен полностью исказить смыслы, которые они должны были передавать. Тот факт, что он заучивал конфуцианские каноны так же, как и разноязычные версии Библии, и усердно занимался комментариями с учёным носителем китайской культуры, по мнению Д. Джеффри, породило в Легге «чуткость» как к этосу, так и тончайшим нюансам семантики. Норман Жирардо даже предположил, что Легг «пытался отождествить себя с Конфуцием» и полностью соглашался с сентенцией Лунь юя «передавать, а не творить». Он же отмечал, что хотя в переводах Легга английский язык не всегда «синтаксически изящен или стилистически изыскан», миссионеру удалось в полной мере передать силу и динамизм древнекитайского канона.
Легг осознавал, что классическая китайская поэзия «нема», поскольку изначальное фонетическое прочтение «Ши цзин» или классических танских стихотворений утрачено. Читатель озвучивает иероглифику тем разговорным языком, которым владеет, и трактует стихотворение так, как если бы оно было написано современником. Легг, владея разными китайскими диалектами, рано понял, что «Ши цзин» по-разному звучит на кантонском и «севернокитайском», и это позволило ему проводить параллели с древнееврейским языком. Вероятно, Легг исходил из гипотезы, что древнекитайское письмо было консонантным, и потому разница в разных диалектах показывала, что невозможно реконструировать регулярную систему рифм оригинала. Выход из ситуации Легг нашёл в комментарии Чжу Си «искать поэзию внутри стихов». Он исходил из того, что работает со священным писанием конфуцианства, которое в системе координат китайской культуры занимает то же место, что и Пятикнижие и Евангелия в западной цивилизации. Поэтому он мог проводить аналогии между ритуалами жертвоприношения и поклонения в Псалтири и «Одах» «Ши цзина». Когда в 1873 году Легг был допущен в пекинский Храм Неба, то в экстазе пел псалмы, о чём вспоминал потом в «Религиях Китая».
Макс Мюллер писал, что переводчик восточных текстов должен отыскивать символически сокрытое в словах, не выходя за пределы предполагаемой религиозной аналогии. При переводе «Мэн-цзы», Легг прямо заявил, что конфуцианская литература содержит Божественный Закон, цитируя при этом Послание к Римлянам (Рим. 2:14), что не означало, что китайцы, как и древние евреи, имели Откровение. Однако даже такие допущения привели к острому конфликту Легга с собратьями-миссионерами.

### Спор о переводе Имени Божьего

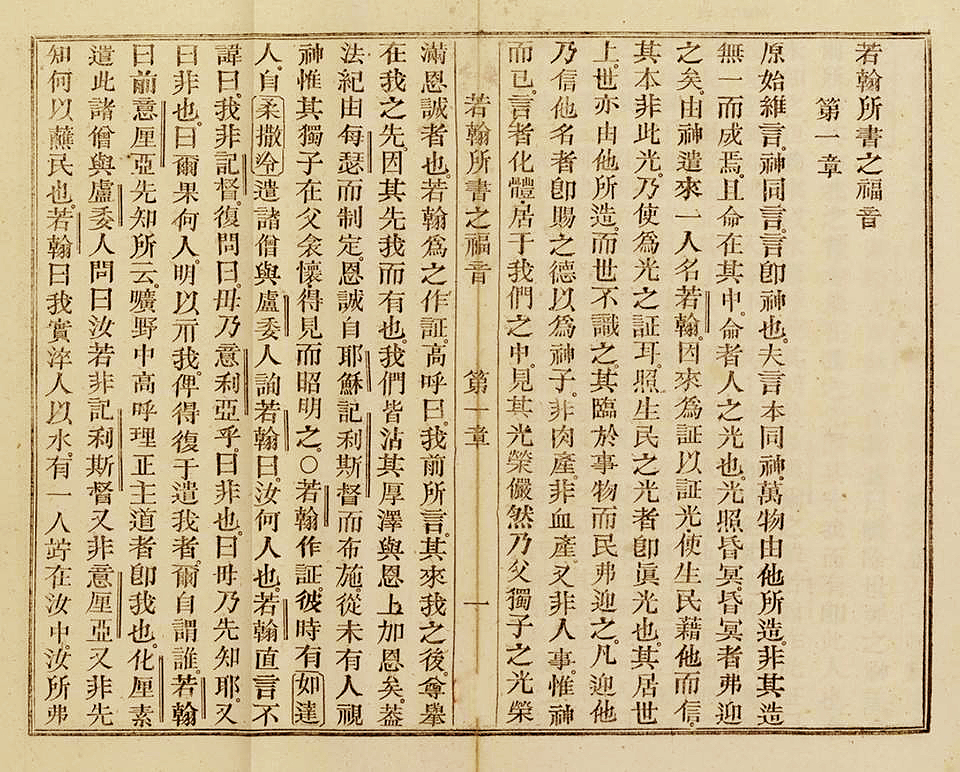
Евангелие от Иоанна в переводе Джоанеса Лассара и Джошуа Маршмана, 1813 год

#### Священное Писание и терминология
Несмотря на то, что католическая миссия непрерывно действовала в Китае с конца XVI века, лишь протестанты в первой четверти XIX века предложили полный китайский перевод Библии, доступный для широкой публики. В соответствии со своей доктриной, протестанты подчёркивали приоритет Писания, полагая, что каждый христианин должен быть в состоянии читать Библию; ещё более важным было предоставление библейского текста для потенциальных христиан. Миссионеры рано поняли значение письменного слова и литературных достижений в китайской цивилизации, и стремились, чтобы Библия была доступна на литературном китайском языке. Протестантские миссии создали полный текст Писания на китайском всего за два десятилетия после начала своей деятельности среди китайцев. Лассар и Маршмен опубликовали Евангелие от Матфея в 1810 году, а полный текст Ветхого и Нового Заветов был готов уже к 1823 году. Примерно в эти же сроки была готова Библия Моррисона — Милна. Основной задачей протестантских проповедников было создание как адекватного перевода, так и терминологическое размежевание с католиками. Дэвид Джеффри в этой связи отмечал, что практически всех протестантов в Китае объединяло то, что в Англии они, по сути, получили образование в духе позитивизма, априори признавая достижения эквивалентности в переводе. Их богословие предусматривало буквальное прочтение Библии.
Ватикан в ходе терминологических дискуссий XVIII века воспретил использование для перевода «Бог» терминов кит. трад. 上帝, пиньинь shàngdì, палл. Шанди и кит. трад. 天, пиньинь Tiān, палл. Тянь; в свою очередь, протестанты стремились избежать понятия кит. трад. 天主, пиньинь Tiānzhǔ, палл. Тяньчжу. Старшие коллеги и современники Легга, включая У. Медхёрста и У. Милна, даже предложили использование фонетических транскрипций, не связанных с терминологическим аппаратом китайской традиции. Они широко пользовались транскрипцией имени Иисуса Христа кит. трад. 耶稣基督, пиньинь Yēsū Jīdū, палл. Есу Цзиду, ссылаясь при этом на практику китайских буддистов. Для обозначения Бога-Отца была предложена транскрипция кит. упр. 耶和华, пиньинь Yēhéhuá, палл. Ехэхуа — «Иегова», связанная с выражением единства Отца и Сына, выраженного фамильным иероглифом Е (耶). Иероглиф су (稣) означал «пробуждение», то есть воскресение, передавая идею Спасения. Эта находка была столь удачной, что была воспринята не только всеми деноминациями протестантов, но и католиками. Однако в переводе Моррисона китайское имя Божье передавалось иероглифом «Дух» (кит. трад. 神, пиньинь Shén, палл. Шэнь), что и привело к дискуссии 1840—1850-х годов. Далее она с новой силой вспыхнула в середине 1860-х годов, и велась между сторонниками понятий Шанди и Шэнь.

#### Джеймс Легг иШанди
Легг принял активное участие в дискуссии с 1852 года, когда опубликовал обширную работу, в которой анализировал разные китайские понятия для божественного и возможность их использования в христианском контексте. А. В. Ломанов даже утверждал, что исследование Леггом древнекитайских текстов в поисках аргументов именования Шанди (также ди и Тянь), стало важнейшим этапом в становлении его научной карьеры. Главным его оппонентом — сторонником Шэнь — выступил американский епископ Шанхая Уильям Бун, которому и посвящена монография Легга. Легг заявил, что китайцы в древности приблизились к познанию Бога Истинного, что и было запечатлено в понятии «Всевышний Владыка» (Шанди). По сути, он повторил аргументы Маттео Риччи, позднее осуждённые Ватиканом. Легг решительно воспротивился идее транскрибирования имени Иеговы, опасаясь, что китайцы воспримут его как имя собственное иного божества. Равным образом, понятия «Владыка» (Ди) и «Всевышний Владыка», как установил Легг, являлись в древнекитайских текстах взаимозаменяемыми. Он также обнаружил в «Шан шу» упоминание, что Ди придал человечеству добродетельную природу, что сближается с христианским понятием Бога как творца и источника Закона. Ди также рассматривался как владыка, заботящийся обо всём мироздании, что также близко христианству. Напротив, Бун считал, что Шанди — это для китайцев то же, чем были Зевс и Юпитер для античных греков и римлян. Иероглиф ди используется и в обозначении китайского императора хуанди (皇帝). Иными словами, при использовании данного иероглифа для перевода первой заповеди Моисеевой, китайцы считают, что должны поклоняться только императору, противореча Библии и укореняясь во грехе обожествления светской власти. При этом Легг не исключал понятия шэнь из христианского лексикона, заметив, что оно наилучшим образом передавало понятие «Дух», поскольку является сущностной его природой. В «Версии делегатов» 1852 года, изданной в Шанхае Медхёрстом, использовались термины Шанди и Шэнь, тогда как в американской Библии 1859 года — Шэнь для Бога и Лин (灵) для Святого Духа. Окончательного разрешения спор об Имени Божьем так и не получил.
Согласно Дэвиду Джеффри, позиция Легга не была понята его коллегами. В монографии Легга главный пафос был направлен не на понятие Шанди, а на обличение нечувствительности миссионеров к достижениям китайской культуры. Легг повторял свою излюбленную мысль, что перевод и проповедь Евангелия настоятельно требуют предварительного знания китайской культуры, усвоения её уникального дискурса. Не понимающие этого шли в неверном направлении, что и объясняло неуспех проповеди в Китае. Исследовательница Лорен Фистер (Гонконгский баптистский университет) считала, что неприятие синологического подхода Легга со стороны миссионеров объяснялось и социальными причинами, а не только теологическими или культурными. Использование конфуцианских текстов могло привести миссионеров под надзор цинских властей, поскольку конфуцианские религиозные ритуалы отправлялись именно учёными-чиновниками. «Окитаивание» грозило сделать все евангелизаторские усилия уделом маргиналов. Ирландский баптистский миссионер Джон Макгован выразил это как альтернативу: «Христос или Конфуций?». Иными словами, подавляющее большинство миссионеров стремились «переделать» китайцев под привычную им европейскую модель религиозности, мысля в категориях индивидуального сознания. Легг, по-видимому, оперировал категориями коллективного сознания китайского народа, которое формировалось тысячелетиями. Отсюда и его параллели между конфуцианским каноном и еврейским Ветхим Заветом.

### Представления Дж. Легга о конфуцианстве

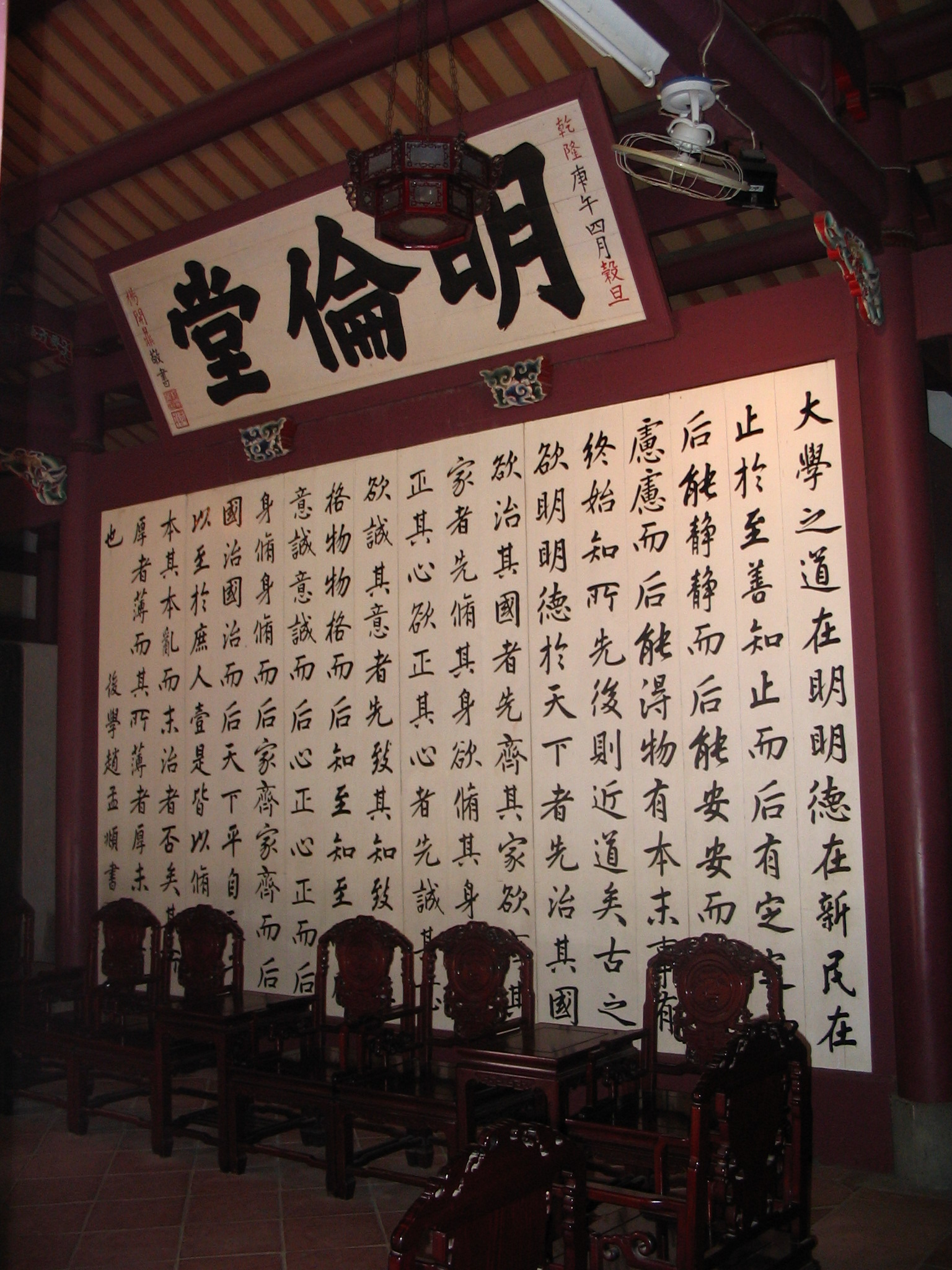
Зал Чистой этики в храме Конфуция в Тайнане. На экране каллиграфически переписан канон «Да сюэ»; воспроизведён почерк Чжао Мэнфу. Фото 2006 года

Современники воспринимали Легга, в первую очередь, как переводчика основополагающих текстов китайской философии. Его младший коллега Джайлс характеризовал легговские переводы как «величайший вклад в китаистику». Другой коллега Легга Джозеф Эдкинс поставил значение его «Китайских классиков» для синологов в один ряд с «Библией для христианина» и «Шекспиром для изучающих английскую литературу». Будучи по профессии миссионером, Легг исходил из самоценности автохтонной китайской культуры, и стремился сделать Восток понятным Западу. В процессе работы произошёл обратный поворот: Легг постепенно пришёл к выводу, что западному миру есть чему научиться и что воспринять у китайцев. В корректной форме это можно было сделать через надёжный корпус переводов, которыми могли бы пользоваться будущие поколения учёных, расширяя степень взаимопонимания. Обобщающий труд Легга «Религии Китая» был написан на основе публичной лекции в Лондоне, произнесённой по приглашению Пресвитерианской церкви Англии. Тревор Харт характеризовал её «если не как энкомий, то, по крайней мере, как рассказ, проникнутый теплотой и „позитивной дискриминацией“».
Трактуя о конфуцианстве, которое в течение полувека было главным предметом его интересов, Легг демонстрировал своеобразие взглядов. Под «конфуцианством» он подразумевал пятитысячелетнюю религиозную традицию Китая, которая была кодифицирована на одном из этапов Конфуцием, причём степень передачи традиции и степень её модернизации едва ли могут быть определены. Легг не сомневался, что Конфуций был религиозным деятелем в строгом смысле слова, а не моралистом или кодификатором этикета. С другой стороны, в духе пиетизма, Легг считал конфуциево мировоззрение глубоко монотеистическим, которое он, как и в своих переводах 1860-х годов сопоставлял с религией Древнего Израиля, и писал, что в понятии Неба (Тянь) «великая сила имени Иеговы, которое открыл сам Бог Моисею». Небо «для китайских Отцов» было тем же, что абсолютное Божество для избранного Им народа. Объективно Легг не мог отрицать, что в конфуцианском культе представлены многочисленные сверхъестественные существа, связанные с разными аспектами тварного мира, поклонение которым предписывалось этикетными правилами и классиками учения. Легг классифицировал религиозные практики конфуцианства как элитарные, разные для «низших» и «высших». Для простолюдинов предписывался культ предков, санкционированный верховной властью, причём роль императора в обществе приравнивалась к отцу семейства. Однако за бесконечным многообразием божеств и духов, Легг видел единого истинного Бога (Ди), воля которого передавалась через сотворённых Им посланников. Учение о китайском Боге Легг основывал на своих переводах «Шу цзина» и «Ши цзина», которые сопоставлял с библейскими текстами. В конфуцианских текстах миссионер Легг в своё время обнаружил своего рода «Второзаконие».
Легг по определению не мог признать равноценность конфуцианства и христианства. Оптимизм китайской антропологии противоречил иудейской и христианской доктрине греховности человеческой природы. По Леггу, конфуцианство не в состоянии предложить ни морального объяснения реального человеческого поведения, ни теологически удовлетворительного изложения моральных стандартов. В этом плане конфуцианство не является Praeparatio evangelica или, своего рода, «анонимным христианством» (ссылаясь на «Неведомого бога», Деян. 17:23). Однако, согласно Т. Ханту, слабость Легга проявилась, когда он выходил за пределы перевода, и пытался сопоставлять доктрины конфуцианства и христианства. Он не мог разрешить вопрос, каким образом его миссионерские усилия могут обратить тех, чьими мыслями и убеждениями он занимался как учёный. Более того, почти невозможно было примирить тезисы о крещении (буквальном или метафорическом) и восприятии иной культуры и научению от неё. Тем не менее, согласно Т. Ханту, Легг может предоставить возможность своего рода этической герменевтики, в русле которой работа по переводу (в самом широком смысле) не приводит к подчинению, а трактует «инаковость противоположной стороны в общем стремлении к свету, который равно освещает всех».

### Эволюция взглядов Легга на личность Конфуция
Лорен Фистер проанализировала изменение взглядов Легга на личность основоположника конфуцианского учения. Это заметно по очерку о Конфуции, помещённом в первый том «Китайской классики»; версии отличались в изданиях 1861 и 1893 годов. Во время профессорской работы в Оксфорде, после 1875 года, Легг пересмотрел некоторые свои выводы, и редактировал переводы и комментарии, но успел сделать это только для «Четверокнижия» (в переиздании 1893 года применялась транскрипция Джайлса — Уэйда), остальные тома были простой перепечаткой вышедшей ранее серии. В конце очерка о Конфуции 1861 года, Легг, фактически, осудил его и заявил, что не в состоянии назвать его великим человеком:

Он не опередил своего века, и не возвысился на уровнем правителей и учёных своего времени. Он не пролил никакого света на вопросы, которые волновали его эпоху. Он не придал нового импульса религии. Он не выказывал симпатии прогрессу. Его влияние было огромным, но ныне постепенно исчезает. Я полагаю, что народная вера в него скоро рассеется.
По мнению Л. Фистер, он имел в виду Тайпинское восстание, которое во время работы над переводом и очерками ещё не было подавлено, и не исключал силового свержения династии Цин. После 1870-х годов, когда конфуцианские чиновники сумели отстоять династию и показали, что способны к реформам, тон поменялся. В «Пролегоменах» издания 1893 года Легг писал следующее:

Надеюсь, что не допустил несправедливости; чем более я изучал его учение и личность, тем более росло уважение. Он был величайшим человеком, и его влияние, в общем, принесло великую пользу китайцам, тогда как его учение предполагает важный урок всем нам, кто принадлежит учению Христову.
Работая над биографией Конфуция, изложенной в строго хронологическом порядке, Легг, помимо собственных штудий над Тринадцатиканонием (отвергнув притом Чжу Си), пользовался стандартными цинскими комментариями и главой «Старинный род Конфуция», написанной Сыма Цянем. После многолетних работ с синтетической цинской конфуцианской традицией, Легг остался при мнении, что почитание Конфуция лишь демонстрировало, что древние китайцы не ведали Бога, и потому не могли познать самих себя. Это не противоречило утверждениям, что древнейшие тексты конфуцианского канона содержали понятие Бога, примерно такое же, как в библейских текстах. Противоречие снималось в духе теорий Макса Мюллера: более ранние стадии развития религии представляют более «чистое» выражение духовности, тогда как на поздних происходит искажение за счёт развития мифологии и традиции. По мнению Л. Фистер, Легг мог разделить Четверокнижие на два разных тома в своих переводах («Мэн-цзы» печатался отдельно) не только из-за большого объёма, но из-за стремления противопоставить «подлинного» Конфуция его эпигонам. Например, в Конфуции его привлекало смирение, которое контрастировало с самоуверенностью Мэн-цзы. К «нечестию» позднейших конфуцианцев сам Учитель десяти тысяч поколений отношения не имел, и не мог нести за это ответственности.

### Переводы конфуцианских канонических текстов
Автор первого на русском языке «Очерка истории китайской литературы» (1880) академик В. П. Васильев именовал легговские переводы «единственным капитальным трудом, который ещё долго не потребует переделки». Также Василий Павлович свидетельствовал, что «автор воспользовался всеми материалами, какие только можно найти в китайских
источниках», хотя и критиковал его за чрезмерное доверие к китайским комментаторам. Живший двумя поколениями позже В. М. Алексеев в своей «Рабочей библиографии китаиста» (основной текст которой был закончен в 1934 году, хотя и дополнялся до конца следующего десятилетия) также много внимания уделял переводам Легга. Он характеризовал «Китайских классиков» как «монументальный труд, основанный на обширном эклектическом китайском комментарии и на живом пересказе хорошего туземного эрудита». Равным образом, пролегомены Легга, по мнению В. М. Алексеева, «составили целую эпоху, заместив собою… все предыдущие европейские книги и статьи о китайских классиках», хотя он отмечал и их «миссионерскую предвзятость». Особой похвалы удостоились комментарии, в которых Легг «не злоупотреблял своей свободой» ни в выборе комментатора, ни в ясности и точности выводов даже из противоречащих сведений первоисточника.

#### «Шу цзин» и «Чуньцю Цзочжуань»

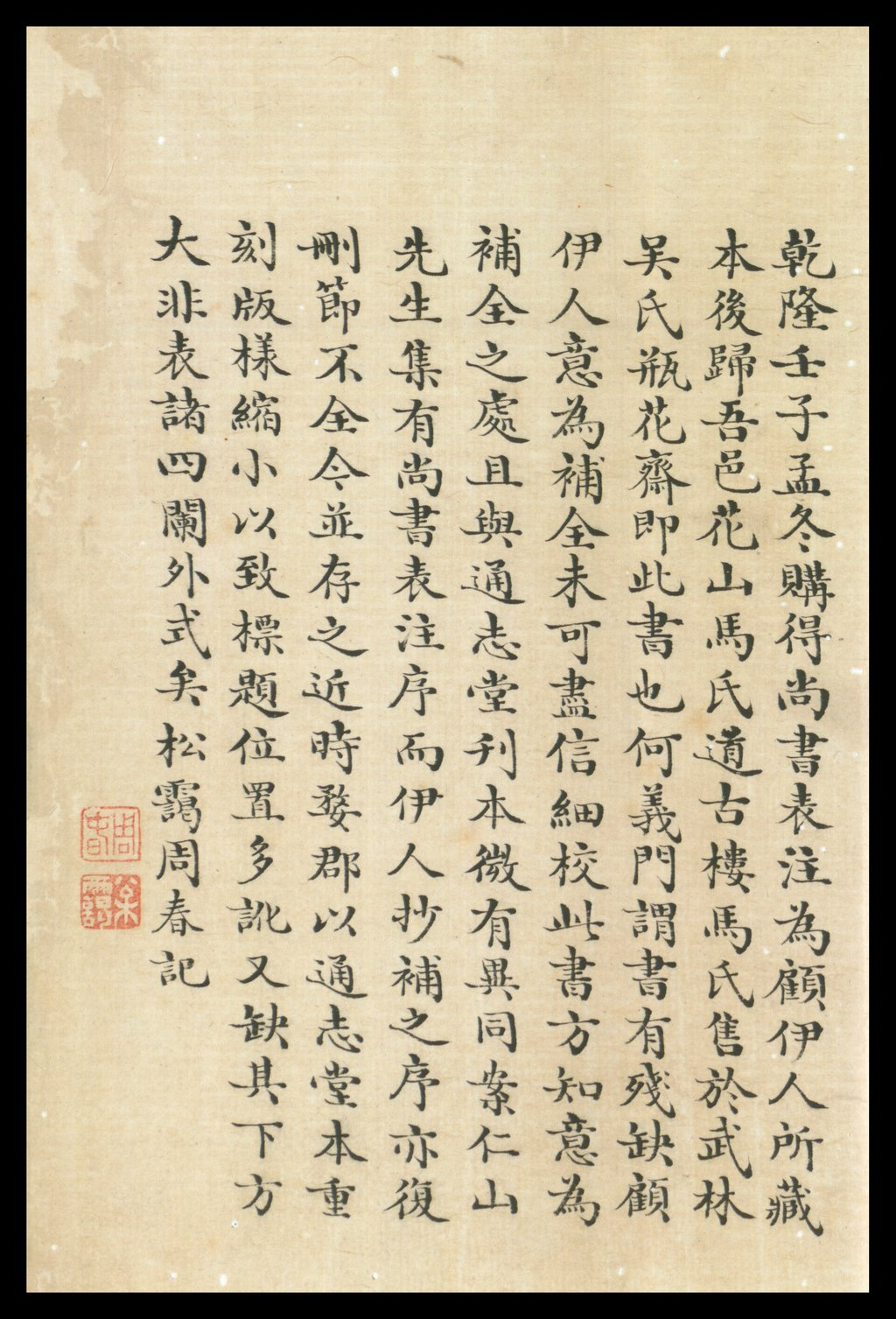
Страница издания «Шан шу», подготовленного Цзинь Люйсяном во второй половине XIII века

Полный перевод «Шу цзина», выполненный Леггом, составил весь объём третьего тома «Китайских классиков», опубликованного в двух частях, и считается наиболее авторитетным и цитируемым переводом на английский язык. Миссионера-синолога заинтересовало в древнем конфуцианском каноне то, что событийный ряд древнейшей истории Китая лучше соотносился с ветхозаветными писаниями, нежели новозаветными. В предисловии он сообщал, что своим переводом может опровергнуть официальную цинскую трактовку текста и «оказать услугу китайской нации и облегчить путь к принятию христианства её чиновниками и народом». Легг охарактеризовал выпущенные до него переводы Гобиля и Медхёрста, критикуя последний за поспешность и отсутствие консультаций с китайскими учёными — носителями языка. Свою задачу Легг сформулировал как «возможно более верную» передачу текста китайского оригинала. По мнению В. Майорова и Л. Стеженской, общий подход Легга при работе с «Шан шу» напоминал методологию Чжу Си, но окрашенный в христианские тона. Признавая наличие в оригинале множества тёмных мест, он прямо отсылает к Библии, в которой непонятных мест не меньше, но это не делает Писание непонятным в целом. Легг отказался от собственного толкования проблемных мест, используя «определённое мнение, имеющееся в китайской традиции». В предисловии он писал, что брался за перевод «Канона истории», по крайней мере, трижды.
При переводе Легг использовал 58 китайских словарей, справочников, и комментированных изданий. Несмотря на высокую оценку цинских официальных изданий с набором комментариев, 14 позиций в библиографии были частными сочинениями, выражавшими только идеи их авторов. Разбивка китайского текста для смыслового членения и удобства читателя, Леггом была дана по учебному изданию Цзоу Шэнмо (1692—1762), в котором разъяснение сути текста дано по выделенным главам и параграфам. В состав своего перевода Легг включил «Малое предисловие», в котором указаны названия 81 главы древнего текста и 100 мерных глав-пянь, якобы, составлявшие содержание «Шу цзина» до его сожжения в 213 году до н. э. В состав «Пролегоменов» Легг включил свой перевод «Бамбуковых анналов» и статью о древнекитайской астрономии, написанной Дж. Чалмерсом.
Легг также осознавал значение краткой летописи «Вёсен и осеней», которую традиция приписывала авторству лично Конфуция; в канонических сводах её публиковали вместе с обрамляющим текстом «Цзочжуани». Джеймс Легг предпринял полный комментированный перевод обоих, и этот труд был настолько масштабным, что так и остался единственным на английском языке вплоть до 2017 года. При переводе обоих текстов главным ассистентом Легга был Ван Тао — образованный китайский христианин, начинавший работу с Медхёрстом при подготовке «Версии делегатов». Ван Тао, получив классическое образование и имея степень сюцай, не принадлежал ни к одной из конфуцианских школ XIX века, заимствуя из них (по его мнению) лучшее. Этот эклектизм разделял и Легг, что отразилось в переводе и комментариях к нему. По воспоминаниям Ван Тао, работая над текстами конфуцианского канона, Легг всегда подробно изучал комментарии ханьской эпохи (Кун Аньго и Чжэн Сюаня) и сопоставлял их с суждениями сунских неоконфуцианцев — братьев Чэн и Чжу Си. Вместе с Ван Тао Легг приступил к подготовке перевода «Шу цзина». В предисловии к нему, датированном 12 июля 1865 года, Легг указывал, что «вклад Ван Тао» был значительным, «он преуспел в классиках едва ли не больше, чем кто-либо из его соотечественников, которых только знал автор… [Ван Тао] предоставил все сокровища своей большой и хорошо подобранной библиотеки… и не только помог разъяснениями, но и оживил процесс работы». Содержательную часть к комментариям вплоть до последнего тома готовил именно Ван Тао, причём по просьбе Легга он отбирал нестандартные комментарии китайских учёных, неизвестных исследователям Запада. Комментарии Ван Тао составили целую эпоху в китайском каноноведении (по определению Джозефа Левенсона): находясь в Европе, в конце 1860-х годов он для перепроверки хронологии летописи «Чунь цю» при помощи миссионера Джона Чалмерса взялся пересчитать календарные даты и привязать их к солнечным и лунным затмениям, используя научный аппарат западной математики и астрономии. Однако ко времени, когда Легг занялся переводом «И-цзина», Ван Тао уже начал собственные издательские проекты и от работы отказался.

#### Перевод «И-цзина»
Сянганский исследователь Хань Цзыци (Tze-ki Hon, 韓子奇) отмечал, что для Джеймса Легга перевод «Книги перемен» составил самую большую проблему изо всех, которые вставали при переводе конфуцианского канона. В предисловии к опубликованному тексту он писал, что первоначальный перевод был выполнен ещё в 1855 году, но сам Легг осознавал, что он не соответствовал ни содержанию, ни стилю памятника. Рукопись второго варианта перевода сильно пострадала в 1870 году во время морской перевозки в Гонконг. После 1874 года Легг полностью пересмотрел свои взгляды на памятник, и взялся за его перевод в третий раз. Хань Цзыци объяснил, почему перевод не попал в издание «Конфуцианских классиков»: если в годы служения в Гонконге Легг переводил каноны конфуцианства, чтобы облегчить труд миссионера, то сделавшись профессором в Оксфорде стал пропагандировать китайскую цивилизацию в контексте сравнительной культурологии. Иными словами, труд по переводу стал творением учёного, который рассматривал Китай как предмет научных исследований, а не страну для обращения. В результате в 1882 году «И цзин» вышел в 16-м томе «Священных книг Востока», и этот перевод стал единоличным творением Легга, ему более не ассистировали китайские учёные. Он основывался на школьном издании 1683 года «кит. трад. 日講易經解義, пиньинь Rìjiǎng yìjīng jiěyì, палл. Жицзян Ицзин цзеи» (предназначенном для воспитания будущих маньчжурских принцев) и сборника комментариев 1715 года под редакцией Лю Гуанди «кит. трад. 周易折中, пиньинь Zhōuyì zhézhōng, палл. Чжоу и чжэчжун».
В западной синологии «И цзин» оставался непонятым и недооценённым до такой степени, что дочь Легга Хелен Эдит в биографии отца прямо задавалась вопросом, зачем он, при всей своей образованности, потратил столько лет жизни на «странный» текст. Поэтому Хань Цзыци именовал работу Легга «уникальной», поскольку она следовала методологии, в корне отличной от его предшественников. В отличие от буквального перевода иезуита Режиса, Легг обратился к переводу смыслов, или «идиоматическому», как он его обозначал; это позволяло понять логику текста и целостную структуру, вместо попыток передать смыслы каждого отдельного слова. Легг писал, что это позволяет создать «видение ума в уме». Он стремился сделать текст удобопонятным, и для этого решительно отделил древнейшие слои текста от комментариев, став первым западным учёным, который осмелился исправить китайский оригинал. Впрочем, в этом он тоже следовал изданию Лю Гуанди, который рассматривал «И цзин» как исторический источник. Легг отнёс составление древнейшего слоя текста к эпохе Западного Чжоу, то есть сделал его третьим после «Шу цзина» и «Ши цзина». В своих комментариях Легг решительно отверг гадательный статус трактата, и доказывал, что это собрание коротких исторических сентенций, в которых иносказательно описано создание домом Чжоу феодальной системы. Также Легг отказался от обычных для себя параллелей с ветхозаветной поэтикой и примордиальными сущностями, и отверг всякую мистическую составляющую, призвав читателя «смежить чресла для удержания книги, и не рассуждать о её тайнах и необъяснимости».
«Историзировать» древний набор комментариев к «И цзину» — так называемые «Десять крыльев» — Леггу, однако, не удалось. Они не предлагали никакого исторического прочтения гексаграмм основного текста, вообще не имели исторического содержания, а содержательно были тёмными до такой степени, что тексты Сюйгуа и Цзайгуа Леггу пришлось переводить строго буквально, чего он всю жизнь избегал в своих трудах. Легга — философа и миссионера — беспокоило также отсутствие философского содержания и даже вопросов космогонии в Сицы чжуани. В двух разделах Шогуа Легг даже обнаружил свидетельства о прозрении Бога, сопоставимые с «Посланием к Римлянам», но негодовал из-за того, что неизвестный древний автор «остановился на полдороге». В этом отношении Хань Цзыци отмечал, что Легг никогда не смог полностью перейти от миссионерских на академические позиции, но для викторианской эпохи он отличался непредубеждённостью. В результате он соглашался с мнением Н. Жирардо, что Легг оказался успешнее в деле «научения учёных Запада видению Древнего Китая», нежели «евангелизации Китая». Однако Легг — читатель конфуцианских канонов — всегда оставался миссионером, и так не смог примириться с тем, что конфуцианская (и даосская) Вселенная — есть спонтанно самозарождающийся и самопорождающий жизненный поток, который вообще не требовал фигуры Творца.

#### Перевод «Ли цзи»
В начале 1860-х годов Станислас Жюльен выражал сомнение, что одному человеку хватит жизни, чтобы завершить перевод столь объёмного сочинения, как «Ли цзи». Джеймсу Леггу оказалось достаточным четверти века: в предисловии к переводу, изданному в «Священных книгах Востока», он упоминал, что перевёл пять или шесть книг (из 46), ещё находясь в Китае, но только в 1883 году он смог заниматься только вопросами этого канона. Его главным источником послужило издание 1322 года с комментарием Чэнь Хао, а также он работал с неопубликованным переводом Александра Уайли и объёмной подборкой комментариев, созданной Ван Тао полутора десятилетиями ранее, и французским переводом Ж. Каллери. Как обычно, своей «основной и единственной» целью он объявлял удобопонятность текста, и Норман Жирардо очень высоко оценивал результаты этого труда, считая эталоном перевод на французский и латинский языки Серафина Куврёра. Тот же Н. Жирардо считал судьбу этого перевода неудачной, поскольку он отличался от «квази-протестантизма» Четверокнижия, новаторства «Книги Перемен» и «ясности» даосских текстов. В связи с увлечением западной, особенно англоязычной, гуманитарии социальными и политическими проблемами, детальные перечисления ритуалов и кропотливая работа с терминологией, казались «устаревшими» и даже «утомительными», и оттого неактуальными. При этом обращение Легга к «Канону церемоний» не могло не диктоваться его миссионерской практикой, поскольку моральное и религиозное значение данного набора текстов сыграло важную роль в его работах над китайской культурой. Н. Жирардо называл методы работы Легга прогрессивными даже по меркам XXI века, но они не привели к детальному и нейтральному исследованию государственной религии Древнего Китая, и даже современные синологи до известной степени избегают фундаментального ритуального базиса китайской традиции.

### Легг и даосизм

#### Переводы даосских текстов
К основополагающим текстам даосизма Легг обратился к концу жизни, и его переводы составили 39-й и 40-й тома серии «Священные книги Востока», первый из которых содержит обширное «Введение». Переводчик так обосновал выбор текстов: помимо «Дао-дэ цзина» и «Чжуан-цзы», ещё и «Главы об отклике Высшего Величайшего», а также восемь коротких текстов в виде приложения. Выбор данных текстов объяснялся полемикой с «Даосскими текстами» Фредерика Бальфура. Хотя Легг утверждал, что познание даосской традиции должно исключать влияние конфуцианства, три приложения включали тексты, написанные конфуцианцами, вероятно, как дополнительные материалы к полемике с Бальфуром. Легг кратко описывал собственно религиозный даосизм, трактуя его как «тривиальный», включив «Ганьин пянь» как «популярный» в Китае текст, тем более, что его высоко ценили основоположники французской синологии Абель-Ремюза и Жюльен. О разнице подходов свидетельствует тот факт, что перевод этого трактата Жюльеном занял более 500 страниц, тогда как Легг обошёлся выдержками и перифразом вдесятеро меньшего объёма. Равным образом, «Дао-дэ цзин» и «Чжуан-цзы» Легг трактовал как «спекулятивно-философские», а не религиозные тексты. По мнению Чжао Цзина, различие между философским (кит. трад. 道家, пиньинь dàojiā, палл. даоцзя) и религиозным даосизмом (кит. трад. 道教, пиньинь dàojiào, палл. даоцзяо), которое прочно укоренилось в китайской мысли XX века, было предложено и обосновано именно Леггом. Легг полагал, что для понимания природы даосизма и её изменения, следует понимать специфику китайской культуры после прививки к ней буддизма. Поэтому в предисловии, когда даётся характеристика китайским религиозным течениям, даосизм именуется «деградировавшим придатком буддизма», а не «продолжением философских спекуляций Лао-цзы и Чжуан-цзы». Легг не скрывал своих конфуцианских предпочтений, поскольку именно конфуцианская религиозно-философская система признавала, по его мнению, существование и власть Верховного Существа, которое продиктовало учение о природе человека, его долге и общеобязательных моральных и социальных принципах.
Следуя китайской комментаторской традиции, Легг заявил, что даосизм зародился ещё до Лао-цзы, совершенно отличался от конфуцианства, был, по сути, безрелигиозным, и почти не содержал свидетельств о едином истинном Боге. Столкнувшись с проблемой отнесения даосских канонов к писаниям (кит. трад. 經, упр. 经, пиньинь jīng, палл. цзин), Легг основывался на «Исторических записках» Сыма Цяня, который был для него важнейшим авторитетом. Рассматривая «Дао-дэ цзин» как философский текст, он транслировал мифологемы Сыма Цяня. В частности, это касалось имени «Лао-цзы», которое считал почётными титулом, и переводил как «Old Philosopher» или «Old Gentleman» (латинским аналогом был «Сенека»). Герберт Джайлс ещё в 1886 году усомнился в традиционных датировках и толкованиях и «Дао-дэ цзина», и «Чжуан-цзы», однако Легг демонстративно следовал Сыма Цяню. Кроме того, Леггу были отлично известны ссылки на «Дао-дэ цзин» в «Хань Фэй-цзы», «Хуайнань-цзы», а также в каталогах императорских библиотек династий Хань и Суй, помещённых в династических историях; хотя он признавал возможность существования параллельных рукописных традиций. Дискуссия Джайлса и Легга предвосхитила важные текстологические открытия относительно «Дао-дэ цзина», последовавшие со второй половины XX века. Легг был представителем двойной традиции: китайской текстологии, основанной на личной начитанности в корпусе первоисточников и комментариев, и европейской библейской герменевтики. Тем не менее, В. М. Алексеев, полагал, что «философская интуиция Легга далека от адекватности трактуемому тексту», а его транскрипцию он вообще именовал «оптически вредной».
Легг осуществлял перевод по антологии Шицзы цюаньшу (十子全书), изданной в Сучжоу в 1804 году. В свою очередь, она была выборкой из собрания сочинений 94 философов с комментариями Гуй Югуана, который воспроизвёл также наиболее авторитетный комментарий к Лао-цзы — «Хэшангун». Кроме того, Легг пользовался сводкой 64 комментариев к «Дао-дэ цзину» Цзяо Хуна. Чжао Цзин предполагал, что выбор именно этих компиляций объяснялся влиянием С. Жюльена, который, выполняя собственные переводы, пользовался именно ими. Прочие использованные издания отражали традицию комментариев Мин — Цин. Чжао Цзин утверждал, что перевод Чжуан-цзы, выполненный Леггом, уступал даодэцзиновскому, был неровным в литературном отношении, эклектичен по методу, а в некоторых местах прямо сомнителен. Одной из причин являлось то, что в распоряжении профессора Легга уже не было китайских секретарей и помощников, на что он прямо сетовал в предисловии.

#### Дао, вера и сравнительное религиоведение

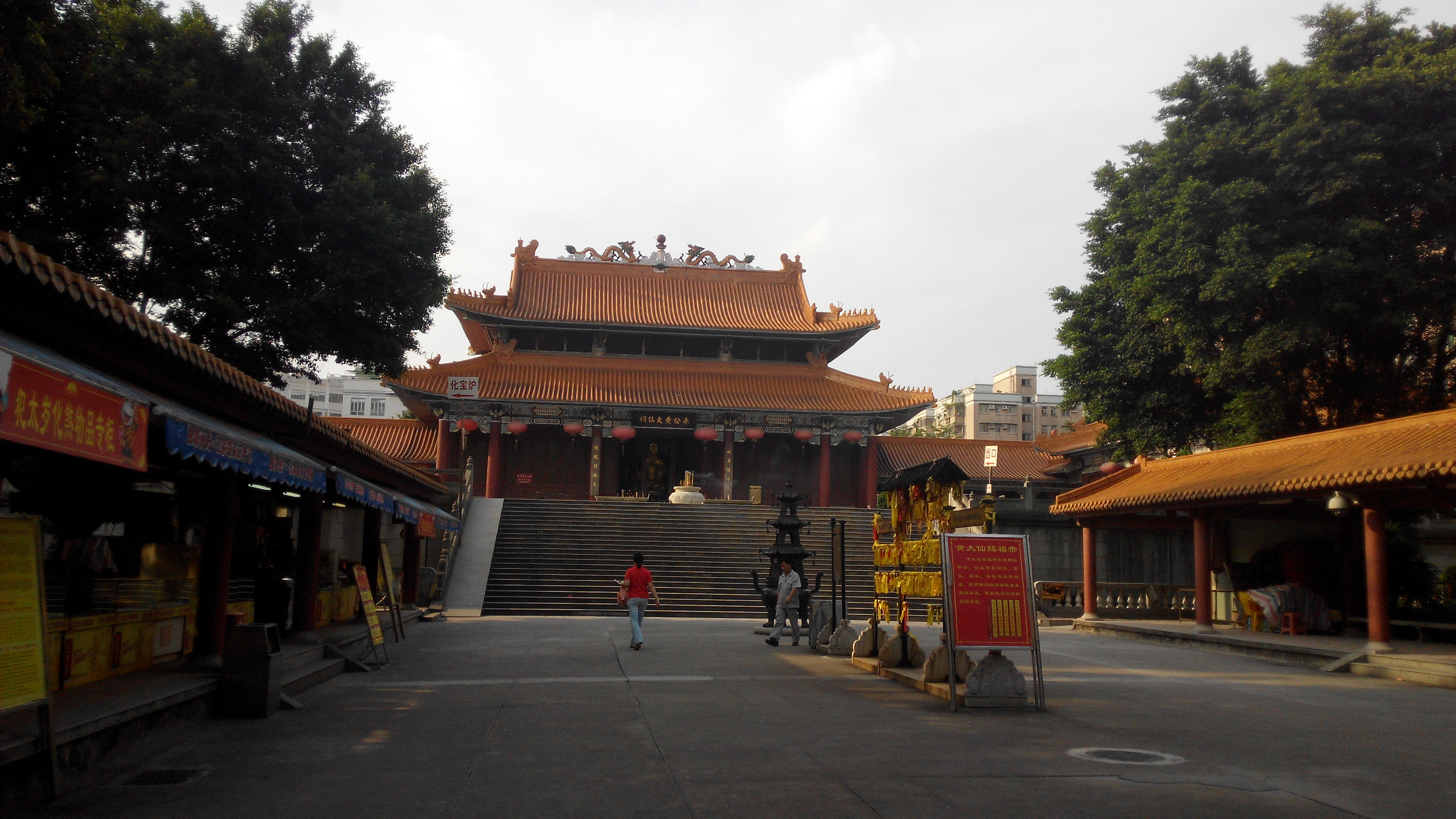
Даосский храм Хуандасянь в Цзюлуне

Одной из важнейших проблем Легга-переводчика была трактовка понятия «Дао». Он был знаком с доктриной иезуитов-фигуралистов, которые полагали, что в Дао были сокрыты тайны Пресвятой Троицы и Боговоплощения. Абель-Ремюза также был склонен рассматривать смысл Дао как «разума» или «Слова», и даже выдвинул гипотезу, что в ходе своего путешествия на Запад Лао-цзы ознакомил со своим учением все культуры древнего мира, и с даосскими представлениями были знакомы Платон, стоики, и даже апостол Иоанн Богослов. Эти представления критиковал С. Жюльен, который, в свою очередь, не мог отрицать глубокие связи даосизма и буддизма. Сам Легг считал легенду о путешествии Лао-цзы на Запад полностью фантастической. Ему также пришлось дискутировать с Бальфуром, который сводил понятие Дао к «Природе» в значении Спинозы (natura naturans). Основанием для этого послужило понятие «тьмы вещей» (кит. упр. 万物, пиньинь wànwù, палл. ваньу). Легг, впрочем, такое фразеологическое толкование счёл откровенным варваризмом.
В общем, Легг признавал, что применение термина «вера» к даосизму затруднительно, и писал, что ни Лао-цзы, ни Чжуан-цзы ничего не писали о поклонении Дао, жрецах или монахах, храмах или ритуалах. Дао не было для них именем личного существа, или Неба, или конфуцианского Ди или Шанди. По мысли Легга, это было метафорическое или мифологическое обозначение высшего бытия, а не природы, над которой оно господствует. Для его коллеги Мюллера, следующего здесь философии Фейербаха и Шеллинга, идея природы повлияла на происхождение всех изначальных («примордиальных») религий. Из даосских текстов, Легг вывел, что Дао отдельно от Бога — Высшего Бытия. Тем не менее, высшей функцией Дао является порождение всех вещей, поэтому оно именуется ещё «творцом» (кит. упр. 造化, пиньинь zàohuà, палл. цзаохуа), а процесс может быть обозначен как эволюция. В соответствие со своей генеральной точкой зрения, Легг утверждал, что и даосская религия изначально возникла и развивалась как монотеистическая.
Согласно мнению Чжао Цзина, работы Легга 1870—1890-х годов можно считать выполненными в направлении сравнительного религиоведения. Колоссальную роль в становлении и развитии взглядов Джеймса Легга на этом этапе сыграл Макс Мюллер, который отождествлял сравнительные исследования в области религиоведения со сравнительной теологией. Мюллер вообще заявлял, что все существующие религии, кроме христианства, используют «фарисейские методы», и не обращаются к народу. Христианство является наиболее гуманистической и универсальной религией из всех, а полемика христиан с иудеями и породила сравнительное религиоведение как таковое. Легг также исходил из первичности христианства в своих сравнительных штудиях. Рассматривая китайское понятие саньцзяо («Три учения», 三教), он прямо утверждал, что все они — конфуцианство, даосизм, буддизм — не способны дать своему адепту ничего, кроме фарисейства. В конечном счёте, легговское исследование даосизма демонстрировало, что хотя он пытался применять к китайским текстам методы, развитые в европейской библеистике, и был глубоко погружён в китайскую культуру, миссионерский подход доминировал у него. Иными словами, помимо поисков монотеизма, его волновали этический и практический аспекты религии, вытекающие из него. Легг критиковал современный ему даосизм как «идолопоклонство», а древнюю даосскую философию как атеистическую, и противопоставлял им обоим конфуцианство. В последнем, вероятно, сыграли роль эмоциональные аспекты: когда только прибывший в Сингапур миссионер Легг посетил даосский храм, он нашёл, что увиденные ритуалы напоминают описанные в 44-й главе книги Иеремии. Во время миссии в Гонконге, вторая жена Легга — Ханна — именовала прихожан буддийских и даосских кумирен не иначе как «грязными язычниками» (filthy heathens).

## Наследие. Память

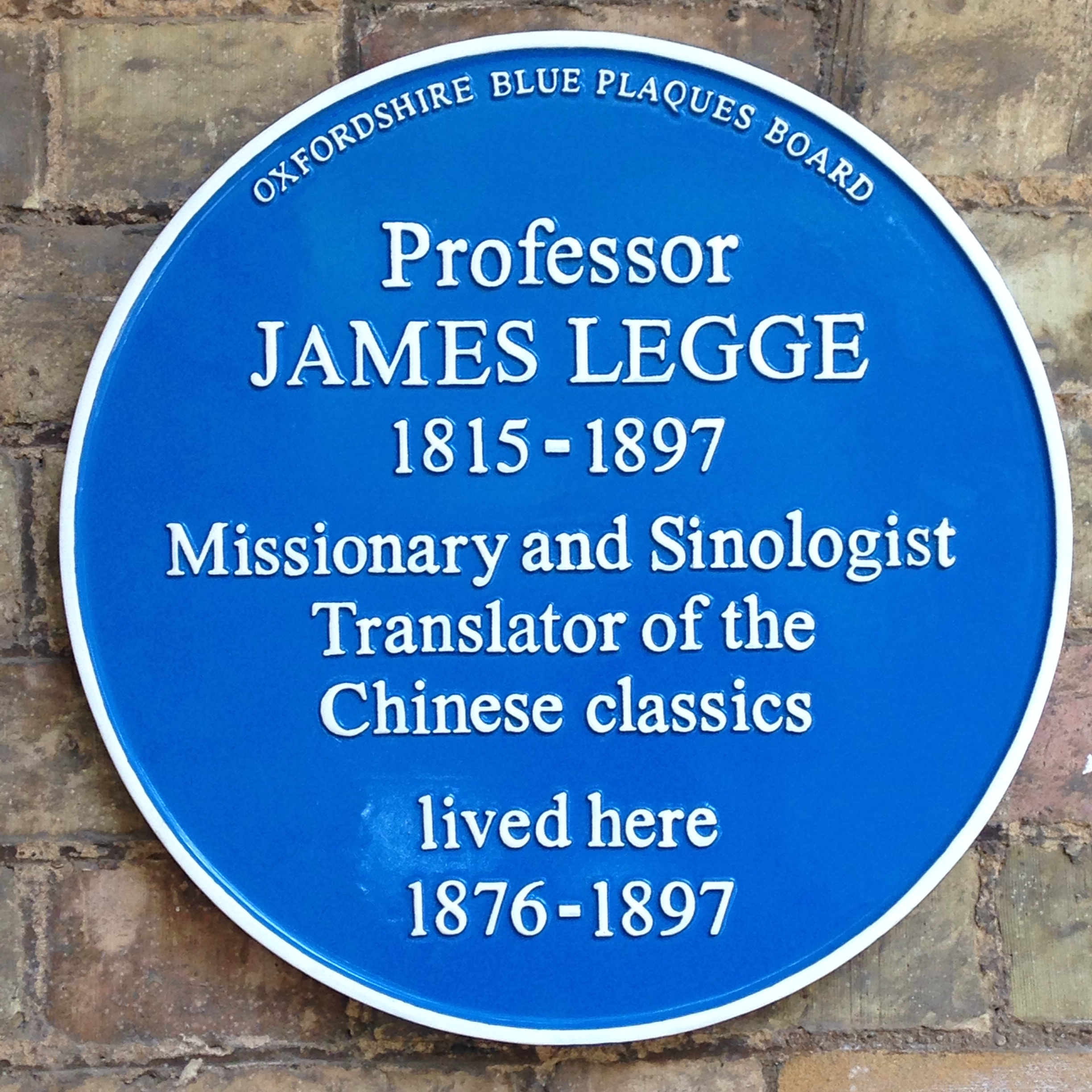
Мемориальная доска в Оксфорде, открытая 16 мая 2018 года

После кончины Джеймс Легг оказался надолго забыт как учёный, его переводы воспринимались, в лучшем случае, как «монумент», хотя и активно использовались исследователями и регулярно переиздавались. Н. Жирардо отмечал, что такое положение образовалось из-за «агрессивной рационалистичности» академического сообщества первой половины XX века. Распространение позитивизма и связанного с ним воинствующего атеизма, лишь укрепили тенденцию. Эзра Паунд, широко использовавший переводы Легга, прямо заявлял, что они «набиты протестантскими предрассудками». Религия же воспринималась как эпифеномен материальных, культурных и социальных структур. Деколонизация и связанный с этим интеллектуальный переворот только усилили отношение к Леггу как агенту британского империализма; работы, которые анализируют его переводы конфуцианской классики с позиций постколониалистской методологии, продолжают выпускаться и в XXI веке. По мере возрождения интереса к деятельности Ордена иезуитов и фигуралистским спорам, начался и пересмотр отношения к протестантской синологии. В фундаментальной работе социолога религии Ян Цинкуня, по сути, подтверждалась правильность понимания Леггом конфуцианских текстов как религиозных, когда практически все его современники и потомки делали акцент на безрелигиозности древнего и современного конфуцианства вообще.
В 2002 году вышла интеллектуальная биография американского исследователя Нормана Жирардо, воспринятая рецензентами как «реабилитация» Легга. Наследие шотландца было помещено в широкий контекст викторианской философии и религиозных исканий. Спустя два года сводную биографию Легга в двух томах опубликовала профессор Гонконгского баптистского университета Лорен Фистер, активно сотрудничавшая с Н. Жирардо. Она занималась исследованием наследия Легга с 1998 года, и является представителем современного «ориенталистского» дискурса. В 2016 году была выпущена биография Легга, написанная канадским психологом, профессором Университета Саймона Фрейзера в отставке Мэрилин Бомэн. Книга основана на огромном массиве неопубликованных документов, в первую очередь, официальной и частной переписки. Норман Жирардо в своей рецензии высоко оценил размах и подробность изложения деталей биографии учёного и миссионера в контексте эпохи.
Гонконгский университет в 1961 году учредил премию им. Джеймса Легга. В 1994 году в Гонконге была выпущена почтовая марка с его портретом — до того на марках этого анклава были изображения только британской королевской семьи. В колледже Корпус-Кристи установлена мемориальная доска, ещё одна доска была открыта его праправнуком Кристофером Леггом 16 мая 2018 года на бывшем профессорском доме, в присутствии лорда-мэра Оксфорда и советника посольства КНР по культуре.

## Издания переводов и трудов
- The Rambles of the Emperor Ching Tih in Këang Nan: A Chinese Tale / Translated by Tkin Shen. with a Preface by Jam. Legge, D.D. — London : Longman, Brown, Green and Longmans, 1843. — Vol. I. — 320 p.
- The Rambles of the Emperor Ching Tih in Këang Nan: A Chinese Tale / Translated by Tkin Shen. with a Preface by Jam. Legge, D.D. — London : Longman, Brown, Green and Longmans, 1843. — Vol. II. — 322 p.
- The notions of the Chinese concerning God and spirits : with an examination of the defense of an essay, on the proper rendering of words Elohim and Theos, into the Chinese language, by William J. Boone / by Rev. James Legge, D.D. — Hong-Kong : Printed at the «Hongkong Register» Office, 1852. — iv, iii, 166 p.
- The Chinese Classics: With a Translation, Critical and Exegetical Notes, Prolegomena, and Copious Indexes / by James Legge, D. D. — Hongkong — London : Trübner & Co., 1861. — Vol. I: Confucian Analects, The Great Learning and Doctrine of the Mean. — 614 p.
- The Chinese Classics: With a Translation, Critical and Exegetical Notes, Prolegomena, and Copious Indexes / by James Legge. — Oxford : Clarendon Press, 1890. — Vol. II: The Works of Mencius. — 605 p.
- The Chinese Classics: With a Translation, Critical and Exegetical Notes, Prolegomena, and Copious Indexes / by James Legge, D. D. — Hongkong — London : Trübner & Co., 1865. — Vol. III, part I: The first parts of the Shoo-king. — 516 p.
- The Chinese Classics: With a Translation, Critical and Exegetical Notes, Prolegomena, and Copious Indexes / by James Legge, D. D. — Hongkong — London : Trübner & Co., 1865. — Vol. III, part II: The fifth parts of the Shoo-king. — 473 p.
- The Chinese Classics: With a Translation, Critical and Exegetical Notes, Prolegomena, and Copious Indexes / by James Legge, D. D. — Hongkong — London : Trübner & Co., 1871. — Vol. IV, part I: The first part of the She-king. — 507 p.
- The Chinese Classics: With a Translation, Critical and Exegetical Notes, Prolegomena, and Copious Indexes / by James Legge, D. D. — Hongkong — London : Trübner & Co., 1871. — Vol. IV, part II: The second [etc.]… parts of the She-king. — 624 p.
- The Chinese Classics: With a Translation, Critical and Exegetical Notes, Prolegomena, and Copious Indexes / by James Legge, D. D. — Hongkong — London : Trübner & Co., 1872. — Vol. V, part I: The Ch'un Tsew with The Tso Chuen. — 584 p.
- The Chinese Classics: With a Translation, Critical and Exegetical Notes, Prolegomena, and Copious Indexes / by James Legge, D. D. — Hongkong — London : Trübner & Co., 1872. — Vol. V, part II: The Ch'un Tsew with The Tso Chuen. — 542 p.
- The Sacred books of China: The texts of Confucianism / Tr. by James Legge. — Oxford : Clarendon Press, 1879. — Vol. 3, part I: The Shû king. The religious portions of the Shih king. The Hsiâo king. — 492 p.
- The Sacred books of China: The texts of Confucianism / Tr. by James Legge. — Oxford : Clarendon Press, 1882. — Vol. 16, part II: The Yî king. — 448 p.
- The Sacred books of China: The texts of Confucianism / Tr. by James Legge. — Oxford : Clarendon Press, 1885. — Vol. 27, part III: The Li Ki, I—X. — 484 p.
- The Sacred books of China: The texts of Confucianism / Tr. by James Legge. — Oxford : Clarendon Press, 1885. — Vol. 28, part IV: The Li Ki, XI—XLVI. — 496 p.
- The Sacred books of China: The texts of Taoism / Tr. by James Legge. — Oxford : Clarendon Press, 1891. — Vol. 39, part I: The Tâo Teh King; The Writings of Kwang-dze, books I—XVII. — 396 p.
- The Sacred books of China: The texts of Taoism / Ed. by F. Max Müller. — Oxford : Clarendon Press, 1891. — Vol. 40: The writings of Kwang-tsze, books XVII—XXXIII. — 340 p.
- The Life and Teachings of Confucius: With Explanatory Notes / by James Legge, D.D. — London : Trübner & Co, 1877. — 338 p.
- Life and works of Mencius; with essays and notes / by James Legge. — Philadelphia : Lippincott, 1875. — 405 p.
- The religions of China : Confucianism and Tâoism described and compared with Christianity / by James Legge. — London : Hodder and Stoughton, 1880. — 338 p.
- The Nestorian monument of Hsî-an Fû in Shen-hsî, China, relating to the diffusion of Christianity in China in the seventh and eighth centuries; with the Chinese text of the inscription, a translation, and notes, and a lecture on the monument with a sketch of subsequent Christian missions in China and their present state / by James Legge. — London : Trübner & Co, 1888. — 65 p.